# Nezavisna Država Hrvatska
Nezavisna Država Hrvatska (skr. NDH, ND Hrvatska ili N. D. Hrvatska) bila je djelomično priznata marionetska država stvorena za vrijeme Drugoga svjetskog rata u okviru poretka sila Osovine, pod utjecajem nacističke Njemačke i fašističke Italije. Vodstvo UHRO proglasilo je njezin osnutak 10. travnja 1941. za vrijeme Travanjskog rata, napada sila Osovine na Kraljevinu Jugoslaviju koji je rezultirao njenim raspadom. Tijekom cijelog svog postojanja NDH je bila fašistička totalitarna diktatura, u kojoj je sve bilo podvrgnuto vlasti poglavnika i ustaškoga pokreta.
Za formiranje NDH od odsudne je važnosti bila politika Kraljevine Italije, koja je još od prosinca 1918. provodila obavještajne i druge aktivnosti radi razbijanja Kraljevine Jugoslavije: Italija je na svojem području bila ugostila i pomogla vojnu obuku i djelovanje ustaša protiv Jugoslavije. Njemačka je sa svoje strane htjela nagovoriti Mađarsku na preuzimanje čitavoga područja koje se naposljetku našlo u NDH, ali je Italija smatrala da će svoje geopolitičke interese na Jadranu lakše ostvariti s očekivano slabijom Hrvatskom, koja bi bila posve pod njezinom vlašću.
Već nekoliko dana nakon proglašenja, 15. svibnja, NDH službeno postaje monarhija proglašenjem Zakonske odredbe o kruni Zvonimirovoj. Za kralja je odabran talijanski princ Aimone Roberto Margherita Maria Giuseppe Torino di Savoia, vojvoda od Spoleta i od Aoste iz kraljevske dinastije Savoja koji uzima ime Tomislav II. i postaje kralj Hrvatske, princ Bosne i Hercegovine, vojvoda Dalmacije, Tuzle i Knina. Zbog nepopularnosti takvoga poteza,  čak i među najgorljivijim ustašama,  monarhija nije nikada zaživjela i „kralj” nije nikada čak ni posjetio Hrvatsku. Nakon kapitulacije Italije 1943. godine monarhija je i službeno prestala postojati. 
NDH je funkcionirala kao talijanski i njemački protektorat te nije bila međunarodno priznata izvan okvira ratom uvjetovane njemačke i talijanske utjecajne sfere. Iako je uspostava same hrvatske države nakon sloma Kraljevine Jugoslavije u hrvatskoj javnosti bila pozdravljena od dijela populacije, već prvi koraci vlasti doveli su do širokog razočaranja takvom NDH kojoj je Italija oduzela dragocjena primorska područja, a Mađarska Međimurje i Baranju.
Vlasti NDH ubrzo su nakon proglašenja države uvele rasne, diskriminacijske i represivne zakone te počele provoditi genocidnu politiku prema Srbima, Židovima i Romima, kao i represalije nad Hrvatima i Muslimanima. Prvi koncentracijski logor u NDH bio je logor Danica kraj Koprivnice koji je osnovan već 15. travnja 1941., a na teritoriju NDH su 1941. – 1945. djelovala 22 sabirna logora od kojih je najznačajniji bio Koncentracijski logor Jasenovac. Tijekom 4 godine svoga postojanja fašistički je ustaški režim prognao i ubio oko 300 000 Srba te najmanje 30 000 Židova i Roma; nekoliko tisuća Srba je pri tome protjerano, a 200 000 – 300 000 bilo je prisiljeno prekrstiti se na katoličanstvo kako bi izbjegli smrt.
Ustaški teror i represalije potaknuli su ustanke među Srbima na području NDH, najprije u lipnju 1941. na području Hercegovine, a mjesec dana kasnije na tromeđi Like, Bosanske Krajine i Dalmacije. Ustanici su se potom pridružili postrojbama partizana koje su predvodili komunisti, ili pak postrojbama četnika. Partizanima će se kasnije pridruživati i antifašistički nastrojeni Hrvati (osobito na područjima okupiranima od Italije) i Bošnjaci. Četnici su, pak, uskoro počeli surađivati s okupatorima i vlastima NDH. Partizanski otpor je dalje rastao, što je dovelo do žestokih i dugotrajnih borbi na području NDH, uključujući više velikih protupartizanskih ofenziva združenih njemačkih, talijanskih, ustaških i četničkih snaga. Prvenstveno na području pod talijanskom okupacijom s vremenom nastaju i velika područja pod kontrolom četnika (koji surađuju s Talijanima u borbi protiv partizana) i partizana (NOVJ, snage pod kontrolom Komunističke partije Jugoslavije) kojima talijanske snage nakon pada Italije 1943. predaju znatnu količinu naoružanja, te koji će uz podršku zapadnih saveznika uspijevati držati pod kontrolom sve veće područje i uvelike sabotirati gospodarsku aktivnost na preostalom području NDH. 
Konačan slom NDH nastupa 4. svibnja 1945. kada je raspuštena ustaška vlada. Ustaše masovno napuštaju Zagreb 6. svibnja, zajedno s većinom preostale ustaške i domobranske vojske te s izbjeglim civilima, bježeći pred nadirućim partizanskim postrojbama prema slovenskoj granici i dalje prema Austriji gdje su se planirali predati Britanskoj vojsci. Dana 15. svibnja vojska u bijegu okuplja se u blizini austrijskog gradića Bleiburga gdje je položila oružje, nakon čega ih Britanci predaju Jugoslavenskoj armiji; jugoslavenske komunističke snage pobile su desetke tisuća zarobljenih, a događaj je u emigrantskim hrvatskim krugovima nazvan Bleiburškom tragedijom. 

## Značenje
Uspostava Nezavisne Države Hrvatske označila je realizaciju inačice rješenja hrvatskog pitanja koje se temeljilo na rasformiranju Jugoslavije. No ona je istodobno značila i vezivanje Hrvatske uz fašističke sile i prenošenje fašističkog modela organizacije vlasti i političke prakse Njemačke i Italije u Hrvatsku, uz nazočnost njemačkih i talijanskih vojnih snaga. Te su dvije strane sile od ustaške vlade smatrane saveznicima, a u širim slojevima stanovništva bile su doživljene kao okupatorske. Iako je NDH imala u svom nazivu pridjev "nezavisna", njezino slobodno djelovanje ograničavali su Nijemci i Talijani, tako da su sve važnije odluke u državi bile donesene uz pristanak "saveznika". Režim NDH je provodio genocidne politike protiv Srba, Židova i Roma te su uveli drastične mjere i protiv hrvatskog stanovništva. Sam Vladko Maček je govorio da se ne radi o hrvatskoj državi već da je NDH okupirana i podijeljena "na njemačku i talijansku okupacijsku zonu", dok je "krvoločni ustaški pokret uspostavio teroristički režim".
NDH se može promatrati kao teritorijalni kondominij njenih okupatora Njemačke i Italije: okupacijske snage nisu niti u jednom trenutku prestale kontrolirati teritorij NDH, iako je ova imala i vlastite vojne i policijske snage. Jozo Tomasevich zauzima stajalište da je NDH bila njemačko - talijanski protektorat. Teritorij NDH podijeljen je odmah 1941. god. demarkacijskom linijom na talijansku i njemačku okupacijsku zonu; Italija je pritom pripojila vlastitom državnom teritoriju oko pola Dalmacije, te dijelove Primorja i Gorskog kotara; Hrvatska je pristala demilitarizirati svoj dio jadranske obale i većinu svojih suverenih prava odstupila Italiji. Talijani i Nijemci su se ponašali kao okupacijske sile u neprijateljskoj zemlji. Nakon kapitulacije Italije, njemačka okupacija proširena je na čitav teritorij osim partizanskog oslobođenog teritorija. Talijanska i njemačka okupacija ne samo što su narodu pokazale da su ustaše oruđe okupatorskih sila, nego i eliminirale ili uvelike reducirale moć ustaških vlasti u većem dijelu zemlje. Bilo je očito da je tobožnja hrvatska neovisnost laž. U Europi kojom je dominirala nacistička Njemačka, Hrvatska je imala položaj sličan onome drugih država; čak ni Italija nije nakon početka II. svjetskog rata uživala potpunu neovisnost o Njemačkoj.
Uz značajne teritorijalne gubitke u korist Italije (5.380 četvornih kilometara ozemlja s oko 380.000 stanovnika, također najveći dio teritorijalnog mora) i Mađarske, Ante Pavelić je kao poglavnik uspostavio diktatorski represivni fašistički režim sa zabranom svih stranaka osim Ustaškog pokreta. Zatvoren je i vođa Hrvatske seljačke stranke Vladko Maček, a ni Sabor nije djelovao. Do kapitulacije Italije je NDH bila monarhija s kraljem Tomislavom II. iz talijanske kraljevske kuće, koji međutim u kontekstu teškog nezadovoljstva Hrvata zbog pripajanja hrvatskih područja Italiji, nije Hrvatsku nikad ni posjetio, niti imao neku znatnu ulogu u državnim poslovima.  
NDH se pojavila kao diskontinuitet u odnosu na dotadašnje osnovne crte hrvatskih političkih opredjeljenja, ali ubrzo i kao iznevjerenje težnji hrvatskog naroda za samostalnom državom, jer je njezin postanak i opstanak bio vezan uz volju i sudbinu njemačkih saveznika. Stoga je podrška režimu koja se u narodu tijekom prvih mjeseci vladavine privremeno povećala, počela se ubrzo smanjivati. Taj proces se je nastavio sve do samog kraja ustaške države. Glavna prije-ratna hrvatska stranka, HSS, nije priznavala legitimitet NDH. Desna frakcija HSS-a prišla je ustašama, ali kampanja razbijanja HSS-a i prijelaza u ustaštvo pretrpjela je potpuni poraz - tek 1% HSS mjesnih organizacija je pristupilo NDH režimu. Dušan Bilandžić navodi da "od jeseni 1941. do kapitulacije Italije najveći dio naroda još uvijek je slijedio politiku čekanja V. Mačeka…u nadi da će vodstvo HSS-a znati kada se s oružjem dići protiv njemačkog okupatora i režima NDH". Takodjer piše da se je "održavala podjela hrvatskoga naroda na tri protivnička bloka — partizanski pokret, NDH i HSS — s tendencijom stalnoga jačanja NOP-a [Narodno oslobodilačlog pokreta] i stalnoga slabljenja NDH i HSS-a"
Nakon Kapitulacije Italije 1943. godine se brojnost partizanskih postrojbi na području NDH snažno povećala - na oko 100.000 do kraja 1943. godine - a osobito se povećao udio broj etničkih Hrvata u njima: do početka 1945. godine će u partizanima biti približno jednaki broj pripadnika kao postrojbe NDH (dodatni znatni broj Hrvata i Bošnjaka služio je u njemačkim tzv. legionarskim postrojbama), od 150.000 pripadnika partizanskih postrojbi, njih 60,4% su bili Hrvati, 28,64%Srbi, 2,75% muslimani (Bošnjaci) i 0,25% Židovi. Brojnost postrojbi nije odražavala strateški odnos snaga, gdje su partizani bili na strani Saveznika koji su definitivno pobjeđivali u ratu. Od Zapadnih saveznika će partizani dobiti nemalu vojnu pomoć, iako se plaše da bi im iskrcavanje britanskih i američkih postrojbi iz posve bliske Italije - oni naime još uvijek priznaju izbjegličku vladu kralja Petra II. - moglo pomrsiti planove. Plašeći se eventualnog iskrcavanja saveznika preko Jadrana, Tito 12. studenoga 1943. javlja Moskvi: “Mi nećemo dozvoliti ovo iskrcavanje bez naše suglasnosti i spremni smo da se suprotstavimo silom".
NDH je još 1941. objavila rat Britaniji i Americi. Bilandžić uočava Britansku želju da u suradnji s HSS-om i srbijanskim građanskim strankama nakon rata obnovi Kraljevinu Jugoslaviju - čija izbjeglička vlada, sastavljena od tih stranaka, djeluje u Londonu - s čime su eventualno imali izgleda do približno kraja 1943. godine, ali su propustili priliku da to postignu neposrednom intervencijom. Na Teheranskoj konferenciji 1943. Saveznici su službeno priznali partizane te obustavili podršku Mihailovićevoj vojsci, jer kako je izjavio Churchill: "222.000 Titovih [boraca su] držali onoliko Nijemaca u Jugoslaviji, koliko su združene anglo-američke snage držale u Italiji", tada glavnoj zapadna fronta. Situacija se dodatno preokrenula za korist jugoslavenskih komunista kada su krajem rujna 1944. godine na predratne granice Jugoslavije izbile moćne snage Crvene armije. Njemačka je početkom 1945. godine s područja NDH evakuirala pretežni dio Folksdojčera, pripremajući se na napuštanje toga područja. Pavelić je uhitio i likvidirao skupinu dužnosnika NDH i HSS-ovaca koji su pred kraj rata pokušali prebaciti NDH na savezničku stranu. Masovna dezerterstva domobrana i prijelaz u partizane, koje su se razmahale nakon kapitulacije Italije 1943., s vremenom su se pojačale, pogotovo nakon partizanskih amnestija ujesen 1944.. Vodstvo NDH s preostalim dijelom vojske te povezani civili su pobjegli pred partizanima u Austriju, odakle su ih zapadni saveznici izručili novim vlastima. Umjesto povratka Karađorđevića, budućnost Hrvatske i Jugoslavije kao dijela istoka Europe pod komunističkom kontrolom, bila je takvim razvojem događaja zadana. S partizanskom borbom Hrvatska je pridobila Istru, Rijeku, Zadar, Cres, Lošinj, Lastovo i Palagružu.

## Stvaranje NDH

### Pozadina
Još od početka dvadesetih godina dio političkih struja u Hrvatskoj traži rješenje tzv. hrvatskog pitanja, pokušavajući za to naći vanjske saveznike - od SSSR-a do Lige naroda. Hrvatski narod je iznimno nezadovoljan grubom velikosrpskom hegemonijom koja je uspostavljena u Jugoslaviji, gdje se čak nastoji zanijekati Hrvatima pravo da postoje kao narod. Opcija samostalne ili autonomne Hrvatske afirmirana je kroz politiku HSS-a i Stjepana Radića, glavnim predstavnicima Hrvata u meduratnome periodu. Godine 1927. Radić je sa Samostalnom demokratskom strankom,  tj. vodećom strankom hrvatskih Srba, osnovao Seljačko-demokratsku koaliciju, koja je postala glavna oporba režimu sve do rata, zahtijevajući ukidanje centralističkog ustava iz 1921. te zalažući se za decentralizaciju, federalizam i demokraciju. Nakon režimskog nasilja, koje je vrhunac doživjelo atentatom u beogradskoj skupštini, veliki dio stanovništva pristaje uz HSS. Nakon sklapanja sporazuma Cvetković-Maček u kolovozu 1939. godine, HSS smatra da se hrvatsko pitanje može razriješiti putem uspostave Banovine Hrvatske, a radikalniji desni pravaši (čije su organizacije bile službeno zabranjene) su i nadalje posve neprijateljski nastrojeni prema Jugoslaviji. 
Ustaše su propagirale stvaranje Velike Hrvatske, s Bosnom i Hercegovinom, zanijekajući postojanje Srba i Muslimana kao naroda, uz sve žešći antisemitizam.  U prvom broju Ustaše iz 1932. Ante Pavelić je zapisao, »Nož, revolver, strojna puška i pakleni stroj, to su idoli, to su zvona, koja će navijestiti osvit zore i uskrsnuće Nezavisne Države Hrvatske«, dok ustaški ideolog, Mile Budak, objavljuje stihove »Bjež’te psine preko Drine« Pavelić je tražio potporu u vanjskim neprijateljima Jugoslavije - Italiji i Mađarskoj - koje su imale pretenzije nad jugoslavenskim i hrvatskim teritorijom, kao dio njihovih povijesnih država. Pavelić  je kao predsjednik marginalnog HSP-a, još 1927. Talijanima dostavio memorandum u kome je u zamjenu za svesrdnu podršku i političku zaštitu, prihvatio talijansku kontrolu nad Istrom, Rijekom i Zadrom, obećao izručiti Talijanima dodatne teritorije u Dalmaciji te kontrolu nad cijelim Jadranom, odrekao se stvaranja hrvatske mornarice, itd. - sve kad Ustaše uspješno sruše Jugoslaviju. S time je pokazao spremnost na teritorijalno, političko, ekonomsko i vojno podredjivanje talijanskim interesima. Nakon proglašenja šestosiječanjske diktature 1929., kojom je zabranjen rad svih stranaka, dio pravaša na čelu s Pavelićem odlazi u emigraciju. Mussolini je tada ponudio Paveliću i Ustašama utočište u Italiji i dopustio im uvježbavanje za rat protiv Jugoslavije.  Kasnije Pavelićeva "revolucionarna organizacija" organizira u Mađarskoj logor za obuku ustaških terorista. Jedan manji dio tzv. domovinskih ustaša djelovao je i u Hrvatskoj. Radikalne ideje borbe za osamostaljenje Hrvatske našle su odjeka među dijelom sveučilišne mladeži, kao i nezadovoljnim časnicima bivše Austro-ugarske vojske, koji su uglavnom nakon 1918. okončali vojne karijere ili su bili nezadovoljni svojim položajem i tretmanom. 
Neuspjelim Velebitskim ustankom 1932. i pojedinačnim terorističkim akcijama (podmetanje bombi na medjunarodnim vlakovima, te kolodvorima i policijskim stanicama u Hrvatskoj u kojima je bilo mrtvih i ranjenih civila). Ustaše su skretale pozornost na sebe u domovini, ali bez većeg uspjeha. Najuspješnija teroristička akcija bio je atentat na kralja Aleksandra u Marseilleu 1934., izvršen u suradnji s makedonskom revolucionarnom skupinom VMRO. Za organizaciju atentata i ubojstvo francuskog ministra vanjskih poslova, Francuska je u odsustvu na smrt osudila Pavelića i Eugena Kvaternika. Godine 1937. Italija i Jugoslavija potpisuju sporazum koji omogućuje ustašama koji nisu direktno sudjelovali u terorističkim akcijama, povratak u Jugoslaviju, što čini polovina, tj, 260 ustaša, među njima i Mile Budak koji pokreće ustaški list Hrvatski narod. To je omogućilo jačanje ustaškog pokreta, u zemlji, jer su mogli regrutirati među desnim krilom HSS-a, nacionalističkim studentima, radikalnim katolicima (Križari, Društvo Domagoj, itd.), i pripadnicima drugih ekstremno-desnih organizacija. Uspostavom Banovine, dijelovi HSS-ove Hrvatske građanske i seljačke zaštite, počinju provoditi teror nad Srbima i Hrvatima, pristašama bivšeg režima, radnicima na željeznici (ostala je u rukama centralnih vlasti), itd. Tijekom prvih 6 mjeseci ubili i ranili su oko 200 ljudi, brojne druge premlaćuju i i protjeraju. Dok je sprva štitila ubojice, HSS-ova vlast poslije pokušava suzbiti nasilje.
Nakon stvaranja Banovine Hrvatske 26. kolovoza 1939., skupina oko Pavelića je žestoko napala HSS-ovu politiku sporazuma sa Srbima i podjelu BiH, zahtijevajući za Hrvatsku potpunu samostalnost i daleko veći teritorij. No, za čitavo predratno vrijeme, ustaški je pokret u Hrvatskoj bio marginalna pojava, s oko 2.000 članova 1940. Osim s ustašama, Italija je sredinom 1939. stupila u kontakt s HSS-om kao najjačom hrvatskom strankom, predlažući dogovor po kojem bi se HSS obvezao pripremiti revoluciju u Hrvatskoj, proglasiti nezavisnu hrvatsku državu te pozvati talijansku vojsku u pomoć. Buduća hrvatska država trebala bi s Italijom imati zajedničko ministarstvo vojske i vanjskih poslova, a Hrvati bi također priznali talijanskoga kralja hrvatskim vladarom ili bi izabrali jednog savojskog kneza za svog vladara. No, Maček je to promptno odbio.
U više navrata u ožujku i studenom 1940. predstavnici ustaškog pokreta u inozemstvu skupljali su potpise i slali memorandume Trećem Reichu u kojima traže oružanu intervenciju u Jugoslaviji i stvaranje samostalne hrvatske države. No, ni tada, a ni kasnije, Njemačka uopće nije imala namjeru rušiti Jugoslaviju, budući da je ona pristupila Trojnom paktu 25. ožujka 1941. Međutim, vojni puč protiv pakta koji je predvodio general Simović, poduprt od strane britanske obavještajne službe, Hitler je doživio kao vlastitu uvredu, te je bijesno izdao naredbu "za uništenje Jugoslavije vojno i kao nacije, bez čekanja jamstava vjernosti paktu", iako je Simovićeva vlada pokazivala spremnost za ostanak u paktu. Hitler nije bio oduševljen Mussolinijevim planom o stvaranju marionetske hrvatske države, među ostalim, upravo i zbog slabe podrške ustašama u Hrvatskoj. Isprva je tražio da područja izvan talijanske interesne zone postanu dio Horthyjeve Mađarske kao autonomna pokrajina, kako bi zadovoljio mađarske apetite. Tako je mađarskoj strani 28. ožujka i ponovno 19. travnja ponuđena čitava Hrvatska sjeverno od talijanske interesne zone, što su Mađari odbili, odgovorivši da ih zanima samo pristup moru te stanoviti dijelovi teritorija uz Mađarsku južnu granicu - Bačka, Baranja, Banat (to područje poslije neće biti priključeno Mađarskoj) i Međimurje.

### Napad sila Osovine na Jugoslaviju 1941. god.
Nakon odluke o vojnom napadu na Kraljevinu Jugoslaviju u travnju 1941. god., sile Osovine odlučile su podržati stvaranje hrvatske države. Istovremeno s naredbom za napad na Jugoslaviju Hitler izdaje direktivu SS-Brigadeführeru Edmundu Veesenmayeru da na području budućih ostataka Jugoslavije pronađe pogodne osobe za rukovođenje novih, nacističkoj Njemačkoj prijateljskih država, koje će biti stvorene. Nijemci su smatrali da vodstvo nove hrvatske države treba pripasti HSS-u, najjačoj i najbolje organiziranoj stranci. Fašistička Italija svoje je povjerenje, pak, usmjerila k ustaškoj organizaciji. Još potkraj ožujka 1941. održan je sastanak između Mussolinija i Pavelića. Mussolini je Paveliću dao do znanja da će Italija omogućiti Ustašama preuzimanje vlasti u Hrvatskoj, a Pavelić se složio s talijanskim teritorijalnim zahtjevima na jadranskoj obali. Njemački pak izaslanik Edmund Veesenmayer je za to vrijeme više puta kontaktirao Vladka Mačeka, nagovarajući ga da preuzme čelnu funkciju nove države, što je Maček odbijao, budući da je smatrao da će sile Osovine izgubiti rat. Nakon Mačekova odbijanja, i Nijemci su se složili da Pavelić i ustaška organizacija budu na vlasti u hrvatskoj državi.
Vojne snage Kraljevine Jugoslavije su se pokazali nedoraslima da obrane državu koju su vodili sudionici posve nedavnog državnog udara od 27. ožujka 1941., a na područjima Hrvatske se bilježe i masovne pobune mobiliziranih vojnih obveznika s ciljem stvaranja neovisne hrvatske države. Odmah nakon što je Slavko Kvaternik proglasio u Zagrebu 10. travnja 1941. godine neovisnost, pripadnici HSS-ove Hrvatske građanske i seljačke zaštite su počeli - slijedeći poziv Slavka Kvaternika da se stave u službu NDH, ali bez neke posebne zapovijedi - preuzimati kontrolu i na područjima do koji još nisu došle invazijske vojne snage, ulazeći u sporadične sukobe i nastojeći razoružati druge jugoslavenske vojne postrojbe.
Na području Hrvatske otpor nadolazećim talijanskim i njemačkim snagama je pružan samo u područjima s većinskim srpskim stanovništvom. Vrlo mali broj Hrvata se javio na proglas mobilizacije, što govori o raspoloženju prema Kraljevini Jugoslaviji. Hrvati u Jugoslavenskoj kraljevskoj vojsci nakon izbijanja rata masovno počinju dezertirati i otkazivati poslušnost. Buni se posada torpiljarke u Šibeniku, hrvatski piloti u Makedoniji, hrvatski vojnici u Đakovu i Vagnju, gdje dolazi i do okršaja s ostalim pripadnicima jugoslavenske vojske. 8. travnja otvoreno su se pobunile 108. pješačka pukovnija u Velikom Grđevcu i 40. dopunska pukovnija u Severinu. Uz pomoć Hrvatske seljačke zaštite zauzimaju žandarmerijsku postaju u Garešnici, stižu u Bjelovar i pružaju podršku gradonačelniku dr. Juliju Makancu, članu ustaškog pokreta, koji istoga dana proglašava "uskrsnuće" hrvatske države. U Bjelovar sljedećeg dana stižu i vojnici iz drugih postrojbi, što je bio znak očitog raspada jugoslavenske vojske. Hrvatska seljačka zaštita se stavila na raspolaganje čuvajući javne ustanove i razoružavajući i zarobljavajući jedinice jugoslavenske vojske. Zaštita je čuvala javne zgrade, ceste i mostove, kao i vojna i druga skladišta, ali i privatno vlasništvo i osiguravala red i mir. Nijemci su generalno dočekivani kao osloboditelji. Njemačke i talijanske trupe zauzele su Sarajevo i Split tek 15. travnja, a službena kapitulacija snaga Kraljevine Jugoslavije uslijedila je 17. travnja.

### Proglašenje
Od 5. travnja 1941. Ante Pavelić preko radio-postaje glavnog ustaškog stana "Velebit" iz Italije poziva hrvatski narod na uspostavu Hrvatske Države. 10. travnja pripadnik domovinske skupine ustaškog pokreta, bivši austro-ugarski pukovnik Slavko Kvaternik, u dogovoru s njemačkim izaslanikom Edmund Veesenmayerom, proglasio je uspostavu NDH preko Radija Zagreb u 16 sati i 10 minuta, dok je njemačka vojska ušla u Zagreb sat vremena kasnije. Veesenmayer je ipak nagovorio Mačeka na izjavu kojom poziva svoje pristaše na mir i lojalnost novoj vlasti. Kvaternikov proglas i Mačekova izjava emitirani su na radiju. Istog dana izašlo je posebno izdanje dotad malo poznatih novina "Hrvatski narod", kojim se objavljuje uspostava NDH. Većina građana je bila poprilično zbunjena ovim obavijestima.
U vrijeme proglašenja NDH Ante Pavelić nalazi se u središnjoj Italiji i u Pistoji okuplja ustaše emigrante koje je Mussolini dva tjedna prije odlučio otpustiti iz konfinacije i naoružati lakim oružjem radi upućivanja u Hrvatsku - gdje je Pavelić obećao nakon preuzimanja vlasti predano surađivati s Italijom. Pavelić i ustaše oko njega o proglašenju NDH saznali su s radija; te su do Zagreba uz suradnju talijanskih i njemačkih vojnih zapovjedništava uspjeli doći 15. listopada.
Hrvati su pretežnim dijelom bili vrlo razočarani Kraljevinom Jugoslavijom, te su s odobravanjem dočekali kraj te države i mogućnost nastanka neovisne Hrvatske. Alojzije Stepinac je kasnije opisao te dane riječima: “Bio bih ništarija kad ne bih osjetio bilo hrvatskoga narod koji ima pravo na slobodu kao i svaki drugi narod.”
Poslije proglašenja NDH nije bilo ni dana bezvlašća jer su se sve institucije Banovine Hrvatske stavile na raspolaganje novouspostavljenoj državi. Vršitelj dužnosti bana banovine Hrvatske, odjelni predstojnik Žilić, na kojega je Ivan Šubašić prilikom odlaska iz zemlje prenio svoje ovlasti, službeno je predao vlast Kvaterniku. Nakon proglasa o uspostavi NDH Slavko Kvaternik je upotrijebio stari banovinski administrativni aparat i potpuno se oslonio na postrojbe Hrvatske seljačke i građanske zaštite, koje su u Zagrebu raspolagale s oko 4.000 ljudi, a na čitavom području Banovine Hrvatske s oko 142.000 pripadnika. Već 11. travnja iz Kabineta zamjenika Poglavnika izdana je naredba da do konstituiranja vlade Nezavisne Države Hrvatske sve upravne poslove imaju obavljati odjeli Banske vlasti. U jutarnjim satima 15. travnja stigao je u Zagreb Ante Pavelić s oko 200 ustaša povratnika. Navečer 16. travnja imenovao je prvu hrvatsku vladu, u kojoj je bio i ministar predsjednik (premijer) i ministar vanjskih poslova. Vlada je bila glavnom ustanovom izvršne vlasti, iako su sve bitne odluke u unutarnjoj i vanjskoj politici bile u rukama samog Pavelića. 
Teror nad Židovima počeo je gotovo od prvih dana NDH ubojstvom dvojice židovskih industrijalaca, pljačkom židovskih društava, otmicom Židova radi otkupnine i paljenjem osječke sinagoge - sve prije 15. travnja. Ustaše uspostavljaju prvi koncentracijski logor, Danicu u Koprivnici, 15. travnja i počinju ga puniti Srbima, komunistima i Židovima. Dana 17. travnja ustaše ubijaju 25 Srba u Petrovom Selu, dok su 30. travnja u Gudovcu ubili 192 Srba. Nakon toga ustaški teror i ubojstva se masovno stupnjuju. 
Iako je Hrvatska građanska i seljačka zaštita (HGSZ) odigrala vodeću ulogu pri predaji jugoslavenske vojske i uspostave ustaških vlasti, veliko razočarenje u HGSZ, HSS i narodu šire nastupilo je nakon proglašenja Rimskih ugovora, kojim je Pavelić Talijanima izručio veliki dio Dalmacije, gotovo sve otoke, plus Gorski kotar. Počinju i negodovanja oko nepoštivanja HSS-a i Mačeka, kao i kontrole koju Njemačka i Italija imaju nad NDH, neki se protive i ustaškom teroru nad Srbima i Židovima. Tražeći monopol vlasti i bojeći se puća, Pavelić razbija HSS i razoružava HGSS, uhićuje i šalje neke HGSS-ovce u logor Danica, kasnije zatvara i samog Mačeka u Jasenovcu. Nakon toga ustaše više nisu mogli računati na proširenje svoje uske podrške. Naprotiv, dio desnih pristaša HSS-a i HGSZ-a, koji su isprva podržavali ili sa simpatijama gledali na ustašku vlast, distancirao od ustaške politike. Potom se navrat-nanos počelo dijeliti oružje proustaškim grupama koje su u velikoj mjeri bile popunjavane sitnim kriminalcima i osvetoljubivo nastrojenim individuama. U situaciji kada je bilo očito nezadovoljstvo etničkih Srba (koji su u velikoj mjeri bili uznemireni i od velikosrpski nastrojenih političara uznemireni već i povodom nastanka Banovine Hrvatske nekoliko mjeseci ranije) proglašenjem NDH, a četničke organizacije su bile posvuda prisutne i nerijetko naoružane vojnim naoružanjem koje nije bilo predano nakon raspada jugoslavenske vojske, djelovanje tih divljih ustaša se ubrzo pretvorilo u potpunu samovolju i teror.
Golema većina hrvatskoga naroda oduševljeno je dočekala slom Jugoslavije, no to nije imalo veze s nacističkom ili fašističkom ideologijom - pristalica tih ideologija je među Hrvatima jedva bilo, već s činjenicom da je stanovništvo Hrvatske bilo duboko nezadovoljno političkom i društvenom situacijom u Jugoslaviji. Istovremeno se činilo kako je, nakon dvadeset godina borbe s beogradskim režimom, bez žrtava uspostavljena samostalna hrvatska država te je izbjegnut rat u kojem je dotada stradala velika većina Europe. Ubrzo nakon uspostavljanja vlasti, međutim, dolazi i do prvih razočaranja.

### Međunarodno priznanje
Vanjska politika NDH vođena je u okviru njemačke i talijanske vanjske politike te je stoga i međunarodno priznanje države ostalo u tim ograničenim okvirima, premda je vodstvo NDH bezuspješno uložilo veliki trud kako bi je priznale barem neutralne zemlje. NDH su priznale samo članice Trojnog pakta, njihove saveznice, kao i zemlje koje su te članice okupirale, te Španjolska pod Francovom diktaturom.
Nakon što je Njemačka 11. prosinca 1941. objavila rat Sjedinjenim Državama, NDH objavila je rat Sjedinjenim Državama i Ujedinjenom Kraljevstvu 14. prosinca. Saveznici su ispočetka priznavali legitimitet izbjegličke jugoslavenske vladu u Londonu i četnike kao jugoslavensku oružanu snagu; potom su na Teheranskoj konferenciji 1943. su priznali partizane kao vojsku koja ratuje na strani saveznika (ne još i civilnu vlast koju su oni formirali na područjima pod svojom kontrolom) i prekinuli podršku četnicima. Vatikan je cijelo vrijeme rata priznavao izbjegličku jugoslovensku vladu u Londonu 
Države s kojima je NDH održavala međunarodno-pravne odnose, koje su priznale NDH de facto i de jure: 
| Država             | Datum priznanja   | Napomena |
| ------------------ | ----------------- | --- |
| Mađarska           | 10. travnja 1941. | Članica Trojnog pakta. Mađarska je prva priznala NDH u proglasu madžarskom narodu, što je zapravo bila izlika za napad na Jugoslaviju. Pavelić je 16. travnja i službeno zatražio formalno madžarsko priznanje, no Horthy je odgovorio kako je priznanje podijeljeno već 10. travnja. Istovremeno je Mađarska okupirala Međimurje i Baranju, pa u početnim mjesecima NDH nije htjela poslati veleposlanika u Budimpeštu. |
| Slovačka           | 12. travnja 1941. | Marionetska država Trećeg Reicha. Kako nije bilo izravnih brzojavnih veza, priznanje je sa zakašnjenjem došlo u Zagreb tek 17. travnja. |
| Njemačka           | 15. travnja 1941. | Treći Reich je prije priznanja isprva tražio pripajanje Huma na Sutli, što je jedva izbjegnuto. |
| Italija            | 15. travnja 1941. | Članica Trojnog pakta. Uz klauzulu prilikom priznanja da će razgraničenje biti određeno kasnije, što se je dogodilo s Rimskim ugovorima, kojim je NDH Italiji predao veći dio Dalmacije, otoke, Primorje i Gorski kotar. |
| Bugarska           | 21. travnja 1941. | Članica Trojnog pakta. O uspostavi NDH Pavelić je 18. travnja brzojavno izvijestio bugarskog cara Borisa i zamolio ga za priznanje. Njemački je poslanik 24. lipnja dostavio Borisov odgovor, kojim se Zagreb izvješćuje da je bugarska kraljevska vlada 21. travnja priznala NDH. |
| Rumunjska          | 6. svibnja 1941.  | Članica Trojnog pakta. Pavelić je 16. travnja uputio generalu Antonescuu brzojav o proglašenju NDH, te ga zamolio za priznanje. Rumunji su nešto otezali s priznanjem, prethodno provjeravajući kod Nijemaca, ima li zapreka za priznavanje. Kad je Berlin 4. svibnja odvratio da takvih zapreka nema, Rumunjska je Hrvatsku priznala 6. svibnja. |
| Japan              | 7. lipnja 1941.   | Članica Trojnog pakta, veleposlanstvo u Zagrebu |
| Španjolska         | 27. lipnja 1941.  | Španjolska pod Franocovom diktaturom. Službenu obavijest o uspostavi NDH španjolskoj je vladi tek 14. lipnja 1941. poslao ministar Lorković. Španjolski konzul iz Sušaka Marchese del Castanar je 25. lipnja javio da je španjolska vlada, posredovanjem talijanskoga veleposlanstva u Madridu, i formalno priznala Hrvatsku. Akt o priznanju izdan je 27. lipnja, a u Zagrebu je primljen 4. srpnja. |
| Finska             | 2. srpnja 1941.   | Saveznica nacističke Njemačke. Zbog nepostojanja izravnih veza s Finskom, hrvatski je ministar vanjskih poslova u lipnju 1941. htio posredovanjem njemačke diplomacije notificirati Helsinkiju uspostavu hrvatske države i zatražiti priznanje. Nijemci su ga, međutim, uputili na talijansku pomoć. Talijanski poslanik Casertano priopćio je 9. srpnja da je finska vlada Italiji dostavila brzojav, kojim se priopćuje da je na sjednici vlade, održanoj 3. srpnja, Finska odlučila priznati Hrvatsku. Kako proizlazi iz dopisa finskoga ministra vanjskih poslova od 31. srpnja, dan ranije, 2. srpnja, de iure priznanje NDH izrekao je finski predsjednik republike Risto Ryti. |
| Kina               | 5. srpnja 1941.   | Japanska marionetska vlada u Nankingu |
| Danska             | 10. srpnja 1941.  | Protektorat i okupirani teritorij Njemačke. Posredovanjem njemačkog poslanstva u Zagrebu, ministar Lorković je 17. lipnja vladi Kraljevine Danske poslao brzojav, kojim notificira uspostavu NDH i moli priznanje. Danski ministar vanjskih poslova Erich Scavenius odgovorio je kako je 10. srpnja njegova vlada odlučila de iure priznati Hrvatsku i njezinu vladu. Danska je tijekom rata imala konzulat u Zagrebu |
| Mandžukuo          | 2. kolovoza 1941. | Japanska marionetska država. Zastupao ju je japanski veleposlanik. |
| Tajland            | 27. travnja 1943. | Japanska marionetska država |
| Diplomatski odnosi |                   | |
| Švicarska          | 10. rujna 1941.   | Nikad nije službeno priznala NDH pod pritiskom Ujedinjenog Kraljevstva, iako je konzulat u Zagrebu i dalje djelovao. Sporazum o robnom i platnom prometu između NDH i Švicarske Konfederacije potpisan je u Zagrebu 10. rujna 1941. |
| Višijska Francuska | 16. ožujka 1942.  | Marionetska država Trećeg Reicha. Iako je imala konzulat u Zagrebu te je međusobno potpisan trgovački ugovor, također nikad nije priznala NDH. |
| Vatikan            |                   | Vatikan nikad nije službeno priznao NDH, već je poslan legat koji je iz Zagreba u Vatikan slao prilično nepovoljna izvješća. Isto tako, postojao je izaslanik vlade NDH pri Svetoj Stolici. Za razliku od NDH, Vatikan je održavao pune diplomatske odnose s Jugoslavijom, odnosno izbjegličkom vladom u Londonu, priznajući time kontinuitet Jugoslavije. |
| Argentina          |                   | Argentina je održavala konzulat u Zagrebu i blagonaklono je djelovala prema NDH, ponajviše zbog mnogobrojne hrvatske dijaspore. No, nakon kasnijeg distanciranja od sila Osovine, nije se više razmišljalo o priznanju NDH. |
| Švedska            |                   | Švedska je faktično priznala Hrvatsku, priznajući hrvatske putovnice i ne protiveći se hrvatskomu pristupu sporazumu o osnivanju dansko-njemačko-finsko-švedskog povjerenstva za zajednički postupak kod namirivanja potreba za drvom u zemljama Sjevernoga i Baltičkoga mora. Imala je i konzulat u Zagrebu. Ipak, nikad nije službeno priznala NDH. |
| Portugal           |                   | Portugal je imao konzulat u Zagrebu, no kao neutralna zemlja nije htio priznati protektorat sila Osovine. |
| Srbija             |                   | NDH je imala konzulat u Beogradu. Sporazum Hrvatske državne banke sa Srpskom narodnom bankom o likvidaciji obveza iz prometa robe i kapitala nastalih prije 10. travnja 1941. godine. |

### Teritorij NDH
Slavko Kvaternik je 10. travnja 1941. proglasio da će nova država zauzeti "cjelokupno povijesno područje" Hrvatske. NDH faktički nikada nije preuzela kontrolu nad svim prostorima na koje je pretendirala. Prilikom uspostave podrazumijevalo se da će nova država zauzeti cijelo dosadašnje područje Banovine Hrvatske i ostatak Bosne i Hercegovine s granicom na Drini, kao i Boku Kotorsku. Pavelić je pretendirao i na područje Sandžaka i Novog Pazara zbog muslimanskog stanovništva, čak je tamo upućena i ustaška bojna koja je za svega dva dana zauzela čitav Sandžak, no Talijani su to otklonili. Područja Istre, Rijeke, Zadra i otoka Krka, Cresa i Lošinja bila su od 1919. u sastavu Italije i na njih se nije računalo. Međimurje i Baranju, koja nije bila u sastavu Banovine Hrvatske, zaposjela je tijekom Travanjskog rata i 10. srpnja 1941. pripojila Kraljevina Mađarska. NDH je bila podijeljena linijom na njemačku i talijansku interesnu zonu (sferu), određenu njihovim geopolitičkim i ekonomskim interesima. NDH nije kontrolirala čak ni veliki dio svog formalnog teritorija. Razlog tome bila je talijanska okupacijska vojna i civilna vlast u najvećem dijelu talijanske interesne sfere, kao i u narodnooslobodilačkom pokretu, koji je držao značajne dijelove NDH (pogotovo teže pristupačna brdska i planinska područja) pod svojom kontrolom.
- Prvi ugovor o granici bio je potpisan s Njemačkom 13. svibnja 1941. i označio je hrvatsko-štajersku granicu kao granicu NDH i Trećeg Reicha.
- Rimskim ugovorima 18. svibnja 1941. NDH je ustupila Italiji veći dio Dalmacije te dijelove Gorskog kotara i Hrvatskog Primorja. NDH je dobila izlaz na more u kotarevima Novi, Senj, Crikvenica, te općinama Karlobag i Kraljevica (prvobitno pripojenima Italiji) te na području od Omiša do Dubrovnika. U sklopu NDH ostali su otoci Brač, Hvar, Pag, Šipan, Šćedro, Maun, Lokrum, Lopud i Koločep. Pavelićevo ustupanje Italiji područja s 400.000 stanovnika, velikom većinom Hrvata, izazvalo je ogorčenje ne samo među širim slojevima naroda, nego i među mnogim njegovim najbližim suradnicima.[74] Nadalje, Rimskim ugovorima talijanska interesna zona u NDH podijeljena je na tri zone - prva je izravno priključena Italiji, dok su u ostale dvije Talijani vršili de facto ili de iure i civilnu i vojnu vlast, pogotovo nakon okupacije II. i III. zone 7. rujna 1941.
- Granicu između NDH i Mađarske tvorila je rijeka Drava, no nije bila uređena ugovorom, jer se NDH nije htjela odreći Međimurja.[84] Pavelić je prosvjedovao protiv okupacije, ali Treći Reich je stao na stranu Mađarske, budući da joj je obećao područja izgubljena 1918. kao nagradu za sudjelovanje u napadu na Jugoslaviju.,[84] tako da je Međimurje ostalo pod mađarskom vlašću sve do oslobođenja 1945., kada ga zauzimaju jedinice NOVJ. Kako bi pokazala svoj stav prema mađarskoj okupaciji, NDH je osnovala i Veliku župu Baranja sa sjedištem u Osijeku, iako župa nije obuhvaćala nijedan dio Baranje.
- Granica prema Srbiji označena je nakon konzultacija s Njemačkom zakonom donesenim 7. lipnja 1941. crtom stare granice između Austro-Ugarske i Srbije. Istočni dio Srijema je nominalno bio dijelom NDH, ali ga je iz vlastitih sigurnosnih i strateških razloga Treći Reich držao pod svojom upravom pod nazivom Ostsyrmien.
- Granica prema talijanskoj marionetskoj Kraljevini Crnoj Gori određena je 27. listopada 1941. dogovorom s Italijom. Time je Italija izravno priključila južni dio Konavala s Prevlakom i mjestom Gruda anektiranom području Boke kotorske.

Nakon kapitulacije Italije 8. rujna 1943. NDH je službeno proglasila ugovore iz Rapalla (1920.) i Rima (1941.) nevažećima. Njemački ministar vanjskih poslova Joachim von Ribbentrop odobrio je NDH preuzimanje područja predanih Rimskim sporazumima. Stvarnu upravu preuzima u prvi mah Narodnooslobodilački pokret, a zatim Nijemci koji potiskuju partizanske jedinice i zauzimaju većinu teritorija: NDH u 21-dnevnim borbama u Dalmaciji uspijeva snagama od 30.000 Nijemaca pomoći s jednom jedinom ustaškom bojnom. 11. rujna 1943., ministar vanjskih poslova NDH Mladen Lorković primio je poruku njemačkog konzula Siegfrieda Kaschea da NDH treba pričekati prije preuzimanja Istre, Kvarnera i ostalih područja iz Rapallskog ugovora. Naime, dan ranije je Treći Reich već uključio Istru, Rijeku, Kvarner i dijelove Hrvatskog primorja s Gorskim kotarom u svoju Operativnu zonu Jadransko primorje. Zadar su okupirale isključivo njemačke oružane snage, te je ostao formalno dio Mussolinijeve Talijanske Socijalne Republike.  Tako je formalno NDH pripala tek Dalmacija od Splita prema sjeveru, bez Zadra. No, i tu su joj Nijemci prepustili tek ograničene civilne funkcije. NDH je ulagala velike napore kako bi joj Nijemci barem formalno predali Konavle i Boku kotorsku te ih priključili NDH, no Nijemci to nisu dopustili zbog njihovog strateškog značenja.

### Stanovništvo
Područje na kojem je proglašena Nezavisna Država Hrvatska imalo je po popisu stanovništva iz 1931. ukupno 6.020.000 stanovnika, a po proračunu Vladimira Žerjavića za 1941. 6.869.000 (±1%). Međutim, od tog broja, koji se odnosi na područje na koje je NDH "polagala pravo", valja odbiti stanovništvo područja koja su 1941. bila pripojena Italiji i Mađarskoj. Na području Dalmacije, koje je predano Italiji, živjelo je oko 380.000 stanovnika, većinom Hrvata, uz oko 15% Srba. Treba također odbiti Međimurje, koje je cijelo vrijeme postojanja NDH bilo pod mađarskom okupacijom. U odnosu na stanje u Banovini Hrvatskoj, NDH je izgubila područje na kojem je živjelo oko pola milijuna Hrvata, a dobila područje na kojem je uz Muslimane i Hrvate živjelo više od milijun Srba. Poticana je kolonizacija Slavonije stanovništvom Dalmacije, Like, Zagorja i Bosne i Hercegovine. Postojali su Uredi za kolonizaciju u gradovima Mostaru, Osijeku, Petrinji, Sarajevu, Srijemskoj Mitrovici i Zagrebu.
Za vrijeme NDH objavljivani su razni podatci o površini i stanovništvu. Izvješću Državnog brojidbenog (statističkog) ureda koje donosi Hrvoje Matković nedostaje primjedba (što je iz navedenog broja očito) da je u površinu uračunata i cijela Dalmacija, vjerojatno stoga što se u to vrijeme na nju još računalo kao teritorij NDH. Čini se da se kao najtočnije može uzeti službeno izvješće njemačkog ministarstva vanjskih poslova, budući da su izuzeti Dalmacija i Međimurje.
|                          | Brojidbeni ured (Matković) | Brojidbeni ured (Košutić) | Njemački podaci svibanj 1941. |
| ------------------------ | -------------------------- | ------------------------- | ----------------------------- |
| Hrvati Od toga Muslimani | 4.817.000                  | 4.868.831                 | 4.000.000 700.000             |
| Srbi                     | 1.848.000                  | 1.250.000                 | 1.925.000                     |
| Nijemci                  | 145.000                    | 170.000                   | 150.000                       |
| Mađari                   | 70.000                     | 69.000                    | 70.000                        |
| Slovenci                 | 37.000                     | 37.000                    | 30.000                        |
| Židovi                   | /                          | 40.000                    | 40.000                        |
| Česi i Slovaci           | 44.267                     | /                         | 65.000                        |
| Ukupno                   | 6.966.729                  | 6.474.331                 | 6.285.000                     |

## Unutarnja politika

### Rasni i represivni zakoni
Već 17. travnja, NDH vlasti uvode Zakonsku odredbu za obranu naroda i države, kojom ozakonjuju teror. Odredbom se utvrdilo da svatko „tko na bilo koji način povrijedi čast i životne interese hrvatskog naroda ili na bilo koji način ugrozi opstanak NDH ili državne vlasti, pa makar djelo i ostalo samo u pokušaju, čini se krivcem zločinstva veleizdaje“ i „tko se učini krivcem…. ima ga stići kazna smrti“.
Uvedena je i Zakonska odredba o priekim sudovima, sa samo jednom kaznom – smrtnom. Prijeki sud za Zagreb proglašen je već 27. svibnja 1941. U početku Židovi i Srbi su bili glavne žrtve prijekih sudova, no ubrzo su počeli pristizati i svi oni koji su izražavali nezadovoljstvo ustaškim režimom ili su bili osumnjičeni kao pripadnici komunističke partije. Pred prijeke sudove je „stavljen i onaj ... koji pisanjem, tiskanjem, izdavanjem i širenjem knjiga, novina“ izvrgava ruglu tadašnji poredak, govori protiv NDH, poglavnika, itd. Potom i „onaj koji sluša zabranjene radio-stanice (prije svega BBC) ili koji širi vijesti s takvih stanica“
Odmah su slijedili i antižidovski rasni zakoni: Zakonska odredba o rasnoj pripadnosti i Zakonska odredba o zaštiti arijske krvi i časti hrvatskoga naroda od 30. travnja 1941. godine, koja je i u samom nazivu povezivala pojam "krvi" s čašću nacije, te Naredba o ustrojstvu djelokruga rada rasnopolitičkog povjerenstva od 4. lipnja 1941. godine. Tim zakonima definiralo se tko je Židov u NDH, a svim pripadnicima ne-arijevskih naroda oduzeta su građanska prava, kao na primjer Židovima i Romima. Do kraja travnja 1941., mjesecima prije nego što su nacisti primijenili slične mjere u Njemačkoj, ustaše su uvele obvezu isticanja rasnih oznaka (obično Davidove zvijezde) svim pripadnicima židovskog naroda u Hrvatskoj. 10. listopada 1941. NDH vlasti su donijele zakon o nacionalizaciji kojom su konfiscirale svu židovsku imovinu. Ustaše su donijele i mnoge druge rasne zakone usmjerene protiv Židova i Roma, koji su postali politička osnova za provođenje genocida nad tim narodima.
Jedan od vodećih ideologa ustaškog pokreta i ministar vanjskih poslova NDH Mladen Lorković u govoru 27. lipnja 1941. sažeo je genocidne nakane vodstva NDH:

Hrvatski se narod mora očistiti od svih elemenata, koji su za taj narod nesreća, koji su tome narodu tuđi i strani, koji u tom narodu rastvaraju njegove zdrave snage, koji su taj narod kroz desetljeća i stoljeća gurali iz jednog zla u drugo. To su naši Srbi i naši Židovi.

Dok su prema većini manjina - Srbima, Židovima, Romima, Slovencima i drugima provođene oštre mjere terora, deportacije, represije i diskriminacije, Nijemci su bili povlaštena nacionalna manjina, što je bilo osigurano nizom zakona i propisa. Zakonom donesenim 30. listopada 1941. Nijemcima se priznaju neograničena prava s obzirom na uporabu njemačkog jezika i zastave u NDH.
Iako je upitno je li postala dio ustaške ideologije, u nekim slučajevima Pavelić i država poticali su staru teoriju o gotskom podrijetlu Hrvata. Time se željelo distancirati Hrvate od Slavena (koje su nacisti smatrali rasno inferiornima) i ujedno dokazati da su Hrvati, zapravo, germanskog podrijetla. U Hrvate su istovremeno ubrajani i bosanskohercegovački i sandžački muslimani, koji su smatrani najčišćim dijelom hrvatskog naroda zbog relativne izolacije od stranih utjecaja tijekom stoljeća.

### Sustavni teror nad stanovništvom
Osnovni princip ustaškog djelovanja bio je da će NDH biti država jedne nacije (hrvatske) i dviju religija (katoličke i muslimanske). Najveća prepreka ka realizaciji tog cilja bilo je srpsko stanovništvo pravoslavne vjere koje je u travnju 1941. brojalo nekih 1,820.000, to jest oko 30% ukupnog stanovništva NDH. Visoki ustaški dužnosnik Alexander Seitz je u Hrvatskom narodu izjavio: “Židovi i Srbi više ne mogu postojati, a to jamče hrvatska vojska i hrvatske ustaše.”  Kao državi jedne nacije, Srbi, zajedno sa Židovima i Romima, su bili su stavljeni van zakona, te su uskoro NDH vlasti počele provoditi sustavnu genocidnu politiku protiv sva ta tri naroda. Kako bi provodili genocidne mjere protiv Srba, Židova i Roma, ustaše su uveli drakonske mjere tako široke primjene, da su i sami Hrvati postali njihove žrtve. Povjesničar Tomasevich piše da “Hrvati nikad u svojoj povijesti nisu bili izloženi takvoj legaliziranoj administrativnoj, policijskoj i sudskoj brutalnosti i zlostavljanju kao za vrijeme ustaškog režima.”
Za provedbu represalija Pavelić je 10. svibnja 1941. stvorio Ustašku miliciju čije su vodstvo preuzeli ustaški emigranti. Povrh toga, nastale su i tzv. "divlje" ustaške oružane postrojbe. Obje vrste postrojbi ubrzo su stekle iznimno loš glas zbog terorističkih akcija protiv Srba, Židova, Roma i hrvatskih protivnika režima. U kolovozu 1941. godine, neposredno pod Pavelićem, stvorena je Ustaška nadzorna služba (UNS), posebno partijsko tijelo za suzbijanje protuustaškog djelovanja, s 3 glavna odjela - Ustaška policija, Ustaška obavještajna služba i Ustaška obrana. UNS je upravljao i svim NDH koncentracijskim logorima. Genocide nad Židovima i Romima u cijelosti (među Romima) ili velikom većinom (među Židovima) izvršile su NDH vlasti u državnim koncentracijskim logorima. Masovni pokolji Srba započeli su več krajem travnja 1941., a nastavljeni su u svibnju. Teror nad Srbima se dodatno razmahao nakon što se Pavelić sastao s Hitlerom 6. lipnja 1941. Potom su ustaške vlasti ukinule sva ograničenja za progon Srba, a ustaše su u divljim pohodima pobili veliki broj Srba, ostale tjerali u logore gdje su zlostavljali i ubijali.
Budući da su ustaše u početku imale svega 1100 pripadnika, Pavelić je već 10. travnja 1941. izdao zapovijed da se regrutiraju neregularne, "pučke" ustaše, da preuzmu kontrolu nad lokalnim vlastima te uhite i "neutraliziraju neprijatelje Hrvatske”. Dajući stanovništvu zeleno svjetlo za progon Srba, ustaše su im dale dozvolu za ubijanje. Ustaški dužnosnik Dragutin Kamber kasnije je pisao da se “domoljublje mjerilo brojem poklanih Srba i Židova”.  Ustaški vrh je ispočetka izrazito velike ovlasti povjerio svojim stranačkim predstavnicima - logornicima - koji su na lokalnoj razini naređivali civilnim vlastima kako su htjeli. Mnogi od njih su poticali protusrpski teror, okupljajući oko sebe naoružane pobornike ustaškog pokreta - tzv. divlje ustaše, uglavnom osobe sklone kriminalu - te su njihovo nasilje i masovna ubojstva Srba izazivala kod te etničke zajednice dodatni strah i revolt. Mostarski biskup Alojzije Mišić je ovako opisao ustaška ubojstva Srba oko Mostara, u ljeto 1941:
„Ljude se hvatalo ko zvjerinje. Klalo, ubijalo, – žive u ponor bacalo. Ženske, majke s djecom, odrasle djevojke, djecu žensku i mušku bacali su u jame. Podžupan u Mostaru g.[ospodin] Baljić muhamedanac, javno izgovara, ko činovnik, mora bi da šuti ne da telali, da je u Ljubinju samo u jednu jamu 700 šizmatika [pravoslavaca] bačeno. Od Mostara i Čapljine odvezla je željeznica šest punih vagona žena, majka i djevojaka, djece ispod deset godina do stanice Šurmanci, gdje su izvagonirani, odvedeni u brda, žive matere s djecom bacali u duboke propunte. Sve je strmoglavljeno i ubijeno. U župi Klepci iz okolnih sela N. N. 3.700 šizmatika ubijeno je. Jadnici, bili su mirni. Dalje ne nabrajam. Predaleko bih otišao. U samom gradu Mostaru na stotine ih je vezalo, odvodilo izvan grada pa ko živine ubijali.”
Masovni ustaški teror i ubojstva potaknuli su otpor Srba i rast partizana, sto je ugrožavalo planove okupatora. Zbog tog su rujna 1941. Talijani ponovno re-okupirali cijelu svoju okupacijsku zonu, prisilivši zatvaranje sustava ustaških koncentracijskih logora Gospić-Velebit-Pag. Visoki njemački dužnosnici su takodjer vršili pritisak na Pavelića da obuzda nasilje. Nakon izbijanja masovnih ustanaka Srba u Hercegovini i u drugim dijelovima NDH u lipnju i srpnju 1941., u kolovozu 1941. god.  Ante Pavelić poduzima korake radi ograničavanja utjecaja ustaških logornika, čija je djelatnost prouzročila opasni nered u državi, te je naredio prekid djelovanja divljih ustaša. Prijeki sudovi su narednih mjeseci - prema izričitim i pisanim uputama samog Ante Pavelića - nerijetko na smrt osuđivali one ustaše koji su se ipak počinjali ubojstva i nasilja nad civilima. Na području Velike župe Psat i Krbava koja je obuhvaćala područja Like i zapadne Bosne u kojima je bilo osobito mnogo ustaškog terora, nakon smjene ustaških dužnosnika koji su poticali protusrpski teror, on je od rujna 1941. prestao. Međutim su ondje (i drugdje) već bile nastale ustaničke postrojbe, koje će i kasnijih godina nastaviti s oružanom borbom protiv NDH. Njemački historičar Alexander Korb 2010. god. iznosi da, nakon što je u proljeće i ljeto bilo na području NDH u ustaškom teroru pobijeno oko 100.000 Srba (ne postoje dokazi da je ta ubijanja izričito zapovjedio ustaški vrh, navodi Korb), taj protusrpski teror uglavnom obustavljen do kraja 1941. godine; međutim je na drugoj strani nastao teror - osobito četnika - protiv Hrvata i Muslimana, te je samo u Istočnoj Bosni u četničkim pokoljima pobijeno do kraja 1942. godine oko 100.000 Muslimana.
Za razliku od tvrdnji Korba, hrvatski demograf Vladimir Žerjavić je izračunao da je sve ukupno tokom cijelog rata u NDH stradalo 75.000 Muslimana, te procjenjuje da su četnici odgovorni za 33.000 muslimanskih žrtava, od kojih 20.000 civila. Lovro Kralj navodi da je discipliniranje "divljih ustaša" bilo tek iznimka, i prvenstveno je poslužilo kao poruka da postanu dio ustaške hijerarhije te su večina pristupili Ustaškoj miliciji. Dok su se masovna ubijanja Ustaške milicije nastavila, većina ubojstva su se nakon toga preselila u državno-organizane koncentracijske logore, s čim su uspjeli prikriti svoju genocidnu kampanju te istovremeno povećali učinkovitost.Tomasevich takodjer piše da su NDH vlasti sprovodile sustavnu genocidnu politiku ka Srbima, u državnim NDH koncentracijskim logorima i drugdje, te unatoč tome što su se masovna ubojstva Srba umanjila s početkom 1943. - zbog pritiska Nijemaca i drugih razloga – teror protiv Srba je nastavio i nakon toga.

### Koncentracijski logori
Ustaške vlasti su ubrzo nakon proglašenja NDH počele izvoditi sustavnu genocidnu politiku protiv Srba, Židova i Roma, te represalije nad Hrvatima i drugima koji su se suprotstavili politici NDH. Već 15. travnja 1941., samo pet dana od stvaranja NDH, ustaše su formirale prvi koncentracijski logor Danica, kraj Koprivnice. U Zagrebu su u svibnju 1941. uhitili 165 židovskih omladinaca, članova sportskog kluba Makabi te ih poslali u Danicu - ustaše su kasnije ubile sve osim troje. Povjesničar Zdravko Dizdar procjenjuje da je kroz logor Danica prošlo 5.600 zatvorenika. Od 3.358 zatvorenika Danice koje je Dizdar uspio identificirati imenom, njih 2.862 (to jest 85%) ustaše su kasnije likvidirale u NDH logorima Jadovno i Jasenovac. Većina su bili Srbi, ali bilo je i na stotine Židova te nešto Hrvata.
U lipnju 1941., uspostavljen je novi sustav NDH koncentracijskih logora, Gospić-Jadovno-Pag. Ustaški izvori navode da su u te logore poslali 28.700 osoba tijekom ljeta 1941. godine. Od tih 28.700 osoba ustaški izvori pokazuju da ih se samo 4.000 vratilo nakon što su Talijani prisilili ustaše da te logore zatvore i povuku se s tog područja jer su masovna ubojstva ustaša izazivala snažan revolt među domaćim stanovništvom. Nakon što su stanovnici Talijanima prijavili zagađenje pitkih izvora zbog velikog broja leševa koji su trunuli po Velebitu, Talijani su poslali službu saniteta da provede istragu. Istraga opisuje veliki broj jama i masovnih grobnica u kojima je prema njihovim procjenama skončalo 12.000 ljudi. U koncentracijskom logoru Slana na otoku Pagu iskopali su masovnu grobnicu sa skoro 800 leševa, većina žene i djeca, od kojih je najmlađe imalo samo 5 mjeseci. Većina žrtava u ovim logorima bili su Srbi, ali među njima je bilo 2.000-3.000 Židova. Sustavna genocidna politika NDH je kasnije dosegnula svoj vrhunac u koncentracijskom logoru Jasenovac, u kojem je bilo od 80.000 do 100.000 žrtava, od kojih su većinu činili žene i djeca.

### Rasna i etnička politika

#### Odnos prema Srbima
Na području NDH Srbi su činili oko 30 posto stanovništva. Iako je glavnina stranaka Srba u Hrvatskoj godinama surađivala s HSS-om u borbi protiv centralizma, prilikom uspostave Banovine Hrvatske dio Srba pokazuje nespremnost na život u državi u kojoj su većina Hrvati. No, ustaški pokret je i prije imao radikalno protusrpske stavove. Srbe su u cjelini smatrali krivima za nasilja jugoslavenskog režima. Povjesničar Tomašević - koji navodi da je neprimjerena politika srpskih vladajućih krugova, koja je uključivala nepriznavanje makedonske nacije i nepoštivanje hrvatskih nacionalnih prava i interesa, te koja je uključivala represiju i ubojstva protiv pripadnika HSS-a, a još više protiv komunista i ustaša "onemogućile istinsku konsolidaciju međuratne jugoslavenske države". Međutim ustaške tvrdnje (s kojima su kasnije pokušavale opravdati svoju politiku prema Srbima) da su prijeratne vlasti ubile tisuće Hrvata jednostavno neistinite, jer nitko nije identificirao ni par stotina, a kamoli tisuća hrvatskih žrtava. Dok su Hrvati u Kraljevini bili podvrgnuti represiji, ustaška politika prema Srbima u NDH bila je genocidne naravi i potpuno nesrazmjerna ranijim protuhrvatskim mjerama, kako po prirodi tako i po obimu. Povrh toga NDH je sprovodio sustavne genocide nad Židovima i Romima, a i sami Hrvati nikada u svojoj povijesti nisu bili izloženi takvoj brutalnosti i zlostavljanju kao za vrijeme ustaškog režima.
Stabilnosti stanja nije pomoglo ni djelovanje četničkog pokreta - čije su organizacije postojale posvuda gdje je bilo Srba  - u vrijeme raspada Kraljevine Jugoslavije i uspostave vlasti NDH: bilježi se već u tim tjednima znatan broj ubojstava nenaoružanih osoba od strane nekih postrojbi jugoslavenske vojske i četnika. Međutim Tomasevich piše da se u svim tim slučajevima radilo o sukobima između povlačeće jugoslovenske vojske i pobunjenih hrvatskih jedinica koje su se postavile na ustašku stranu tokom nacističkog napada na Jugoslaviju. Djetaljni izvještaji u ustaškim novinama iz tog doba navode da je bilo par ducet hrvatskih vojnih i civilnih žrtava u takvim vojnim sukobima, te ne navode nikakve pokolje. Tek više no godinu dana kasnije je ustaška propaganda objavila tvrdnje o tobožnjim pokoljima 25 hrvatskih civila, za koje Tomasevich kaze da nema nikakvih dokaza.
Pripreme na progon Srba
NDH režim vodio je sustavnu genocidnu politiku nad Srbima, s ciljem potpunog zatiranja Srba, putem protjerivanja, masovnih ubojstva i prisilnim prijelazima na katoličanstvo. Nakon uspostave NDH, ustaški su dužnosnici odmah počeli davati oštre izjave protiv Srba, predstavljajući sve Srbe u NDH kao prvorazrednu prijetnju i prizivajući njihov nestanak ili asimilaciju, a ubrzo su počeli i prvi progoni. Srpska narodna manjina stavljena je na udar diskriminacijskih zakona, iako je dio uglednih Srba isprva nudio suradnju novoj vlasti. Na udaru su se među prvima našli kolonisti iz Srbije (uglavnom srpski veterani iz I. svjetskog rata), koje su jugoslavenske vlasti bile naselile na zemlji oduzetoj veleposjednicima u Slavoniji: 19. travnja 1941. godine objavljena je Zakonska odredba o nekretninama tzv. dobrovoljaca, kojom se od njih zemlja oduzima zemlja bez naknade, a njima zapovijeda da napuste NDH. Potom se nastavilo s protjerivanjem svih Srba koji su se na teritorij kojega je obuhvatila NDH naselili nakon 1900. godine. Već tijekom prvih mjeseci donesene su brojne zakonske odluke koje su bile usmjerene protiv Srba: otkazi iz javnih službi, morali su napustiti sjeverni dio Zagreba, Zagrebom su se mogli kretati samo danju, određeno je da moraju nositi oznake sa slovom "P" za pravoslavni (to nije vrijedilo za Bugare, Rumunje, Ruse i druge pravoslavce u NDH), naziv vjere je promijenjen iz srpsko-pravoslavna u grčko-istočna, zabranjena je ćirilica.
Protjerivanje
Njemački predstavnik u NDH Siegfried Kasche je 4. lipnja 1941. god. obavijestio Slavka Kvaternika da su Nijemci donijeli odluku o prisilnom iseljavanju 260.000 Slovenaca iz dijelova Slovenije pripojenih Trećem Reichu. Kvaternik i NDH vlasti predložile su Nijemcima da umjesto da protjeraju Slovence u Srbiju, protjeraju ih u NDH, a NDH će zauzvrat isto toliko Srba protjerati u Srbiju. Kasche i Kvaternik su tada dogovorili da će katolički svećenici i 35.000 Slovenac biti deportirani u NDH, dok će NDH u Srbiju deportirati isti broj pravoslavnih svećenika i Srba.  Povrh toga Nijemci su pristali na ustaške zahtjeve da protjeraju dodatnih 30.000 Srba doseljenih iz Srbije, kojima NDH nije htjela priznati status svojih državljana. 
Državno ravnateljstvo za ponovu NDH sprovodilo je preseljavanja Slovenaca u NDH i preseljavanja Srba u Srbiju. Deportacije Srba obavljane su noću, ljudima je davano najviše 30 minuta da se spreme. Smjeli su ponijeti samo 50 kg osobnih stvari te novac i manje vrijednosnice. Nisu smjeli prodati svoj posjed ili drugu imovinu. Svu tu imovinu Srba NDH vlasti su nacionalizirale bez odštete. NDH vlasti su prvo protjerale istaknute ljude - oni sa znatnom imovinom ili potencijalni vođe, jer se time moglo zaplijeniti više imovine, a preostalim srpskim življem, lišenim vođa, lakše manipulirati. S tim ciljem do rujna 1941. protjerano je i 335 svećenika, ili oko polovice klera SPC. Deportirane Srbe ustaške vlasti prebacivale su u sabirne logore, odakle su ih vlakovima odvozili u Srbiju. Tokom deportacije ustaše su ljudima otimale i preostalu imovinu i novac, fizički ih zlostavljali, ponekad ubijali, kao u logoru u Slavonskoj Požegi, gdje su 26. kolovoza 1941. ustaše ubile 435 Srba.
Dok službeni NDH dokumenti navode svega 15.000. do 17.000 protjeranih Srba, njemački vojni izvještaji pokazuju da su ustaše povrh toga ilegalno protjerale daleko više ljudi. Tako Siegfired Kasche, koji je pregovarao sporazum od 4. lipnja i promatrao njegovu provedbu u NDH, piše da su do rujna 1941. NDH vlasti u Srbiju, u legalnim i ilegalnim transportima deportirale ukupno 118.110 ljudi". Zauzvrat, Nijemci su do tada deportirali svega 9.343 Slovenaca u NDH. Planove o organiziranom preseljavanju je omelo izbijanje ustanka u Srbiji u srpnju 1941., te su posve obustavljeni odlukom Nijemaca u listopadu 1941. No i nakon toga ustaše su nastavile protjerivat Srbe, a mnogi su i pobjegli zbog ustaškog terora. Opće je prihvaćeno, da je oko 200.000 Srba protjerano ili izbjeglo iz NDH.
Masovna ubojstva Srba
Usporedno s deportacijama i zakonskim podređivanjem Srba, ustaške vlasti su počele kampanju uništenja. Prvi masovni pokolj dogodio se u Gudovcu pokraj Bjelovara 28. travnja 1941., gdje su ustaše strijeljali između 184 i 196 bjelovarskih Srba. Uslijedili su masakri u Glini (300-400 ljudi) i drugim većinskim srpskim mjestima; 15-ak viđenijih Srba iz Banja Luke, među kojima i episkop Platon Jovanović, uhićeno je 5. svibnja te strijeljano. Ustaške postrojbe pod komandom Maksa Luburića svibnja 1941. su počinile brojne pokolje u Lici i na Kordunu – u Blagaju (400 ubijenih civila), Gornjoj i Donjoj Suvaji (173 ubijenih civila, većinom žene, djeca i starci, uz silovanja i seksualnu mutilaciju žena), Osredcima (pokolj 30 staraca i starica), Bubnju (prema ustaškim izviještajima poklali 152 civila), Boričevcu (63 civila, među njima 10-oro djece). Do kraja srpnja ustaše su samo u Lici pobile oko 1.800 Srba. Već tijekom svibnja i lipnja ustaše odvode poznate i utjecajne muškarce srpske nacionalnosti i komuniste u internaciju po raznim logorima diljem NDH. Većina tih ljudi svoj će kraj dočekati u logoru Jadovno koji je osnovan u Lici krajem lipnja. U nešto manje od dva mjeseca funkcioniranja, logor Jadovno, kao i njegove okolne jame, postat će poprištem zločina nevjerojatnih razmjera. U ta je dva mjeseca ubijeno, prema nekim procjenama, otprilike 13.000 ljudi, od ukupno 24.000 ljudi koliko je ubijeno u logorskom sustavu Gospić – Velebit – Pag čiji je Jadovno bio dio.
Brojni pokolji sprovedeni su i u drugim djelovima NDH. Mostarski biskup Alojzije Mišić, u pismu kojeg je 7. studenoga 1941. poslao nadbiskupu Stepincu opisivao je zločine koje su ustaše počinile samo u prvih šest mjeseci rata nad pravoslavnim stanovništvom u djelu Hercegovine:
General Vladimir Laxa nakon operacije radi gušenja Ustanka Srba u Hercegovini iz lipnja 1941. god. iznosi ocjenu o razlozima ustanka, izvješćujući da tamošnji ustaše "... vjerovahu, da su svoju zadaću izvršili krvoprolićima, a ne misle, da su uklonili samo jedan dio ljudi, a naprotiv najveći dio srpskog pučanstva iz straha pobjegao je s oružjem u krševe, planine i šume, riješen da radi umre smrću dostojnom čovjeka, nego da bude kod kuće zlostavljen i tučen bez svijesti. Najvećim dijelom ustaše snose krivicu za sadašnje nemire, koji nemiri moraju biti u klici ugušivani od mlade Hrvatske vojske." Vojskovođa Slavko Kvaternik potom u rujnu 1941. godine naređuje oštar obračun protiv tzv. divljih ustaša navodeći da "to nisu ustaše, nego divljaci i pljačkaši, koji zaslužuju da se - kao i četnici - "stave pred prieki sud". Iako je vrh NDH krajem 1941. godine poduzeo mjere da se teror protiv Srba umanji i osigura sigurnost pripadnika te etničke zajednice, samovolja ustaša je i nadalje štetila općem stanju sigurnosti u NDH i odmagala konsolidaciji stanja u državi.
Međutim, Tomasevich navodi da je od samog početka najveći dio ustaškog terora nad Srbima bio sproveden kao dio državno-osmišljene politike NDH režima. Masovna ubojstva Srba su se smanjila od početka 1943. nadalje, prije svega zbog porasta partizanskog otpora, pritiska Nacista na ustaše da smanje teror koji je poticao otpor, kolaboracije četnika s Taljanima i Nijemcima, te dogovora između ustaša i četnika koji su vidjeli partizane kao svoje zajedničke neprijatelje. No ustaška ubojstva Srba od strane zvaničnih NDH vlasti su se nastavila i nakon 1941. Tako su ustaše samo u Jasenovcu tokom 1942. godine istrijebile 34.092 Srba, te 8.377 dodatnih Srba u istom logoru tokom 1943. – 1945. I pokolji na terenu su isto nastavili. 6. – 9. veljače 1942, zvanične ustaške postrojbe su poklale 2,300 Srba, uključujući cijeli razred osnovnoškolaca, u okolini Banja Luke. Svibnja 1942. Crna legija je u Vlasenici pobila 890 Srba i Židova, nakon silovanja žena i djevojaka.
Prisilni vjerski prijelazi i napadi na SPC
S ciljem eliminacije Srba, NDH režim nastojao je i silom nagnati što veći broj Srba da pređu s pravoslavlja na katoličanstvo. Unatoč tome što su znali da se vjerski prijelazi vrše pod ekstremnom prisilom, Vatikan i Stepinac nisu se javno suprotivili ustaškoj politici masovnih vjerskih prijelaza. No da bi zaštitili Crkvu, zauzeli su se za dobrovoljni pristup vjerskim prijelazima, putem pravila koja je Hrvatska biskupska konferencija uvela studenog 1941. Ipak u pismu Papi od 3. prosinca 1941. godine, Stepinac pisao da su se za konverzije na katoličanstvo “pokazivale najbolje perspektive”, iako se iz pisma vidi kako je Stepinac znao da crkvena pravila za preobraćenje u praksi nisu poštovana. Ustaše su često koristile prijelaze da okupe Srbe i izvrše pokolje, čak i nakon prijelaza Srbi su bili izloženi teroru. Tako je mostarski biskup Alojzije Mišić pisao Stepincu da ustaše ubijaju i prekrštene Srbe, “dok su novoobraćenici još u crkvi kod sv. mise, hvataju ih, staro-mlado, muško-žensko, gone ko roblje… u masama u vječnost.  Tijekom rata procjenjuje se da je na katoličanstvo prešlo oko 250.000 ljudi. 
Povrh prisilnih vjerskih prijelaza, ustaše su sprovodile i druge masovne napade na Srpsku pravoslavnu crkvu Ustaše su ubile 183 pravoslavna svećenika, te 5 episkopa(biskupa), dok su zatvorili i mučili mitropolita zagrebačkoga. Uz to ustaše su u Srbiju protjerale 335 pravoslavnih svećenika i jednog episkopa, tako da su ubili ili protjerali oko 85% pravoslavnih svećenika u NDH, s namjerom “da pravoslavno stanovništvo ostane bez duhovnog vodstva kako bi se ustaška politika pokatoličavanja Srba prisilom mogla lakše provoditi”.  Ustaše su uništile i oskrnavile brojne pravoslavne crkve, zabranile ćirilicu i julijanski kalendar, koji se koriste u SPC, zabranili su i izraz “Srpska pravoslavna crkva”.   Pravoslavne škole su zatvorili, SPC-u zabranili prikupljati doprinose od vjernika, oduzimajući joj time prihod. Imovina SPC-a je oduzeta i dio je predan Katoličkoj crkvi. Konačno, kako bi uništili SPC, pokušali su stvoriti Hrvatsku pravoslavnu crkvu, s uvezenim ruskim patrijarhom, ali ta nije uspjela pridobiti pristaše.  Unatoč svim tim pokušajima uništenja SPC, Tomasevich navodi da nije uspio pronaći nijednu javnu osudu tih zločina od strane Stepinca ili itkog drugog iz vrha Katoličke Crkve.
Otpor ustaškom teroru
Nakon proglašenja NDH izbilo je nekoliko srpskih pobuna. Ubrzo je ustaška politika terora (maltretiranja, progoni, masovna ubojstva, rasni zakoni, prisilna pokrštavanja) pojačala otpor kod lokalnih Srba i dovela do masovnijeg ustanka. 24. lipnja u istočnoj Hercegovini je izbio tzv. Vidovdanski ustanak kao reakcija na teror tzv. divljih ustaša nad Srbima. U vodstvu ustanka su ispočetka sudjelovali i komunisti, i četnici, iako je među njima otpočetka bilo stanovite netrpeljivosti. Do diferencijacije između partizana pod vodstvom komunista i četnika došlo je u jesen 1941. godine. Veći dio ustanika iz reda hrvatskih Srba priključio se do kraja 1941. god. partizanima, dok se manji dio (pogotovo s tromeđe Like, Bosne i Dalmacije) priključio rojalistima i ekstremnim nacionalistima, četnicima. 
27. srpnja izbilo je ustanak u Srbu, Donjem Lapcu, Drvaru i Bosanskom Grahovu, pri čemu su počinjeni pokolji u Drvaru i Bosanskom Grahovu.
Ustanak je bio oružana pobuna protiv ustaških zločina nad Srbima u Lici. Radilo se o masovnom ustanku gerilskih jedinica i naroda pokrenutog od strane Komunističke partije Hrvatske. Za vrijeme samog ustanka u Srbu, tj. u kotaru Donji Lapac nitko od lokalnih političara velikosrpske i četničke orijentacije u tome nije sudjelovao. Stevo Rađenović, Miloš Torbica i Jovo Keča su za to vrijeme bili u Italiji-pripojenoj Dalmaciji, gdje su izbjegli, dok je Pajica Omčikus odbio biti komandant čete gerilskih odreda za Srb svjestan da je njegov utjecaj u narodu minoran prema onome komunista. Međutim je na području susjednog kotara Gračac, koji je bio bliži četničkim uporištima u Sjevernoj Dalmaciji, na stanovito vrijeme ipak prevladao utjecaj četnika, koji su potom preuzeli kontrolu i nad samim ishodištem ustanka u Srbu. Prema Goldsteinu, među hrvatskim partizanima krajem 1941. bilo je otprilike 77% Srba i 21,5% Hrvata. 
Stanovita promjena odnosa prema Srbima u NDH nastupila je u proljeće 1942. na njemačko traženje, budući da su Nijemci uvidjeli da je politika terora i represije prema Srbima štetna po njihove interese. Naime, jačala je pobunu, koja je vezivala više njemačkih vojnika u NDH. Tako je osnovana Hrvatska pravoslavna crkva, Srbi su uključeni u domobranske radne postrojbe (dotad nisu smjeli biti dio Domobranstva), a dana im je i mogućnost služenja u protuzračnoj legiji upućenoj u Njemačku. Obitelji Srba koji su se odazvali pozivu u Domobranstvo puštene su na slobodu ako su se nalazile u sabirnim logorima. Prestalo se s progonom Srba u Nedićevu Srbiju, a napuštena je i politika nasilnog tzv. prekrštavanja. Kao glavni krivac za zločine prema Srbima označen je Eugen "Dido" Kvaternik, koji je naglo smijenjen. No, pobuna je već toliko odmakla da ove mjere nisu značajnije utjecale na nju. Isto tako, vlasti NDH su početkom 1942. počele sklapati sporazume s četničkim postrojbama, na području njemačke okupacijske zone izravno, a talijanske neizravno, kako bi se izbjegli međusobni sukobi i koordinirale akcije protiv partizana. Četničke postrojbe na mnogim su mjestima službeno vođene kao dobrovoljačke postrojbe Domobranstva, četnici su formalno izjavili da su građani NDH, a NDH im je osiguravala liječenje, streljivo i slično.
Vlasti NDH su se sustavno u kontaktima s njemačkim vojnim vlastima zauzimale da se osigura razoružavanje četnika, s umjerenim uspjehom: Nijemci su nakon Bitke na Neretvi početkom 1943. godine razoružali glavne snage četnika, koje su radi sudjelovanja u toj protupartizanskoj operaciji bile okupljene u Hercegovini, izigravši pritom Talijane koji su te četnike naoružali i plaćali. 1943. godine je diplomacija NDH uspjela putem britanskih diplomatskih predstavnika u Vatikanu plasirati i izvještaj o zločinima i namjerama četnika, lažno pripisan nadbiskupu Alojziju Stepincu. Glavni autor tog izvješća Krunoslav Draganović je i nadalje opisivao četnike kao snagu koja želi zlouporabiti britansku vojnu podršku kako bi uz zločinačko etničko čišćenje stvorilo etnički homogenu Veliku Srbiju; uz to naglašavajući da su po Hrvate mnogo opasniji četici: "Dok partizani ubijaju pojedine osobe, koje pripadaju vladajućim krugovima, četnici ubijaju sve, koji su katolici". Nije poznato je li taj izvještaj pridonio odluci Britanaca da umjesto četnika počnu oružjem i drugom pomoći podupirati partizane.
Broj žrtava
Vladimir Žerjavić, danas najpriznatiji autoritet za pitanja ratnih gubitaka, na temelju demografskih izračuna i sustavnog pregleda brojnih dokumenata, procijenio je početkom 1990.-ih godina ukupne srpske žrtve u NDH na 322.000 mrtvih, u čemu 82 tisuća pripadnika partizanskih i 23 tisuće pripadnika četničkih postrojbi, 25 tisuća umrlih od tifusa, 20 tisuća civila stradalih u njemačkom logoru Sajmište kod Zemuna i daljnjih 45 tisuća civila pobijenih od Nijemaca na drugim mjestima, 15 tisuća civila pobijenih od Talijana, 34 tisuće civila stradalih u borbama ustaša, četnika i partizana, 28 tisuća pobijenih na raznim mjestima, te 50 tisuća pobijenih u sustavu logora Jasenovac. Povjesničari Tomasevich, Goldstein i drugi pišu da su ustaše nastavile s masovnim ubijanjem Srba 1942., pri čemu hrvatski JUSP Jasenovac navodi daj samo u Jasenovcu 1942. pobijeno 34.000 Srba, te 1942. – 1945. ukupno 43.000 Srba. Bilo je i ustaških pokolja Srba na drugim područjima, primjerice nakon Bitke na Kozari i od strane Crne legije 1942. u istočnoj Bosni.
Prema temeljito provedenom popisu žrtava fašizma i palih boraca NOVJ (nije se popisivalo poginule vojnike i civile na strani sila Osovine; ali se među žrtve fašizma pribrojilo 3.710 žrtava bombardiranja, uglavnom savezničkih) provedenom 1950. godine, na antifašističkoj strani je od ukupnih 155.142 poginulih i zbog ratnih zbivanja umrlih osoba bio čak 84.709 Srba na području tadašnje SR Hrvatske. Hrvati (kojih je na antifašističkoj strani i od bombardiranja poginulo ukupno 55.802) su među tim žrtvama prevladavali na područjima Sjevernog Jadrana (11.776 od ukupnih 12.897 žrtava) i Dalmacije (20.674 od ukupnih 24.891 žrtava antifašističkoj strani), te u Gradu Zagrebu (2.974 od ukupnih 6.464 žrtava; tu se bilježi čak 2.863 postradalih Židova). Na širem području Karlovca poginulo je na antifašističkoj strani 42.950 Srba i svega 2.676 Hrvata, na području Zapadne Slavonije 11.276 Srba i 4.715 Hrvata, a na području istočne Slavonije 12.418 Srba i 4.543 Hrvata.
Srpski povjesničar Dragan Cvetković iz beogradskog Muzeja žrtava genocida, u cijeloj NDH procijenjuje temeljem revizije podataka iz jugoslavenskog popisa žrtava na antifašističkoj strani provedenog 1964. godine da je na čitavom području NDH bilo 332.000 - 352.000 etničkih Srba koji su izgubili život kao civili na antifašističkoj strani (što je 66% ukupnih civilnih žrtava u NDH na antifašističkoj strani); oko 90% njih se u jugoslavenskim popisima navodi da su ih pobili ustaše. Cvetković procjenjuje da je iz reda etničkih Hrvata na antifašističkoj strani bilo 51.000 - 54.000 civilnih žrtava (tj. oko 10% ukupnih civilnih žrtava u NDH na antifašističkoj strani). Cvetković naglašava da za žrtve na "koloboracionističkoj" strani - kako iz reda vojnika, tako i iz reda civila - nedostaju podatci, jer je odluka jugoslavenskih vlasti bila da se podatci o tim žrtvama ne prikupljaju. Podaci iz komunističkih popisa kojima raspolažu kod Muzeja žrtava genocida u Beogradu sadržavaju također tek manji dio žrtava četnika: na području današnje Republike Hrvatske se tako evidentira tek 239 Hrvata - civila te 262 Srba - civila. Hrvatski povjesničar Igor Graovac je u istraživanju iz 1996. god. bio poimenično ipak utvrdio 2.905 Hrvata koje su na području Republike Hrvatske pobili četnici. Graovac naglašava da taj podatak kojega je on utvrdio na temelju izvora koji su mu bili dostupni predstavlja "do sada, metodom osobne identifikacije, ustanovljeni broj", kojega je moguće uvećati dodatnim istraživanjima; uz daljnju napomenu da neki hrvatski autori ukupni broj stvarno pobijenih od strane četnika u čitavoj NDH ugrubo procjenjuju na oko 20 tisuća, samo iz reda etničkih Hrvata. Graovac napominje da procjena o 20 tisuća od četnika pobijenih Hrvata za sada nije utemeljena na dostatnim dokazima u vidu točnih podataka o identitetu žrtava četnika - jer ih jugoslavenski popisivači nisu evidentirali, a Republika Hrvatska nije financirala kasnija kvalitetna popisivanja.

#### Odnos prema Židovima i Holokaust
Već u prvih nekoliko tjedana NDH uslijedili su radikalni zakoni protiv Židova, usmjereni na njihovo potpuno uništenje.  Dana 30. travnja 1941. Ante Pavelić potpisuje glavne rasističke zakone, prenesene iz nacističkih Nürnberških zakona iz 1935. godine: Zakonska odredba o rasnoj pripadnosti, Zakonska odredba o državljanstvu i Zakonska odredba o zaštiti arijske krvi i časti hrvatskog naroda. Proglašeno je da jedino osobe "arijske" krvi mogu biti hrvatski državljani, dok su Židovi stavljeni van zakona. Zabranjeni su brakovi između Židova i osoba "arijskog" podrijetla. Krajem travnja 1941., mjesecima prije nego što su nacisti uveli slične mjere u Njemačkoj, ustaše su naredile svim Židovima da nose oznake, tipično žutu Davidovu zvijezdu. Kasnije NDH režim je zapljenjio i nacionalizirao svu židovsku imovinu i tvrtke. Zabranjeno im je raditi u javnoj službi, a ubrzo su počele čistke Židova koji su već radili u upravi, gospodarstvu, vojsci. Isključeni su iz svih škola i sveučilišta. Zabranjeno im je bilo živjeti u pojedinim dijelovima grada te su im oduzimani stanovi i kuće. 
Krajem 1941. i početkom 1942. ustaške vlasiti ruše sinagogu u Zagrebu, a sličnu sudbinu doživjele su i druge sinagoge. Osnovan je posebni židovski odsjek pri policijskim i sigurnosnim organima koji je popisivao Židove. Počevši od ljeta 1941. uhićivani su i deportirani u logore na području NDH (Jasenovac, Jadovno, Pag, Đjakovo, Loborgrad, itd) i u inozemstvu. Od oko 39.000 prijeratnih Židova na teritoriju NDH, ubijeno ih je oko 31.000, velika većina u NDH logorima, dok oko 7.000 ih je bilo poslano u Njemačku. NDH se od Trećeg Reicha po pitanju rasne politike razlikovala samo po jednoj odredbi: naime, zakonom je uspostavljen institut počasnog arijstva, koje je dodjeljivano Židovima koji su se borili za NDH ili stekli zasluge "za hrvatsku stvar" prije uspostave države 1941. Ta odredba iskorištena je gotovo isključivo kako bi se od progona izuzela nekolicina rođaka, supruga i prijatelja visokih dužnosnika ustaškog režima. Protužidovske zakone Pavelić je formalno ukinuo svega nekoliko dana prije nego što je napustio Zagreb i pobjegao u Italiju, kad se gotovo ni na koga više nisu ni mogli primijeniti i kad je izgubio vlast na gotovo cijelom teritoriju NDH.

#### Odnos prema Romima i Porajmos
U skladu s rasnim zakonima NDH, osim Srba i Židova, žestoko su bili proganjani i Romi. Porajmos (ro. [pʰoɽai̯ˈmos], uništenje) je termin kojim Romi označavaju genocid koji je nad tim narodom provođen od strane nacista i njihovih kolaboracionista tijekom II. svjetskog rata. Najveći broj Roma stradao je u koncentracijskim logorima. Romi, koji su uključivali i pripadnike Sinta, zarobljeni su uglavnom u različitim krajevima današnje Bosne i Hercegovine, a posebno na području Kozare. Dovedeni su u Jasenovac i zatočeni u Sabirnom logoru br. III (Ciglana) gdje su hrana, piće, smještaj i sanitarni uvjeti bili još lošiji nego u ostatku logora, gdje su ionako već bili ekstremno loši. Procjene broja likvidiranih Roma kreću se od 20.000 do 50.000 ubijenih. Povjesničar Matt Biondich navodi kako su ustaše istrijebile gotovo sve Rome, jer je prvi poratni popis iz 1948. zabilježio svega 405 Roma u Hrvatskoj te 422 u BiH.

#### Odnos prema Muslimanima
Ustaški pokret (uostalom kao i HSP iz kojeg je ponikao) je od početka svog djelovanja, u skladu sa Starčevićevim naukom, smatrao bosanskohercegovačke muslimane Hrvatima. Takvo mišljenje zastupao je još od 19. stoljeća i dio muslimanske elite, pa je i među ustaškom emigracijom bilo muslimana. Snažan hrvatski kulturni i prosvjetni utjecaj na bosanske muslimane postojao je otprije, protežiran putem društava poput "Napretka" i "Narodne uzdanice", koja su često i politički usmjeravala muslimane prema preuzimanju hrvatskoga nacionalnog identiteta. Uspostavom NDH i preuzimanjem čitave BiH, po pravaškoj percepciji povijesne hrvatske zemlje (a pretendiralo se i na Sandžak, čije je muslimansko stanovništvo, navodno, tome bilo sklono), aktivira se rasna teorija o bosanskohercegovačkim muslimanima kao "najčišćem dijelu hrvatskog naroda". Vodstvo NDH aktivno je radilo na širenju svijesti o pripadnosti Muslimana hrvatskoj naciji. Tako su neki istaknuti proustaški Muslimani imenovani na visoke položaje, poput Džafer-bega Kulenovića, potpredsjednika vlade, ili ministara Mehmeda Alajbegovića, Hakije Hadžića, Osmana Kulenovića, Mehe Mehičića i Hilmije Bešlagića. U Zagrebu je Dom likovnih umjetnika, sa snažnom simbolikom, preinačen u džamiju, a okolni trg je preimenovan u Trg Kulina bana. Ustaše su također pokušali iskoristiti Muslimane kako bi dobili naklonost i priznanje NDH od strane Turske, koja je u to doba bila neutralna.
No, vodstvo NDH nije uspjelo nacionalizirati široke muslimanske mase u hrvatskom smislu, pa su one ostale indiferentne prema hrvatskom nacionalizmu, a pogotovo prema ustaškom pokretu. Odmak od nacionalizma propagiran je iz vrha Islamske vjerske zajednice u BiH. Već od rujna 1941. pa do prosinca iste godine uslijedio je niz rezolucija dijela bosanskohercegovačkih muslimana kojima se distanciraju od ustaških progona i zločina nad Srbima, budući da je u ustaškim postrojbama bilo mnoštvo muslimana. Sarajevska rezolucija, donesena 12. listopada, uručena je ministru NDH Jozi Dumandžiću. Pavelić i Džafer-beg Kulenović su pokušavali nagovoriti potpisnike rezôlūcijā na povlačenje potpisa, ali nisu uspjeli. Jure Francetić je prijetio da će pobiti sve potpisnike rezolucija. No, nakon razočaranja reakcijom ustaškog vodstva, u kolovozu 1942. pojavio se nepotpisani memorandum Hitleru, za koji se sumnja da je nastao u njemačkim obavještajnim krugovima, s peticijom kojom se traži autonomija Bosne pod njemačkim vrhovništvom te posebna vojna postrojba Muslimana. Tome je djelomično udovoljeno osnivanjem SS-divizije "Handžar". No, u nju je ipak, na inzistiranje NDH, koja se panično bojala bilo kakve bosanske autonomije, ušao određeni broj Hrvata, a službeno je nosila i ime "1. hrvatska".

### Suradnja s NDH četnicima
Unatoč tome sto su zastupali suprotstavljene nacionalizme, suočeni s rastućom snagom zajedničkog neprijatelja, to jest partizana, ustaški režim i četnici diljem NDH potpisali su u proljeće 1942. sporazume o suradnji  U uvodu svih ovih sporazuma stoji:
Sve dok postoji opasnost od oružanih partizanskih bandi, četničke formacije dragovoljno će surađivati s hrvatskim oružanim snagama u borbi i uništavanju partizana te će u tim operacijama biti pod zapovjedništvom hrvatskih oružanih snaga.
Osim toga, sporazumima je precizirano da će vojska NDH opskrbljivatii četnike oružjem i streljivom, četnici ranjeni u protupartizanskim akcijama liječit će se u vojnim bolnicama NDH, a udovice i siročad poginulih četničkih boraca primat će državnu novčanu pomoć jednaku pomoći koju su primale udovice i siročad vojnika NDH. Vlasti NDH su oslobodile neke Srbe u ustaškim logorima, ali samo na posebnu preporuku četničkih zapovjednika (dakle, ne partizane i njihove simpatizere). 30. lipnja 1942. Glavni stožer Poglavnika šalje drugim ministarstvima NDH priopćenje s potpisom maršala Slavka Kvaternika u kojem sažima te sporazume s NDH četnicima.
Ustaški ministar Mladen Lorković je 26. svibnja 1942. u priopćenju lokalnim vlastima NDH napisao da se temeljem ovih sporazuma „Domobranski stožer slaže s Vašim prijedlogom da se poglavarima grčko-istočne zajednice odobri pomoć od milijun kuna, Momčilo Đujiću, Mane Rokviću, [Branku] Bogunoviću, Paji Popoviću i Paji Omčikusu, 200 jugoslavenskih topova i 10 mitraljeza“. Ustaše i četnici su, uz njemačke i talijanske snage, sudjelovali u većim bitkama protiv partizana u NDH: ofenziva na Kozari, bitka na Neretvi, Desant na Drvar, Kninska operacija 1944., itd.
Uz osobno odobrenje Ante Pavelića, 1945. komandant četničke Dinarske divizije, Momčilo Đujić, sa svojim postrojbama, bježi preko NDH na Zapad. Ante Pavelić je u travnju 1945., prema vlastitom priznanju, primio “dva generala iz stožera Dražu Mihailovića i s njima postigao dogovor o zajedničkoj borbi protiv Titovih komunista”. Prvih dana svibnja 1945. četničke jedinice povlače se kroz ustaški Zagreb, na putu ka Bleiburg, odakle su izručeni novim vlastima te su skupa s pripadnicim NDH vojske skončali na Teznu.

### Odnos prema Hrvatskoj seljačkoj stranci
Do izbijanja Travanjskog rata 1941. godine, Hrvatska seljačka stranka je uživala snažnu podršku uvjerljive većine hrvatskog naroda, te je kontrolirala većinu općinskih vlasti i vlast Banovine Hrvatske. Vodstvo HSS-a je surađivalo u urednoj primopredaji vlasti Banovine Hrvatske i općinskih vlasti novom vodstvu NDH, ali nije surađivalo u formiranju nove vlade i selekciji nižih državnih dužnosnika. 
Ustaše su prije rata imali negativan stav prema nekim istaknutim članovima HSS-a, tako da su, primjerice, Jurja Krnjevića nazvali "izdajicom hrvatskog naroda". Isto tako, njihov je tisak često napadao Mačeka nakon sporazuma Cvetković-Maček i uspostave Banovine Hrvatske, optužujući ga za izdaju, gubitak teritorija, a nerijetko i za korupciju i osobno bogaćenje. Neki ustaše su još 1939. prijetili "obračunom" Mihovilu Pavleku Miškini, književniku i istaknutom HSS-ovcu.
Iako su pripadnici HSS-ove Hrvatske seljačke i građanske zaštite osigurali miran prijenos vlasti i neometanu uspostavu nove države, ustaško vodstvo je ubrzo razoružalo i raspustilo tu organizaciju. Ustaše su odmah počeli s polaganom likvidacijom same stranke, pokrenuvši kampanju protiv stranke i kampanju izjašnjavanja organizacija HSS-a za ustaški pokret, za što su bili posebno zainteresirani. Uslijedila su uhićenja i stavljanje pod prismotru nekih članova vodstva stranke. Nakon što su 11. lipnja 1941. zabranjene sve političke stranke, zabranjen je i HSS, koji je smatran prijetnjom režimu. Odmah su zabranjene i sve organizacije i glasila Hrvatske seljačke stranke. Premda je Vladko Maček svojim proglasom hrvatskom narodu učinio uslugu novom režimu, kako bi ga spriječili u političkom djelovanju, vlasti NDH zatvorile su ga u listopadu 1941. u Sabirni logor Jasenovac. Dio desnog krila HSS-a ušao je u strukture vlasti, no većina vodstva stranke nije pružila podršku NDH, već se odlučila ili na politiku čekanja, ili na kasniju podršku NOP-u. Kad je Pavelić 1942. sazvao Hrvatski državni sabor, njegovim su članovima imenovani, među ostalima, zastupnici izabrani na izborima 1938. i članovi Glavnog odbora HSS-a, ukupno 96 HSS-ovaca, a HSS-ovac Ivan Najcan imenovan je potpredsjednikom. Odazvalo ih se 60. Skupina od 28 članova HSS-a zajedno s predsjednikom Sabora Markom Došenom i Vinkom Kriškovićem predala je Paveliću memorandum kojim se zahtijevalo oslobađanje iz logora svih osoba i skupina zatočenih po načelu kolektivne odgovornosti.
 U istom je memorandumu postavljeno pitanje kako je moguće Dalmaciju, koja je kolijevka hrvatske državnosti, prepustiti Mussoliniju i to od strane režima koji sebe smatra prohrvatskim. Postavljeno je i pitanje gdje se nalazi Vladko Maček i na osnovu kojih zakonskih propisa mu je oduzeta sloboda. Pavelić je u govoru pred saborom posljednjeg dana zasjedanja, 28. veljače, odgovorio da je Maček upućen na "prisilni boravak" da ne bi dolazio u dodir s ljudima koji održavaju veze s inozemstvom, odnosno s predstavnicima HSS-a u emigrantskoj vladi. Od ožujka 1942. Maček je bio u kućnome pritvoru na njegovu imanju u Kupincu. 29. kolovoza 1942. ustaše su uhitili 60-ak članova HSS-a na čelu s Augustom Košutićem te ih zatvorili u Lepoglavi pod optužbom suradnje s partizanima. Pušteni su 23. prosinca iste godine. U lipnju 1942. u sabirnom logoru Stara Gradiška ubijen je Mihovil Pavlek Miškina, jedan od najpoznatijih i u narodu najpopularnijih HSS-ovaca.
| August Košutić, de facto vođa HSS-a tijekom boravka Mačeka u zatvoru |  | August Košutić, de facto vođa HSS-a tijekom boravka Mačeka u zatvoru            |
| August Košutić, de facto vođa HSS-a tijekom boravka Mačeka u zatvoru |  | Ljudevit Tomašić, jedan od vodećih HSS-ovaca, zavjerenik u planu Lorković-Vokić |

U ljeto 1943. zbog jačanja NOVJ Nijemci predlažu uspostavu nove vlade, koju bi sačinjavali HSS-ovci i nestranački stručnjaci, dok bi Pavelić odstupio s vlasti. Ustaše su željeli koalicijski vladu te su stupili u kontakt s HSS-om, čiji su predstavnici isključili mogućnost koalicije, zatražili stvaranje činovničke vlade i raspisivanje izbora, što je Lorković ocijenio neprihvatljivim te su pregovori propali. Tijekom 1943. Maček je zatočen u stanu Vjekoslava Luburića te ponovno u Kupincu, a od prosinca 1943. nalazio se u izolaciji u Zagrebu.
Sredinom 1944. Lorković, Vokić, dio domobranskih časnika i drugih zavjerenika kontaktira HSS u svrhu izvođenja državnog udara, razoružavanja ustaša, objave rata Njemačkoj i poziva saveznicima na iskrcavanje na dalmatinskoj obali, sve kako bi NDH kraj rata dočekala na savezničkoj strani. Zadnji dogovor između zavjerenika (Lorkovića, Vokića i predstavnika HSS-a, te Farolfija) od 22. kolovoza pretpostavljao je da jedna zagrebačka jedinica izvede udar, dovede Mačeka na Markov trg, a on će pozvati narod i vojsku na rat protiv Nijemaca i pozvati saveznike na iskrcavanje. No, plan je propao kad su za njega saznali Nijemci.
U posljednjim danima travnja 1945. ponovno su oživjeli prijedlozi da Vladko Maček preuzme u svoje ruke hrvatsku vladu i ostvari kontakt s Angloamerikancima. Prema nekim tvrdnjama, Maček je prihvatio ovu ponudu uz uvjet da snage HOS-a moraju barem dva tjedna održati bojišnicu ispred Zagreba. No to nitko nije mogao jamčiti, pa je taj plan propao. U isto vrijeme, u sabirnom logoru Jasenovac smaknuti su HSS-ovci koji su sudjelovali u uroti Lorković-Vokić, Ljudevit Tomašić i Ivanko Farolfi.

### Odnos prema Katoličkoj crkvi
Katolička crkva u Hrvatskoj je isprva s oduševljenjem pozdravila stvaranje NDH, smatrajući da je narod doživio ostvarenje svojih ideala. Ustaški režim odmah je proklamirao da je NDH "katolička država" i da je njegovo vodstvo "odano katolicizmu", ali to se više odnosilo na hrvatski kulturni identitet nego na njegovu političku orijentaciju. Doneseni su neki "moralni" zakoni koji su bili u duhu vjere (zabrana psovki, rada seljaka nedjeljom i blagdanom, pobačaja i prostitucije). Osim toga, NDH je svakako nastojala pomoću Crkve doći do priznanja Vatikana, u čemu su crkveni vrhovi pokušali pomoći. Dio nižeg klera bio je naklon ustaškom pokretu, a i neke katoličke laičke organizacije i tiskovine su ušle u službu ustaške ideje. No, kod većine klera, a pogotovo vodstva Crkve, uslijedilo je razočaranje. Tako, primjerice, zagrebački kanonik Pavao Lončar već 20. travnja 1941. izjavljuje da je Pavelić "duhovna sirotinja" te da "svećenici ne smiju biti ustaški oficiri". Zbog takvih izjava je po Izvanrednom prijekom sudu bio osuđen na smrt, a zahvaljujući jedva isposlovanom pomilovanju odležao je dvije godine u Jasenovcu. Već 14. svibnja 1941., kardinal Stepinac prosvjeduje kod Pavelića zbog pokolja Srba u Glini. Nekoliko dana nakon toga, uslijedili su prosvjedi zbog označavanja Židova i Srba posebnim znakom te prosvjed prilikom upućivanja "nearijevaca" u sabirne logore. Nakon zaključaka Hrvatske biskupske konferencije o vjerskim prijelazima, o čemu Stepinac piše Paveliću 20. studenog 1941., Ante Pavelić i Eugen Dido Kvaternik navodno su planirali početkom 1942. uhititi Stepinca. Od toga ih je odvratio Slavko Kvaternik, koji je iz Rima poslao u Zagreb Nikolu Rušinovića, kako bi ih odvratio i upozorio Stepinca. Velik odjek imala je propovijed koju je Stepinac održao na blagdan Krista Kralja, 25. listopada 1942. (to je, inače, vrijeme II. svjetskog rata kada su sile Osovine bile na vrhuncu snage i uspjeha). Odlučno se usprotivio teoriji o superiornim i inferiornim rasama i narodima i praksi koja se iz te teorije izvodi, te je osudio rasizam i šovinizam. Ustaše su zabranili tiskanje ove propovijedi. Zauzimanje nadbiskupa Stepinca za ljude koje su ustaške vlasti progonile kao državne neprijatelje (naročito Židove i Srbe) Pavelić nije podnosio, pa je svoju netrpeljivost prema nadbiskupu i iskazivao (npr. nepozivanjem Stepinca u protokolarnim prigodama kad je njegova nazočnost bila očekivana).
U srpnju 1943. izvršen je neuspjeli atentat na generala Ivana Prpića, načelnika Glavnog stožera oružanih snaga. Atentat je organizirala ustaška "grupa Tomić", koja je pod izravnom poglavnikovom kontrolom radila na likvidaciji njegovih neprijatelja. U programu likvidacija te grupe bio je, navodno, i atentat na nadbiskupa Stepinca. O tome svjedoči jedno izvješće njemačkog policijskog atašea u Zagrebu Hansa Helma. Kako je Prpić preživio, organizatori su kompromitirani, pa se od atentata na Stepinca odustalo.
Ustaški tajni agenti su držali na oku crkvene velikodostojnike i bili su nezadovoljni njihovim držanjem, pogotovo nakon Stepinčeve propovijedi 31. listopada 1943., kad je oštro ustao protiv rasizma i "nečovječnih metoda nerazboritih pojedinaca, koji su mislili da mogu raditi što ih volja, i da za njih ne postoji zakon ni ljudski ni Božji". Tiskanje propovijedi je bilo zabranjeno.
Tijekom rata, vlasti NDH ubile su 11 katoličkih svećenika s područja NDH, a desetci su završili u zatvoru.

### Unutarnje razmirice u vodstvu NDH
Vrh režima nije u potpunosti podržavao politiku Ante Pavelića, te su u njemu postojale znatne razmirice - ali daleko od očiju javnosti.
Prema Jozi Tomasevichu, "...ustaški režim se dva puta suočio s teškom krizom unutar svog vodstva, oba puta u vezi s Hrvatskim domobranstvom. Prvi put u listopadu 1942. kad su iz ustaške vlade uklonjeni otac i sin Kvaternik i drugi put koncem kolovoza 1944. kad je likvidirana urota Lorković-Vokić. Urota je bila posljednja faza napora HSS-a da osigura kontrolu nad vojskom NDH kako bi na temelju te moći imala odlučujuću ulogu nakon očekivanog iskrcavanja Saveznika na Jadranu i prelaska Domobranstva na njihovu stranu."
U prvom slučaju, uklonjen je u listopadu 1942. godine maršal Slavko Kvaternik, nakon što je već u toj relativno ranijoj fazi rata iskazao nepovjerenje da bi Njemačka mogla pobijediti u ratu (u tome se Slavko Kvaternik bitno oslonio na obavještajnu procjenu Antona Švagjera, koji je do travnja 1941. god. služio u glavnom stožeru jugoslavenske vojske, i kojega je Kvaternik bio u svibnju 1941. god. poslao da promotri situaciju na fronti u okupiranim područjima Sovjetskog Saveza), te stoga - zajedno s drugim profesionalnim časnicima koji su u NDH nastavili karijeru iz vojske Kraljevine Jugoslavije ili iz vojnih snaga Austro-Ugarske, i na čelu Hrvatskog domobranstva popunjenog ljudstvom koje je uglavnom bilo sklono HSS-u i stoga bez volje za suradnju s Nijemcima i Talijanima  - propustio Nijemcima osigurati potporu kakva im je bila potrebna. Pritom je uklonjen i Dido Kvaternik, sin Slavka Kvaternika, koji se pak bio osobito iskazao u organiziranju ustaškog terora; Tomasevich zaključuje da je na taj način Ante Pavelić htio sebe distancirati od krivnje za dotadašnji ustaški teror, u kojemu je kao šef tajne policije imao Dido Kvaternik zloglasnu ulogu. 
U drugom od ovih događaja, najvažniji ministri u Pavelićevoj vladi Mladen Lorković (vanjski poslovi) i Ante Vokić (obrana) su s vodstvom HSS-a bili dogovorili smjenu samog Ante Pavelića, uz eliminiranje raznih pronjemački raspoloženih pripadnika vodstva NDH. I taj je put Ante Pavelić ostao uz Nijemce, okončavši u kolovozu 1944. godine urotu i nastavivši potom voditi NDH u pravcu propasti u kojem je tada već posve neminovno išao sam Treći Reich.

## Vanjska politika
Vanjska politika NDH gotovo je u potpunosti bila u ovisnosti o hirovima Trećeg Reicha i fašističke Italije. U prvotnim planovima, Hitleru je odgovarala Jugoslavija, a Italija - koja je 1939. godine putem svojeg ministra vanjskih poslova Galeazza Ciana nudila vođi HSS-u Vlatku Mačeku suradnju u rušenju Jugoslavije nakon čega bi Hrvatska ušla u federaciju s Italijom - se zauzela za stvaranje NDH; Nijemci će to prihvatiti tek u vrijeme donošenja odluke o napadu na Jugoslaviju, te dali upute svojem predstavniku u Zagrebu Veesernmayeru da omogući proglašenje takve države čim njemačke trupe zauzmu glavni grad Hrvatske. Veesenmayeru će biti naloženo da vođenje nove države ponudi najprije vođi HSS-a Vlatku Mačeku. Kad je nakon ožujskog državnog udara 1941. u režiji Britanaca srušena jugoslavenska vlada koja je bila pristupila Trojnom paktu, Hitler na sjednici državnog i vojnog vodstva zapovijeda razbijanje Jugoslavije, a u direktivama je odredba o uspostavi “Države Hrvatske”, pri čemu je predviđeno da se susjednim državama obećaju dijelovi NDH: jadranska obala Italiji, a Mađarskoj krajeve koje je Kraljevina Ugarska bila prisiljena prepustiti Jugoslaviji 1918., što je za NDH značilo gubitak Međimurja i Baranje.
Nemajući drugog oslonca, vanjsku politiku NDH od početka do sloma Italije obilježava nastojanje da se talijanske težnje suzbiju naslonom na Treći Reich. No, Njemačka nije radi Hrvatske kanila ugroziti odnose s Italijom, pa je stalno stajala na strani Italije. Tako je NDH potpisala pristup Trojnom paktu u Veneciji, 17. lipnja 1941., pod okriljem Italije. Sve do kapitulacije Italije odnosi Italije i NDH su bili zategnuti, a u početku je dolazilo i do sporadičnih oružanih incidenata (primjerice, u Obrovcu).

### Rimski ugovori i odnos s Italijom
Očekivanje fašističke Italije je bilo da će Hrvatska biti područje pod potpunom i trajnom talijanskom dominacijom, te je nesklonost ustaša i Hrvata općenito da prihvate takav ponižavajući položaj doživjela kao izraz krajnje nezahvalnosti i razlog da se radi na dezintegraciji tek stvorene NDH i traži “povoljnija rješenja“ u aranžmanu s četnicima. Glavni zapovjednik talijanskih snaga na istočnoj obali Jadrana Mario Roatta je talijanski stav jezgrovito izrazio rekavši da je bilo "pogrešno da se stvara država koja je u osnovi neprijateljska prema Italiji".
Pregovori o odnosu Italije i NDH, vođeni između izaslanstva NDH na čelu s Pavelićem i predstavnika Kraljevine Italije na čelu s ministrom vanjskim poslova Galeazzom Cianom, započeli su u Ljubljani 25. travnja 1941. godine. Italija je zatražila pripajanje pojasa širine nekoliko desetina kilometara duž čitave obale Jadrana, na što čak ni talijanski štićenik Pavelić nije nikako mogao pristati - objasnio je da bi nakon potpisivanja takvog ugovora zbog nezadovoljstva hrvatskog naroda "uskoro ostao bez posla", te su Talijani smanjili zahtjeve kako bi se Pavelić kao njihov eksponent ipak održao na vlasti.
Rimskim ugovorima od 18. svibnja 1941. bio je predviđen dugotrajni podređeni odnos NDH prema fašističkoj Italiji. Ti su ugovori sastavljeni od 3 zasebna sporazuma:
- Ugovor o određivanju granica kojim je Italiji ustupljen veliki dio jadranskoga obalnog područja i obalne unutrašnjosti. Prema tom ugovoru, Italija je dobila područje Sušaka, Šibenika, Splita, otoke Rab, Krk, Vis, Korčulu, Mljet i mnoge druge manje otoke te dijelove Hrvatskoga primorja i Gorskoga kotara. Teritorij koji je izravno pripojen Italiji nazivao se i Prva zona. Od dijela toga prostora uspostavljen je Guvernatorat Dalmacija sa sjedištem u Zadru. Italija je prisvojila 5.380 četvornih kilometara hrvatskog teritorija, s oko 380.000 stanovnika. Osim glavnine hrvatskih primorskih krajeva i velike većine otoka, Italija je prisvojila i najveći dio hrvatskih teritorijalnih voda.[243]
- Sporazum o vojničkim pitanjima odnosio se na jadransko primorsko područje, a NDH se obvezala da ne svome obalnom i priobalnom području neće graditi nikakve vojne objekte, neće držati ratnu mornaricu, osim za policijske poslove i poslove financijskoga nadzora. Ta zona poznata je kao Druga zona ili Demilitarizirana zona. Iako je Rimskim ugovorom bilo jasno predviđeno da Druga zona pripada NDH, već početkom rujna 1941. uspostavlja se ondje talijanska civilna i vojna vlast. Područje od Druge zone do crte njemačko-talijanskog razgraničenja utjecaja na NDH bilo je poznato kao Treća zona;
- Ugovor o jamstvu i suradnji Kraljevine Italije i Kraljevine Hrvatske kojime Italiji pripada 25 godina jamčenja za političku nezavisnost Hrvatske i njenu teritorijalnu cjelovitost. NDH se obvezala da neće sklapati međunarodne sporazume koji bi bili u suprotnosti s tim jamstvom te da će koristiti iskustva talijanske vojske za ustrojstvo i izobrazbu svoje vojske.

Italija ujedno oduzima Hrvatskoj cjelokupnu trgovačku mornaricu. Troškovi okupacijskih talijanskih trupa naplaćivali su se (skupo) iz proračuna NDH.
|  |  |  |

Ante Pavelić osobno je zatražio od talijanskog kralja da imenuje svojeg rođaka za kralja Hrvatske. Vittorio Emanuelle III odabrao je princa Aimonea, vojvodu od Spoleta te mu je Pavelić ponudio hrvatsku kraljevsku krunu. Kruna je bila oblika zlatnoga vijenca s hrvatskim pleterom na koji je bio pričvršćen nešto veći križ, te mu je predana zajedno sa zlatnom jabukom. Iako Aimone nikad nije stupio na hrvatsko tlo, on je temeljem Rimskih ugovora formalno postao hrvatski kralj s imenom Tomislav II. od Hrvatske, a NDH je službeno postala Kraljevina Hrvatska. No, presude su se, primjerice, i dalje izricale u ime Nezavisne Države Hrvatske, a ne u ime kralja, kakav je običaj u monarhijama. 
Nakon proglašenja Rimskih ugovora, u Hrvatskoj je zavladalo veliko ogorčenje i bijes. Zabilježeni su brojni incidenti i napadi stanovništva na talijanske časnike ili predstavnike, a u Zagrebu su na Božić 1941. čak izbili prosvjedi protiv ugovora, koje su ustaše ubrzo ugušili. U prosvjedu je, osim većeg broja građana, sudjelovao i znatan broj vojnika, časnika i državnih službenika te je tom prilikom spaljena talijanska zastava. Čak je i ministar bogoštovlja u Vladi NDH Mirko Puk održao u Omišu otvoreni protutalijanski govor, u kojem je izrekao: "Hrvatski narod neće imati mira dok Split i cijela Dalmacija ne budu prisajedinjeni Hrvatskoj. Bez Splita, bez svog slobodnog mora, Hrvatska ne može da se razvija i napreduje. Čvrsto je uvjerenje kompetentnih krugova da će, čim rat bude završen, biti ispravljene nepravde nametnute hrvatskoj naciji."
Šef obavještajne službe NDH Vlado Singer je već početkom ljeta 1941. godine - kako je kasnije svjedočio Eugen Dido Kvaternik - izvijestio državni vrh o «talijanskom etapnom zaposjedanju čitave Hrvatske u pet etapa». Prva etapa je obuhvaćala područje koje je Italiji prepušteno Rimskim ugovorima; druga je imala uključiti reokupacija Druge zone; treća reokupaciju Treće zone; četvrta okupaciju Hrvatske do Save; a peta zaposjedanje sjeverne Hrvatske do Drave. Vlasti NDH se pokušale grubim terorom nad Srbima - cilj su prvenstveno bili žandari i policajci iz vremena Jugoslavije, te poznati predratni četnici, ali je naposljetku zahvatio vrlo veliki broj Srba - ostvariti jaču kontrolu nad svojim teritorijem, ali su time samo potaknuli Srbe na ustanke i olakšali talijansku reokupaciju druge zone. Poslije će pokušati osloncem na Nijemce spriječiti daljnje napredovanje talijanskog plana.
Odmah nakon sklapanja sporazuma Italija je napravila novu administrativnu podjelu ustupljenih područja; pri tom je na neodređeno vrijeme odgodila uspostavu autonomnog statusa za područje Splita i otoka Korčule, koja je bila predviđena Rimskim ugovorom. Pod vladavinom Italije u pripojenim je krajevima (I. zona) provođena sustavna nasilna talijanizacija: kao što je ranije bilo učinjeno u Istri, talijanizirani su nazivi naselja i drugi toponimi, a talijanski je kao službeni jezik uveden u škole, crkve (uz latinski), državnu upravu, telegrafski i radijski promet. Sva hrvatska kulturna i nacionalna društva zabranjena su odlukom vlasti. Novine su izlazile ili na talijanskom, ili dvojezično i na talijanskom i na hrvatskom. Državni službenici i učitelji morali su govoriti talijanski da bi ostali u službi; kako takvih nije bilo mnogo, iz Italije je dovedeno nekoliko stotina novih učitelja da zamijene otpuštene. Hrvatsko se stanovništvo tvrdoglavo opiralo tim nastojanjima, što je guvernera Dalmacije Giuseppea Bastianinija navelo da ustvrdi kako će se stanovništvo Dalmacije koje ne prihvati talijanizaciju morati iseliti.
U listopadu 1941. god. su središnje vlasti NDH morale prihvatiti neugodnu ponovnu uspostavu vlast talijanskog okupatora - talijanski "saveznici" nisu vlasti NDH uopće pitali kod tzv. "reokupacije", nego ih tek obavijestili o novom stanju stvari - na približno polovici svojega teritorija, te preuzeti obvezu da financira okupacijske talijanske trupe, čiji je broj tada iznosio oko 150.000 vojnika. U studenom 1941. godine dobile su talijanske snage od Nijemaca "zeleno svjetlo" da prijeđu demarkacijsku crtu i stave pod svoju kontrolu cjelokupni teritorij NDH. Dio vladajućih krugova NDH - u prvom redu glavni vojni zapovjednik Slavko Kvaternik - uspjeli su ipak nagovoriti Nijemce da od toga odustanu i ostave svoju vojsku u NDH; tako su Zagreb i preostali kontinentalni dio Hrvatske ostali izvan talijanske kontrole.
Dvije godine od potpisivanja Rimskih ugovora pa sve do kapitulacije Italije 1943. godine prošle su u očitom talijanskom sabotiranju tek stvorene države, kako bi si Italija trajno priskrbila vlast nad pojasom duž Jadrana širokim više desetaka kilometara (Druga zona, koja se protezala do nadomak Karlovca i Bihaća, a obuhvaćala i grad Mostar) i tako pretvorila Jadran u svoje unutrašnje more. Neuspjela nastojanja ustaša da ishode kod Nijemaca (koji su prvih godinu dana zaokupljeni invazijom na SSSR i drže na području NDH samo manje vojne snage potrebne za osiguranje strateških željezničkih pravaca) potporu za zaštitu hrvatskih nacionalnih interesa i njihova nesklonost da posve surađuju u pretvaranju Hrvatske u talijanski protektorat vrlo su ozlovoljila Talijane. Oni već pred kraj 1941. godine zabranjuju ulazak vojnih snaga NDH u područje između Jadrana i linije Karlovac - Mostar i nastoje čvrsto okupirati to područje u suradnji s četnicima- koji na znatnom dijelu tog područja uspostavljaju efektivnu vlast kao potpunu negaciju vlasti NDH; ostaju na većem dijelu područja koje okupiraju talijanske snage civilna administracija i redarstvene vlasti NDH, ali pod čvrstim nadzorom Italije kao okupacijske sile.

#### Talijansko podupiranje srpskih pobuna
Ustaške i domobranske postrojbe pod komandom Maksa Luburića su već svibnja 1941. počele s represalijama protiv srpskog stanovništva, te su te represalije ubrzo poprimile razmjere masovnog protjerivanja i pokolja Srba u talijanskoj okupacijskoj zoni; prema nekim izvorima su ustaše do kraja srpnja samo u Lici ubile najmanje 1.800 srpskih civila, među njima brojne žene, djecu i starce. Već 11. travnja 1941. ustaše su u taljanskoj okupacijskoj zoni ustanovile sustav logora Gospić-Velebit-Pag, u kojima su - kako se navodi u literaturi - do 25. kolovoza 1941. pobili oko 20.000, velikom večinom Srba, ali i Židova. 
U zapadnoj Hercegovini, mostarski biskup Alojzije Misić i drugi su svjedočili o ustaškim pokoljima tisuća srpskih civila, žena i djece do kolovoza 1941., za vrijeme talijanske okupacije. Talijani su upravu istočne Hercegovine prepustili NDH 30. svibnja 1941., dva dana nakon potpisivanja Rimskog ugovora. Već sljedećeg dana, 1. lipnja, započela su strijeljanja Srba i zaplijene mnogih srpskih trgovina. Prva ubojstva na tom prostoru su izvršile ustaše sveučilištarci koji su krajem svibnja stigli iz Zagreba. 3. i 7. lipnja kraj Ljubinja i Trebinja, ustaše su počinile dva pokolja, svaki s preko 100 srpskih žrtava, prvi od brojnih ustaških pokolja u kojima su bacali žrtve u krške jame To je izazvalo oružani otpor među Srbima, čija su sela ustaše potom spalile. Pobuna je narasla, pa su zauzeli više oružničkih postaja i mnoga naselja; tu su 28. lipnja 1941. godine ustanici počinili i pokolj muslimanskog stavnovništva Avtovca. Osam bojni vojnika NDH s topništvom je slomilo ustanak, za koji Tomasevich piše da je bio spontani odgovor na ustaški teror, bez sudjelovanja četnička i komunističkog vodstva.
U Lici oružani otpor je uslijedio tek srpnja 1941., nakon niza ustaških masovnih pokolja nad civilnim srpskim stanovništvom. Tako je zapovjedništvo 1. hrvatske oružničke pukovnije o akcijama ustanika od 27.7. do 4.8.1941., zabilježilo da je zapažen "mali broj ustanika, a mnogo veći broj seljaka, koji sa svojim obiteljima sudjeluju u akciji", kao reakcija na ustaško "čiščenje", tj. "ubijanje i klanje Srba bez obzira na spol i dob." Suočena s hrvatskim nezadovoljstvom i nesuradnjom u pretvaranju Hrvatske u zemlju pod talijanskom dominacijom, Talijani u zoni svojega utjecaja ohrabruju ustanke Srba nezadovoljnih uspostavom NDH. Nakon što je u Hercegovini krajem lipnja izbio s četnicima snažno povezani Vidovdanski ustanak 24. lipnja 1941. u Istočnoj Hercegovini, uslijedio je ubrzo i četničko-komunistički ustanak na tromeđi Like, Bosanske Krajine i Dalmacije 27. srpnja iste godine. Predstavnici vlasti NDH se ubrzo uvjeravaju u dobre odnose Talijana s četnicima, koje im potvrđuju sami talijanski vojni zapovjednici na terenu.
Do raskola između partizana i četnika je došlo več jeseni 1941. zbog zločina počinjenih prema hrvatskom i muslimanskom stanovništvu, te odnosa prema Talijanima. Kako komunisti ubrzo predvode partizane u borbu protiv stranih fašista, Talijani se u krajevima NDH u kojima onemogućuju djelovanje domobrana i ustaša, oslanjaju na četnike i pružaju im punu pomoć-priznajući ih kao dobrovoljačku antikomunističku miliciju. Četnici postaju glavni talijanski suradnici u borbi protiv partizana, koji su pak u Hrvatskoj i BiH sve do kapitulacije Italije 1943. god. pretežno sačinjavali Srbi (hrvatski demograf Vladimir Žerjavić procjenjuje da je u NDH 82.000 Srba poginulo kao partizani, a 20.000 kao četnici).
Već 7. rujna 1941. Italija je ponovno okupirala Drugu zonu (80 km od mora - to su približno bili krajevi koje je talijanski ministar vanjskih poslova Galeazzo Ciano za Italiju tražio od Ante Pavelića). U njoj je preuzela i civilnu upravu, ustaška vojnica morala je to područje napustiti, a domobranske postrojbe stavljene su pod talijanskim zapovjedništvo. Veliki župani u Dalmaciji postojali su samo na papiru. Italija je nešto kasnije okupirala i Treću zonu, do granice interesne zone, ali se 1942. povukla u skladu sa Zagrebačkim sporazumom. Odnosi NDH s Italijom su konstantno bili napeti. Italija je budno pazila na hrvatsku politiku prema izgubljenim krajevima: talijanski izaslanici su prosvjedovali kod vlasti NDH u slučaju ako bi se u novinama pojavila reportaža ili fotografija iz Dalmacije, čak i iz onih krajeva koji su po Rimskim ugovorima pripali NDH.
U proglasu i provedbenoj zapovijedi kojim ponovno uspostavlja okupaciju Druge i Treće zone (tj. na približno polovini teritorija NDH), aktualni zapovjednik talijanske 2. armije (i uskoro potom, Načelnik glavnog stožera oružanih snaga Kraljevine Italije) general Vittorio Ambrosio ostavlja vlastima NDH tek civilnu upravu (i to pod nadzorom talijanskih vojnih vlasti) u Trećoj zoni; Druga zona je pod potpunom vlašću Italije. U izvještaju o reakciji vladajućih krugova NDH na ponovno zauzimanje Druge i Treće zone Giovanni Battista Oxilia, prvi čovjek talijanske Vojne misije u Zagrebu, iznosi otvoreno: „Sadržaj tih mjera svi su ministri općenito protumačili kao namjeru Italije da zauzme područja koja su ugovorima dodijeljena NDH (prikrivajući ponovnu okupaciju navodnim vojnim razlozima) i da ih kasnije više ne vrati." Potpunim ponovnim zauzimanjem Druge zone Italija je zapravo dobila područja koja je odlučnim nagovaranjem pokušala dobiti od Pavelića na konferenciji održanoj 25. travnja 1941. u Ljubljani.
Istodobno s potiskivanjem vojne prisutnosti NDH u svojoj okupacijskoj zoni, Talijani naoružavaju i na svaki drugi način podržavaju četnike, u kojima vide faktor koji će trajno udaljiti Hrvatske "pretenzije" od Jadrana. Na sastanku 10. siječnja 1942. godine - pred Antom Pavelićem i njemačkim generalom E. Gleise von Horstenauom -  zapovjednik II.a talijanske armije general Mario Roatta izvješćuje njemačke saveznike da drži pod svojim zapovjedništvom 3.000 četnika kod Plaškog i Vrhovina, 8.000 kod Knina (među kojima 3.000 iz Hercegovine) i u Hercegovini 8.000, tj. ukupno 19.000 četnika. Sve je te četnike Roatta organizirao i premještao bez da išta pita vlasti NDH - čijim je dužnosnicima nekoliko dana ranije govorio da pod svojom kontrolom navodno ima svega 1.500 četnika. Roatta je na sastanku najavio da će "morati" na teritoriju NDH upotrijebiti i dio od 20.000 četnika kojima zapovijeda na području Crne Gore, i čiji broj namjerava povećati za daljnjih 10.000. Čak i pred Nijemcima, Roatta je propustio napomenuti da među četnicima koje on raspoređuje po NDH već djeluje Zlatiborski četnički odred, doveden iz same Srbije.
U izvještaju Vrhovnoj komandi Njemačkih oružanih snaga od 13. rujna 1941. godine general Edmund Glaise von Horstenau izvješćuje: "...ustanak je prešao i iz Srbije preko srednje Drine ovamo...Ozren planina jedno je od središta ustaničkog pokreta. Drugo ustaničko područje: Bosanski Petrovac-Drvar nalazi se najvećim dijelom u talijanskom okupacionom prostoru, ali se pruža, ipak, u pravcu Vrbasa i u njemačku zonu.... Čitavo ustaničko žarište proteže se na sjeverozapad do Bihaća, a na jugoistok preko Glamoča. Manja četnička gnijezda nalaze se još i u planinama jugozapadno od Kostajnice... Položaj u tzv. demilitariziranoj zoni, koju su Talijani nedavno uzeli čvršće u svoje ruke, nije sasvim pregledan, kao ni onaj u Crnoj Gori. Dio četnika u Dinarskim Alpama neprijateljski se odnosi prema Talijanima. Na ostalim mjestima, pogotovo u gornjoj Hrvatskoj, četnici surađuju složno s talijanskim jedinicama. Talijanski oficiri dopuštaju da četnici kod Gračaca djeluju kao neka vrsta cestovnog redarstva...Tako se dvolično provodi i akcija razoružavanja. Međutim, treba, na žalost, reći da se stanovništvo u talijanskom prostoru osjeća mnogo sigurnijim nego u područjima zauzetim od Nijemaca. Posebno je djelatnost ustaša tamo zauzdana... U hrvatskim vladinim krugovima bilježe se sa zabrinutošću brojni dokazi uskih srpsko-talijanskih odnosa...  Položaj je u Hrvatskoj prema tome trenutačno u prilično kritičnoj fazi. Dvije trećine zemlje nalaze se u rukama Talijana i ustanika, a samo trećina u rukama vlade NDH. Iznad svega osvećuju se prirodno teške pogreške pri porodu i razdvojen položaj, u koji je zemlja od rođenja zapala, zbog vanjskopolitičkih uvjetovanosti. I jedno bolje utemeljeno državno vodstvo teško da bi moglo naći izlaz iz takvog guštika."
Iako četnici kod Talijana harangiraju protiv komunista već od rujna i listopada 1941. godine, postrojbe pod kontrolom četnika u prve oružane borbe protiv partizana stupaju tek u proljeće 1942. godine, u suradnji s Talijanima kojima su partizani - koje predvode komunisti koji se spremno bore protiv svih neprijatelja SSSR-a, i u čije redove je pristupilo dosta Hrvata s područja pripojenoga Italiji, koji su visokomotivirani za borbu protiv Talijana - počeli stvarati ozbiljne probleme.
U travnju 1942. godine izvješćuje izaslanik njemačkog ministra vanjskih poslova u Zagrebu dr. Edmund Veesenmayer, kako Italija očito nije zainteresirana za sređenu i nezavisnu Hrvatsku, te da ona svim sredstvima pokušava što brže stvoriti stanje koje će NDH trajno onemogućiti život.
Tomislav II. je abdicirao 20. kolovoza 1943. Kraljevina Italija bezuvjetno kapitulira 8. rujna 1943., nakon čega je Ante Pavelić (nakon konzultacija s Njemačkom) sljedeći dan stavio izvan snage Rimske ugovore, koje je Pavelić bio potpisao. Pavelić je tražio od Njemaca i povratak Istre, medjutim oni su to odbili, te stavili Istru, Rijeku, Zadar, Cres, Lošinj, Lastovo i Palagružu pod direktnom njemačkom upravom, takozvane Operationszone Adriatisches Küstenland. Tako će Istra prvi put postati dijelom Hrvatske, a preostali dijelovi pripojeni Italiji nakon I. svjetskog rata biti vraćeni Hrvatskoj tek nakon partizanskog oslobođenja tih područja u Tršćanskoj operaciji krajem travnja i početkom svibnja 1945. godine.

### Odnos s Njemačkom
Hitlerova Njemačka je na početku bila posve nezainteresirana za formiranje zasebne hrvatske države, te je u ožujku i travnju 1941. godine nudila Mađarskoj da si pripoji čitavu Hrvatsku, izuzev dijela uz more za koji je bila zainteresirana Italija. Međutim su to Mađari odbili, odgovorivši da ih zanima samo pristup moru te stanoviti dijelovi teritorija Kraljevine Jugoslavije uz Mađarsku južnu granicu - Bačka, Baranja, Banat (ta pokrajina poslije neće biti priključena Mađarskoj) i Međimurje.
Znajući da Hitler zapravo nije imao planove za razbijanje Jugoslavije, nego je tek popustio talijanskoj težnji da se uništi državu koja je predstavljala zapreku njenom pretvaranju Jadrana u unutarnje talijansko more, čelnici NDH su vrlo nastojali bespogovorno surađivati s Nijemcima i tako postupno smanjiti jak talijanski utjecaj. Servilnost odnosa NDH prema Njemačkoj dobro ilustrira slučaj tzv. note Sambugnach. Naime, nakon pokolja nad više stotina hrvatskih civila koji su počinile njemačke snage u Otoku kod Sinja u ožujku 1944., ministar za Dalmaciju Edo Bulat uputio je bijesno pismo ministru vanjskih poslova, Stijepu Periću, koji je otpravio prosvjednu notu Nijemcima zbog divljanja njihove vojske u Dalmaciji, ulažući protest zbog umorstva i povrede suvereniteta i zastave te tražeći suđenje počiniteljima. Nijemci su odbili primiti notu, zabranjujući hrvatskoj vladi da joj se ikad više obrati takvim tonom. Nakon toga, Pavelić je jednostavno smijenio Perića. Isto tako, Pavelić je u jednom posjetu Hitleru vratio osobne predmete pruskog kralja Friedricha II. Velikog i pruske ratne zastave, koje su mu zaplijenili hrvatski ratnici u sklopu habsburške vojske prilikom jednog prepada na pruski tabor.
S druge strane, Nijemci su bili prilično nezadovoljni ustaškom vlašću u NDH. Naime, iako je u početku sam Hitler podržao ustaške namjere o preseljenju i progonu Srba, teroristička ustaška politika prema Srbima poticala je pobunu stanovništva i jačala narodnooslobodilački pokret. Njemačka u početku nije htjela vezivati veće snage u NDH, no kako je na to bila primorana širenjem i jačanjem NOP-a, tražili su druga rješenja. Opunomoćeni njemački general u NDH, Edmund Glaise von Horstenau, predlagao je da bi najbolje rješenje bilo izdvajanje izvršne vlasti, Domobranstva i Oružništva iz vlade zbog toga što je ustaška vlast kompromitirana zločinima, pogreškama i korupcijom. U listopadu 1941. Nijemci su ponudili Mačeku preuzimanje nekakve činovničke vlade, koja bi predstavljala njemačku vojnu upravu u NDH. 1942. tajno su ponudili Italiji vojno preuzimanje kontrole nad čitavom NDH, što je Italija odbila, smatrajući da bi to bio prevelik teret. Kako je vrijeme prolazilo, neučinkovitost i nefunkcioniranje vlasti i oružanih snaga NDH doveli su do njemačkog aktivnog angažmana. Nijemci su krajem 1942. čak svojim vojnim zapovjedništvima podčinili sve domobranske postrojbe veće od bojne (1.000 vojnika).
Nijemci nisu ozbiljno shvaćali neovisnost NDH, nego su se na njene strukture oslanjali kao na pomoć svojoj okupaciji: na području NDH unovačeno je ljudstvo - mahom etnički Hrvati - za više divizija Wehrmachta i SS-a koje su djelovale izravno pod njemačkim zapovjedništvom i bez ikakve odgovornosti prema zakonima i vlastima NDH: 369. "Vražja" divizija; 373. "Tigar" divizija; 392. "Plava" divizija (te tri postrojbe nazivalo se "legionarskim"), 13. oružana gorska divizija SS-a "Handžar" i 23. oružana gorska divizija SS-a "Kama". Zapovjedni jezik u tim postrojbama bio je njemački (izvorno je bilo zamišljeno da jednu diviziju čini oko 8.500 Hrvata, te oko 3.500 Nijemaca), te su na tom jeziku polagalo i vojničku prisegu - u kojoj se zaklinjalo na odanost i Njemačkoj i Hrvatskoj. Uglavnom su ratovale na području NDH. Troškove tih i drugih njemačkih okupacijskih postrojbi naplaćivani su vrlo obilno od NDH, te je uzdržavanje oko 220.000 njemačkih vojnika krajem 1943. godine koštalo NDH 46,8 milijuna maraka mjesečno. Uz to su Nijemci na području NDH "na vjeresiju" otkupljivali što im je god trebalo, te je trgovinska razmjena između Njemačke i NDH bila toliko povoljna za Njemačku da NDH nakon naplate svih troškova okupacijskih trupa, te troškova oružja i opreme za postrojbe same NDH koji su nabavljani u Njemačkoj (to je koštalo približno pola milijarde maraka) ostaje neto - vjerovnik Njemačkoj za daljnji iznos od preko pola milijarde njemačkih maraka; iznimno visok iznos s obzirom na vrijednost novca u to doba (taj je dug od Njemačke poslije naplatila Titova Jugoslavija). Domobranske i ustaške postrojbe (koje su bile pod kontrolom vojnih vlasti NDH) su nerijetko stavljane pod operativnu kontrolu legionarskih ili drugih njemačkih postrojbi. Već potkraj 1942. vojska NDH u cjelini je bila stavljena pod kontrolu zapovjedništva njemačkih vojnih snaga; izvan te kontrole su ostale tek postrojbe civilne policije, Poglavnikov tjelesni zdrug koji osigurava središnja tijela vlasti u Zagrebu, te čuvari zatvora i logora - oko čije se najkrupnije postrojbe koja je čuvala Koncentracijski logor Jasenovac razvio Ustaški obrambeni zdrug.
Nakon kapitulacije Italije NDH potpada pod čvrstu kontrolu Njemačke, koja je preuzela čak i policijske poslove u NDH. Uz djelatnost njemačkih obavještajnih službi i vojne žandarmerije koja je bila prisutna još od početka okupacije, u travnju 1943. Ante Pavelić je s Heinrichom Himmlerom dogovorio/pristao na stvaranje Njemačke redrstvene organizacije popunjene Nijemcima iz Reicha, Hrvatima (koje smije novačiti i premještati iz OS NDH) i hrvatskim Volksdeutscherima; određeno je da će na njenom čelu biti Konstantin Kammerhofer. Nove policijske postrojbe, koje nakon kapitulacije Italije 1943. djeluju na cjelokupnom području NDH, bile su pod izravnim zapovjedništvom Njemačke, te su nosile njemačke odore s hrvatskim grbom. Službeni naziv novog redarstva bio je Njemačka redarstvena organizacija u Hrvatskoj, odnosno Njemačko redarstvo u Hrvatskoj. Neslužbeni naziv – Njemačko-hrvatska policija – korišten je i u službenim dokumentima. Do ljeta 1944. ustrojeno je petnaest bojni, raspoređenih u pet pukovnija, od kojih je 1. Polizei Freiwilligen-Regiment Kroatien osnovana u studenom 1943. kao Polizei Freiwilligen-Regiment Kroatien; ta je postrojba bila pretežno popunjena Volksdeutscherima. Od ožujka 1944. i 3. pukovnija je Volksdeutscherskog sastava, kao rezultat prekomande triju kompletnih domobranskih željezničko-stražarskih bojni u Deutsche Polizei. Formirano je i 15 samostalnih bojni, nazvanih Polizei Freiwilligen-Bataillon Kroatien, numerirane od 1 do 15. Krajem 1944. god. Njemačko-hrvatska policija ima oko 32.000 pripadnika. Početkom 1945. spojeno je 12 tih bojni u Oružničku diviziju Hrvatska (Gendarmerie Division Kroatien). Troškove te policije- kojom je upravljalo Ministarstvo unutarnjih poslova Njemačke i u kojoj je službeni jezik bio njemački - podmirivala je NDH.
Također su Wehrmacht i SS novačili na području NDH osoblje za vojne postrojbe kopnene vojske, mornarice i zrakoplovstva koje su bile angažirane na Istočnom bojištu.
Daljnje smanjivanje suvereniteta NDH, u kojoj je sada njemačka policija obavljala redarstvene poslove, bio je kontekst u kojem u drugoj polovini 1944. godine nastaje Urota Lorković-Vokić, čije sudionike otkriva Gestapo (prema dogovoru s Njemačkom, od 1943. godine NDH nije više imala vlastite tajne službe, nego je odgovarajuće poslove obavljale njemačke službe), a Ante Pavelić - koji je zapravo od početka bio informiran o nastojanju da se NDH prevede na stranu Saveznika - mora provesti uhićenje njenih pripadnika. U travnju 1945. godine je Pavelić dao i pobiti glave urotnike - tako i Mladena Lorkovića, svojeg dugogodišnjeg bliskog suradnika.
Porast njemačke kontrole nad NDH možemo pratiti u broju njemačkih vojnika na njenom području. Krajem 1941. godine (u jeku njemačke invazije na Sovjetski savez) u NDH se nalazilo oko 18.000 njemačkih vojnika, sredinom 1943. godine broj je porastao na 107.500 njemačkih vojnika (od čega 45.000 vojnih obveznika NDH u sastavu njemačkih postrojbi), a krajem 1944. godine je zbog povlačenja njemačkih snaga s Balkanskog poluotoka bilo na području NDH ukupno 350.000 njemačkih vojnika (70.000 vojni obveznici NDH). Već 1943. godine će veći broj vojnih obveznika NDH biti u raznim njemačkim postrojbama, nego u Oružanim snagama NDH, a vodstvo NDH je od svojih postrojbi u potpunosti nadzirala jedino one stacionirane u Zagrebu - dok su sve druge bile podvrgnute zapovijedanju generala koji su zapovijedali njemačkim divizijama stacioniranima u NDH (v. članak Hrvatske oružane snage).

### Odnosi NDH i Mađarske
Gotovo jednako teški kao s Italijom, bili su i odnosi s Mađarskom zbog sudaranja nacionalnih interesa. Mađarska je okupirala Međimurje i Baranju te ih jednostrano pripojila, točnije, Mađarska je okupirala Baranju 11. travnja 1941. godine, a Međimurje 16. travnja 1941. godine; oboje bez pristanka vlasti NDH. Osobito je pitanje pripajanja Međimurja Mađarskoj bilo razlogom vrlo loših odnosa Mađarske i NDH.
Kraljevska jugoslavenska vojska napustila je Međimurje već prvog dana rata. 7. travnja ondje su ušli Nijemci, a mjesne ustaše pošle su organizirati civilnu upravu 8. travnja. Imali su problema s promađarskim aktivistima (etničkim Mađarima i odnarođenim Hrvatima). Svaka je diskusija prekinuta mađarskim vojnim pripajanjem. Mađarska je odmah krenula s radikalnim asimilacionističkim mjerama iz 19. stoljeća kojima je zatirala i mađarizirala manjine: poticanjem mjestnih partikularizama i oštrim kažnjavanjem svake komunikacije s matičnim narodom. Reaktivirali su tezu o tobožnjem posebnom "međimurskom narodu", potom nakon ukidanja vojne uprave Međimurje prestaje biti posebna jedinica i inkorporirano je u Zadarsku županiju. U škole su uvedeni mađarski i "međimurski" jezik, a vodilja je bila postupni prijelaz na mađarski. Osnovan je list kao organ mađarske vlasti. Toponimi su promijenjeni u mađarske, u povijesnoj nastavi njegovan je kult velikomađarskih događaja i mađaronskih osoba, hrvatstvo Međimurja negirao se u svakoj prilici, cijelo Međimurje premrežili su gustom mrežom oružničkih postaja koje su sprječavale svaki pokušaj protumađarske djelatnosti i propagande te su uhićivali prvake Hrvata. NDH nikada nije priznala Mađarskoj pravo na Međimurje, protestirala je protiv njega i naglašavala svoje pravo; u NDH su pomalo naivno za to krivili lokalne mađarske zapovjednike, a mađarski predstavnici to su potvrđivali "da je do toga došlo pod pritiskom mađarske javnosti i vojnih krugova predvođenih regentom Miklòsem Horthyem". Hrvatski se tisak odupirao mađarskoj promidžbi, dok je nju u NDH pronosio njemački tisak, koji je pisao s promađarskih gledišta. Službeni je Berlin bio stava da će se pitanje Međimurja riješiti poslijeratnom mirovnom konferencijom.
Zbog ovakvog mađarskog postupka Mađarske, NDH i Mađarska nisu međusobno surađivale ni redarstveno ni policijski-obavještajno. Ministar vanjskih poslova NDH Mladen Lorković ocijenio je da su odnosi NDH s Mađarskom u beznadnom položaju, a prigodom sazivanja Sabora 24. veljače 1942. izjavio je da Međimurje "smatra sastavnim dijelom NDH"; NDH dugo nije htjela akreditirati veleposlanika. Nasuprot mađarskoj integraciji, NDH je ipak zadržala upravu za kotare Čakovec i Prelog. Oni ipak nisu djelovali u tim gradovima, ali su održavali stanovitu aktivnost iz Varaždina, kao teritorija pod kontrolom NDH. Međimurje je upravno pripalo velikoj župi Zagorju, a u zemljovidima unošeno u granice NDH.
Mađarska je zahtijevala razmjenu stanovništva u Srijemu i Baranji, luku Rijeku, odnosno Sušak (nakon talijanske okupacije bilo koju jadransku luku), a kasnije i bescarinski režim za prijevoz robe iz Mađarske na Jadran te davanje željeznice Zagreb-Rijeka u najam mađarskih državnih željeznica. Tijekom srpnja 1941. stanje se toliko zaoštrilo da se razmišljalo i o prekidu svih diplomatskih odnosa s Mađarskom.
Mađarski apetiti nisu se zaustavili na pripajanju Međimurja i Baranje, kao ni Bačke koja je također imala brojne Hrvate. Planirali su se i dalje širiti na hrvatske krajeve. Među tim kartografskim planovima bio je i jedan koridor preko Hrvatske prema Rijeci kao "mađarskoj državnoj luci", a za dalju budućnost su predvidjeli da se dio morske obale od grada Rijeke do ušća rijeke Zrmanje ponovno nazove "Mađarsko primorje". Višestruki diplomatski prosvjedi i zahtjevi NDH prošli su bez ikakva dobra rezultata.
Brzo priznanje NDH koje je Mađarska dala nije moglo sprati nečasno mađarsko prisvajanje hrvatskih krajeva. Sramotno po ustaški pokret, Pavelić je poslije rata napisao topli nekrolog Horthyju.

### Odnosi sa Slovačkom, Bugarskom i Rumunjskom
NDH je održavala izrazito srdačne i prijateljske odnose sa Slovačkom i Bugarskom. Postojale su neke kombinacije oko stvaranja saveza Slovačke, NDH i Rumunjske kako bi se oslabila mađarska ekspanzionistička politika, koja je ugrožavala sve tri zemlje; Nijemci su međutim jasno dali do znanja da o tome nema govora.
Tijekom 1941., NDH je postala članicom Svjetske poštanske unije. 10. kolovoza 1942. pristupila je na Brijunima osnivanju Društvu željeznica Dunav-Sava-Jadran. NDH je potpisala ženevsku konvenciju 20. siječnja 1943.
Kada su SAD ušle u Drugi svjetski rat nakon napada Japana na Pearl Harbor, NDH je objavila rat SAD-u i Ujedinjenom Kraljevstvu, zajedno s ostalim članicama sila Osovine 14. prosinca 1941. Kako NDH nikada službeno nije objavila rat Sovjetima, na Istočnom bojištu su ratovali samo hrvatski dobrovoljci i to u njemačkim uniformama. Slanje hrvatskih legija na Istočno bojište bio je u prvom redu politički potez, kako bi se stekla naklonost Trećeg Reicha i ubrzala izgradnja vlastitih oružanih snaga.

### Odnosi s Nedićevom Srbijom
Godine 1942. je premijer okupirane Srbije Milan Nedić upoznao vojnog upravitelja Srbije - te njemačkog vojnog zapovjednika nadređenog svim njemačkim postrojbama na području NDH, a time efektivno i zapovjednika praktično svih postrojbi NDH - generala Paula Badera sa svojom vizijom Velike Srbije u kojoj su Bosna i Hercegovina, Srijem i Dalmacija unutar granica Srbije, a lokalno stanovništvo je zamijenjeno srpskim doseljenicima.
General Bader je podržao Nedićev plan djelomično, te su krajem siječnja i početkom veljače 1942. godine održani pod njegovim pokroviteljstvom u Beogradu višednevni pregovori s predstavnicima NDH, u kojima se predlagalo da 17 srezova Bosne bude pripojeno Srbiji. Predstavnici NDH nisu pristali na takve prijedloge. Inače je Drinska Banovina iz vremena Kraljevine Jugoslavije obuhvaćala zapadno od Drine baš 17 srezova, od kojih je jedan bio Sarajevo.General Bader je organizirao da pregovorima nazoče njemački veleposlanik u Zagrebu Siegfried Kasche i njemački ovlašteni general u NDH Edmund Glaise von Hortsenau  - dakle osobe koje su kod vlasti NDH imale posve neupitni autoritet najviših predstavnika Njemačke - a kao hrvatski predstavnici su nazočili zamjenik ministra vanjskih poslova NDH Vjekoslav Vrančić i pukovnik Fedor Dragojlov, bliski suradnik vojskovođe Slavka Kvaternika. Hrvatski predstavnici nisu pregovarali izravno s Nedićevom Vladom, nego s majorom Jezdimirom Dangićem, koji je u kolovozu 1941. s mjesta jednog od zapovjednika žandarmerije pod kontrolom Milana Aćimovića, ministra unutarnjih poslova u vladi Milana Nedića, prešao u dogovoru s četničkim vođom Dražom Mihajlovićem u Istočnu Bosnu da ondje preuzme zapovijedanje ustaničkim postrojbama na širokom području od Drine do Romanije kod samoga Sarajeva. Dengić je prije pregovora s Hrvatima u Beogradu imao dogovor s Milanom Nedićem, u prisutnosti samog generala Paula Badera. Nakon što su predstavnici NDH odbili Dengićeve prijedloge, uslijedila je u ožujku 1942. godine Operacija Trio, kojem je udarac njemačkih, talijanskih i snaga NDH presudno oslabio četničku prisutnost u istočnoj Bosni.
Milan Nedić je nastojao kod Njemačke izboriti za Srbiju onakav status kakav je imala Nezavisna Država Hrvatska. Usprkos dobroj suradnji i mnogo uspješnijem suzbijanju partizana u Srbiji, nego što je to bio slučaj s NDH, Nedić se u rujnu 1943. god. razočarano vratio iz dugo pripremanog posjeta Hitleru u rujnu 1943. god., gdje je uspio s Hitlerom dobiti sastanak od svega 20 minuta, i to u baraki u blizini Hitlerovog zapovjedništva u Istočnoj Pruskoj. Diplomati NDH u Berlinu su mogli izvijestiti da Nedić nije dobio njemačku potporu za pripojenje Crne Gore i dijelova NDH Srbiji. Nije čak Nedić dobio od Hitlera dopuštenje da se ponovno otvori Univerzitet u Beogradu i da se prepusti srbijanskim vlastima da same kontroliraju svoje kulturne institucije, nego tek suglasnost da vlada Srbije pod svoju izravnu kontrolu dobije srbijanske vojne i sigurnosne efektive, koji su se od 1941. god. bili dokazali dobrom suradnjom s Nijemcima.
NDH i Nedićeva Srbija su imale odnose prožete nepovjerenjem, te nisu razmijenile međusobna diplomatska priznanja. Međutim je postojala gospodarska suradnja. U Beogradu je NDH već 1941. god. uspostavila Ured za putnice, koji je ubrzo kolokvijalno postao poznat kao "Konzulat NDH".

## Ekonomija
NDH se nalazila u iznimno teškoj gospodarskoj situaciji. Država je morala snositi troškove svih njemačkih – Njemačka je tijekom rata oko trećinu ukupnog državnog proračuna priskrbljivala od podloženih naroda u Europi – i dijela talijanskih snaga na svojem teritoriju. Talijanska okupacija joj je oduzela pomorsku privredu i brodogradnju, a mađarska neka od najnaprednijih poljoprivrednih područja. Nešto kasnije partizani su pod svoju kontrolu stavili i velik dio poljoprivrede te šume, blokirali vitalne prometne pravce i aktivno uništavali ekonomske resurse na područjima koje nisu mogli držati pod kontrolom. Nadalje, njemački i talijanski interesi na području NDH su velikim dijelom bili gospodarske prirode. Italija se planirala okoristiti nalazištima boksita u Dalmaciji i Hercegovini te drvom – sirovinama u kojima je Italija oskudijevala. Međutim, Njemačka je htjela boksit za sebe. Iz boksitnih jama u NDH moglo se (bez novih investicija) eksploatirati najmanje 500.000 tona godišnje, što je za njemačku proizvodnju aluminija bilo od životne važnosti, jer je činilo nešto više od 40% ukupnih njemačkih potreba. Kako je rat odmicao, sve veći dio industrije stavljan je u njemačku službu; posebno su važne bile željezara u Zenici i današnji Đuro Đaković u Slavonskom Brodu, kao i rudnici te šume.
Godine 1941. osnovane su Hrvatske državne željeznice.
Gradsko je stanovništvo naglo siromašilo i mnogi su bili na rubu gladi. Visoka inflacija koju nije pratio porast primanja, nezaposlenost koja prisiljava na odlazak na rad u Njemačku i činjenica da ukupan broj radnika i osoba odvedenih u Njemačku s područja NDH na prisilni robovski rad premašuje 200.000 značajno su poremetile bilo kakvo funkcioniranje gospodarstva. Bilo je zabranjeno "sakrivanje i stavljanje izvan prometa" živežnih namirnica, a rast cijena se pokušao umanjiti najstrožim kaznama, po potrebi i smrtnom. Seljaci su bili strijeljani, jer su, umjesto da viškove svojih poljoprivrednih proizvoda predaju po ograničenim cijenama Hrvatskom državnom monopolu, robu pokušali prodati na crnom tržištu.

### Monetarna politika
Monetarnu politiku vodila je Hrvatska državna banka. U NDH je 8. srpnja 1941. kao sredstvo plaćanja uvedena kuna, koja se dijelila na 100 banica. Zamjena dinara Kraljevine Jugoslavije za kunu obavljena je u omjeru 1:1 do 29. studenoga. Zakonskom odredbom o novcu NDH, određeno je da vrijednost jedne kune odgovara vrijednosti od 17,921 mg zlata. Na području NDH za naplaćivanje roba i usluga koristili su se dinari koji su preostali iz Kraljevine Jugoslavije (do 1942.), talijanske lire (do pada i kapitulacije Italije 1943.) te njemačke reichsmarke. 
Monetarne vlasti NDH su 1941. godine preuzele aktivu Jugoslavenske narodne banke na svojem teritoriju te je Hrvatska državna banka razmijenila 19,5 milijarda jugoslavenskih dinara za 7,5 milijarda nove valute – kune. U konverziji su sudjelovale Njemačka i Italija, čije su vojne snage zaplijenile vrlo značajna novčana sredstva, koja je poražena Kraljevina Jugoslavija bila namijenila za uzdržavanje svoje vojske u dugotrajnijem ratu kakvoga se očekivalo. Radi udovoljavanja potrebama javne potrošnje (u 1. redu, potreba uzdržavanja njemačkih i talijanskih okupacijskih snaga te plaćanja za robu koju je Njemačka kupovala u Hrvatskoj na dug kojega će uglavnom platiti tek SFR Jugoslaviji nakon kraja rata) novčana masa je već do kraja 1941. godine povećana na 8,4 milijarda kuna, a do travnja 1943. godine novčana masa je postupno utrostručena na 23,2 milijarda kuna. Krajem 1944. godine novčana masa je iznosila 150 milijarda kuna, a u trenutku propasti NDH iznosila je 241 milijardu kuna; oko četvrtina tog novca – prema jednom njemačkom izvještaju iz 1944. godine – nalazio se u rukama partizana. Posljedice takvog rasta novčane mase, kao posljedica državnih rashoda koji su, u kontekstu ratovanja na vlastitom teritoriju i doprinošenja njemačkim ratnim rashodima, bili daleko veći od poreznih prihoda – bila je visoka inflacija, po više stotina posto godišnje.
Tečaj kune u odnosu na njemačku Reichsmarku bio je na početku određen na 20 kn za 1 ℛℳ. Od jeseni 1942. za doznake iz svijeta građanima i vojnicima na službi u Wehrmachtu primjenjivan je tečaj od 40, od proljeća 1943. 60, a od jeseni 1944. 120 kn za 1 ℛℳ. Kako se rat bližio kraju, NDH je zapadala u hiperinflaciju – početkom 1945. u NDH je u optjecaju bilo 150.000.000.000 kuna, a svakog se mjeseca tiskalo novih 20 milijarda, od čega su se tri četvrtine trošile na uzdržavanje njemačke vojske na području NDH.

### Poslovanje gotovinom u NDH
Poslovanje gotovinom u NDH regulirano je objavom od 3. svibnja 1941. godine ministarstva narodnog gospodarstva, odjela za obrt, industriju i trgovinu.
Donesena je temeljem § 4. zakonske odredbe o redovitom poslovanju i sprječavanju sabotaže u privrednim poduzećima. Određeno je da privredna poduzeća imaju ulagati svu poslovnu gotovinu na račun kod Poštanske štedionice u Zagrebu ili kod središnjica i podružnica novčanih zavoda: Prve hrvatske štedionice, Gradske štedionice, Bankarskog društva (Bankverein), Zanatske banke d. d., Štedionice Nezavisne Države Hrvatske, Hrvatske sveopće kreditne banke, Udružene banke, Jugobanke, Hrvatske banke, Prve hrvatske obrtne banke i Čeho-banke, Napretkove zadruge i Zadruge Hrvatskog Radiše. Za ostale novčane zavode u drugim područjima NDH najavljeno je donošenje naknadne objave. Ovako uložene gotovine bile su slobodne od svakih stega.

## Društvo

### Obitelj i položaj žena
U sklopu poticanja obiteljskih vrijednosti i nataliteta, organizirani su Dani majke i djeteta, prilikom čega su održavana skupna krštenja, a supruge vodećih ustaša i dužnosnika su bile kume djeci. Strogo su zabranjeni pobačaj i prostitucija te poticanje na njih. Kršenje zabrane kažnjavano je strijeljanjem. Za žene je organizirana i Ženska loza ustaškog pokreta. Prema ustaškoj ideologiji, dužnosti žene bile su majčinstvo i intelektualni rad. U pojedinim publikacijama oštro se kritiziralo sve žene koje još nisu postale majke ili to čak ne žele biti. Istodobno su umjetnice i intelektualke slavljene kao "dobre Hrvatice", poput Milke Trnine ili Side Košutić. Država je pokušavala kontrolirati fizički izgled i ponašanje žena: "nemoralno" oblačenje (suknje preko koljena), šminkanje i pušenje, pogotovo zaposlenim ženama, nije bilo zakonski dopušteno.

### Obrazovanje
Obrazovanje je bilo pod nadležnošću Ministarstva narodne prosvjete. Nakon proglašenja NDH, odlučeno je da će se u čast obnove hrvatske države svim školarcima dodijeliti tzv. spomen-svjedodžbe za godinu 1940./41., bez zaključnih ocjena. Odmah je pristupljeno promjeni udžbenika i sadržaja kako bi odgovarali novom duhu, ali i hrvatskom jeziku i novom pravopisu. Namjera je bila školsku djecu i mladež od što ranije dobi odgajati po ustaškim načelima. Djeca su uključivana u Ustašku uzdanicu, a mladež u Ustašku mladež. No, takva praksa je naišla na otpor. Primjerice, 26. svibnja 1941. ustaška vlast je okupila zagrebačke srednjoškolce na sokolskom stadionu na Sveticama i naredila da se svi Židovi i Srbi sami izdvoje. Srednjoškolci Hrvati su krenuli za njima, iskazujući solidarnost, i tako spriječili ustašku namjeru. Ministarstvo je ulagalo i znatne napore u opismenjavanje stanovništva, obvezavši sve starije od 50 godina da nauče čitati i pisati u roku od šest godina.
Jedino sveučilište u zemlji, zagrebačko, preimenovano je u Hrvatsko sveučilište. Sa sveučilišta su odmah isključeni svi Židovi. Otpušteni su i drugi nepoćudni profesori - komunisti, ljevičari, Srbi. Godine 1942. uspostavljan je Farmaceutski fakultet kao samostalna sastavnica Zagrebačkog sveučilišta, a 1944. u Sarajevu je osnovan medicinski fakultet. Sveučilište u Zagrebu je 1942. otvorilo i KBC Zagreb.

### Kultura
Cjelokupna kultura i mediji stavljeni su, u skladu s fašističkom praksom, u službu režima i promicanja novih ideja. Država je imala potpunu kontrolu nad kazalištima, medijima, izdavaštvom. Veliki broj predratnih hrvatskih umjetnika je bio proglašen nepodobnim i progonjen nakon nastanka NDH. August Cesarec, Božidar Adžija, Otokar Keršovani, Zvonimir Richtmann i Ognjen Prica su bili strijeljani. Josip Badalić, Antun Barac, Grga Novak i Mirko Deanović su završili u sabirnom logoru, dok su Jozo Kljaković i Ivan Meštrović završili u zatvoru. Miroslav Krleža se bio povukao u Vranešićev sanatorij u Zagrebu, a Krsto Hegedušić je živio pod zaštitom Stepinca. U partizane su otišli i tamo nastavili sa svojim umjetničkim ili političkim radom Vladimir Nazor, Ivan Goran Kovačić, Jure Kaštelan, Joža Horvat, Slavko Kolar, Slobodan Novak, Edo Murtić i Vjekoslav Afrić. Drugi, poput Lovre pl. Matačića, Vikija Glovackog ili Oktavijana Miletića su nastavili djelovati i u NDH.
Po uspostavi NDH iz Konzorcija Hrvatske enciklopedije, osnovanog u Banovini Hrvatskoj, nastao je Hrvatski izdavalački bibliografski zavod (HIBZ), koji je u suradnji s Maticom hrvatskom razvio bogatu izdavačku djelatnost. Izdavana su sabrana djela hrvatskih pisaca, razne edicije i slično. Prema nepotpunim podatcima, u NDH je do 1944. tiskano sveukupno oko 2.000 samostalnih naslova. Najvažniji projekt bila je Hrvatska enciklopedija pod uredništvom Mate Ujevića, koja je doživjela pet svezaka, od kojih su u NDH izašla posljednja četiri.
Ubrzo nakon uspostave NDH, JAZU u Zagrebu je preimenovana u HAZU. Postojala su i četiri Hrvatska državna kazališta: u Zagrebu, Osijeku, Dubrovniku i Sarajevu. Ustaše su ovdje željeli vidjeti "čisto hrvatsko kazalište novog duha" pa su odmah po preuzimanju vlasti dali na znanje "da Židovima i Srbijancima nema mjesta u hrvatskim kazalištima". Tijekom rata, mnogi glumci su bili progonjeni, uhićeni, pa i strijeljani. U HDK u Zagrebu u sezoni 1941./42. gostovali su Berlinska filharmonija i Teatro dell'Opera di Roma.
NDH je sudjelovala na Venecijanskom bijenalu 1942., gdje su izlagana djela Joze Kljakovića, Ivana Meštrovića (za tu prigodu puštenog iz zatvora), Ante Motike, Ive Režeka i drugih. Državni filmski institut, Hrvatski slikopis, proizveo je mnoge filmove, uključujući Straža na Drini i Lisinski. Izdavao je i tjedni filmski žurnal, Hrvatski slikopisni tjednik. Za njemačko slikopisno društvo Tobis Filmkunst GmbH 1943. izrađen je hrvatsko-njemački slikopis Agram, die Hauptstadt Kroatiens (hrv. Zagreb, glavni grad Hrvatske).

### Jezik
Ustaška je vlast od samoga početka pokazala veliko zanimanje za jezik. Preko jezičnog medija nastojalo se utjecati na ljude i širiti ustašku ideologiju. Dana 14. kolovoza 1941. donesena je Zakonska odredba o hrvatskom jeziku, o njegovoj čistoći i o pravopisu, jedna od najvažnijih odredaba ustaške jezične politike. Osnovan je državni ured za jezik, a država je provodila agresivnu jezičnu politiku, koja je za cilj imala čišćenje hrvatskog jezika od tuđica, osobito srbizama. Zbog Pavelićeve osobne opsesije, službeni pravopis je postao korijenski, koji je napušten još u sedamdesetim godinama 19. stoljeća. Tako se pisalo iztok, odpad, poviest. Uvedeni su brojni neologizmi - brojidba (statistika), svjetlopis (fotografija), slikopis (film), munjovoz (tramvaj), samovoz (automobil), krugoval (radio).

### Arhitektura
Za vrijeme NDH odvijalo se mnogo natječaja, projekata i izvedbi te je izdano dosta publicistike. Arhitekturu je obilježilo okretanje hrvatskim problemima, izgradnja i obnova vjerskih objekata i svetišta, obnova ratom uništenih naselja i izgradnja tunel-skloništa. Posebno mjesto zauzima izgradnja objekata koje su odražavali hrvatski socijalizam koji je promicao ustaški pokret, poput prosvjetnih ognjišta, radničkih domova i naselja. 29. travnja 1941. donesena je Uredba o izgradnji hrvatskih radničkih obiteljskih domova, kojom je počela izgradnja tzv. Pavelićevih naselja u većim gradovima na sjeveru: Karlovcu, Osijeku, Sisku, Varaždinu i Zagrebu. Naselja su uglavnom karakterizirale široke ulice s polusamostalnim kućama.
Osim hrvatskog socijalizma, ideološke zasade osovinskih pokrovitelja vidjele su se u izgradnji monumentalnih zgrada. Dovršeni su i ranije započeti projekti, poput nasipa, fakulteta, bolnica (KBC Rebro, 1942.) i stambenih zgrada. Pozornost se posvećivala i presvođenju potoka, preuređenju trgova. Bilo je vizionarskih projekata poput visokoškolskih naselja, hotela (primjerice, na Plitvicama), zimskih i športskih luka. No, rasni zakoni su utjecali i na ovo područje. Tako je, primjerice, zabranjen rad u arhitekturi i urbanizmu Židovima, mnoge su sinagoge prenamijenjene, dok je zagrebačka srušena. Među srušenim crkvama posebno tragičnu sudbinu imala je pravoslavna Bogorodičina crkva u Glini. U njoj je potkraj srpnja 1941. počinjen stravičan pokolj srpskog stanovništva, nakon čega je crkva opljačkana i srušena.

### Mediji
Službeno glasilo vlade bile su Narodne novine. Od dnevnih listova najvažniji su bili Hrvatski narod, osječki Hrvatski list i sarajevski Novi list. Najvažniji tjednik bio je Spremnost, koji se bavio političkim i kulturnim temama. Državna novinska agencija zvala se ispočetka "Velebit", a od siječnja 1942. godine Dojavni ured "Croatia", koja je agencija preuzela ulogu bivše novinske agencije Avala u Jugoslaviji. Glavna državna radio-postaja bio je Hrvatski krugoval, nastao od bivšeg Radija Zagreb, koji je još u Banovini Hrvatskoj bio nacionaliziran. NDH je pojačala snagu odašiljača na 10 kW. Radio-postaja je bila smještena u Zagrebu, ali je imala ispostave u Banjoj Luci, Dubrovniku, Osijeku i Sarajevu. Održavala je odnose s Međunarodnom unijom za emitiranje (International Broadcasting Union).
Od samog početka NDH, cjelokupno novinstvo stavljeno je pod kontrolu Državnog tajništva za promidžbu. Od 1942. kontrolu nad medijima preuzeo je ustaški doglavnik Mijo Bzik, povjerenik za novinstvo pri predsjedništvu Vlade NDH. Odmah je uputio okružnicu uredništvima svih medija, dajući podrobne upute kako novine moraju izgledati. Pod prijetnjom najstrože kazne zahtijevalo se da "svatko mora pisati ustaški i cijeli ton novina mora biti stopostotno ustaški i to u svakom pogledu, svugdje i svagda, ustaški do kraja." Od novinara se nadalje tražilo stvaranje kulta ličnosti Poglavnika, brisanje riječi "Srbin" te izbjegavanje pisanja o kriminalu, uz istovremeno veličanje povijesti ustaškog pokreta, hrvatskog seljaštva i prirodno-kulturnih ljepota NDH. Medijima se branilo i samostalno komentiranje vanjske politike, a preporučavalo se prevođenje komentara iz njemačkih i talijanskih novina.
Nakon rata, od 330 registriranih novinara, 38 su smaknuti, 131 je emigrirao, dok je 100 novinara zabranjen rad u novinstvu.

### Šport
Najpopularniji šport bio je nogomet, organiziran u lige. Prva liga bila je poznata kao Zvonimirova skupina i imala je osam momčadi u sezonama 1942./43. i 1943./44. Najbolji klubovi bili su Građanski Zagreb, Concordia Zagreb, Zrinjski Mostar i HAŠK. HNS je primljen u članstvo FIFA-e 17. srpnja 1941. Reprezentacija NDH odigrala je 14 prijateljskih susreta između srpnja 1941. i travnja 1944., od čega je pobijedila u 5.
Hrvatski rukometni savez organizirao je nacionalnu ligu i reprezentaciju. Boksačku (šakačku) reprezentaciju NDH vodio je afroamerikanac Jimmy Lyggett. I stolnoteniski savez je organizirao ligu i reprezentaciju. Hrvatski olimpijski odbor priznat je kao posebni član MOO-a, dok je Franjo Bučar bio njegov predstavnik. Hrvatski skijaški savez organizirao je državno prvenstvo na Sljemenu.

## Organizacija i ustroj
NDH nije imala Ustav, niti je ikada postojala ideja da se on donese. Sve zakonske odredbe o uspostavljanju države i njenom ustrojstvu potpisivao je Ante Pavelić, koji nosi naslov poglavnika. Prije Rimskih ugovora Poglavnik je bila institucija koja je označavala državni suverenitet, a kasnije to svojstvo prelazi na Zvonimirovu krunu. Tako je poglavnik donosio zakon o vladi, o Hrvatskom državnom saboru, o hrvatskim državnim zastavama, grbu i državnim pečatima, o državljanstvu, o podjeli teritorija na župe, o državnom vijeću, o Islamskoj vjerskoj zajednici u NDH, o Hrvatskoj Pravoslavnoj crkvi, o granicama NDH itd. U pripremanju zakona, Poglavniku su pomagali Zakonodavno povjerenstvo pri Poglavniku 1941. i 1942., Zakonodavni odjel Ministarstva pravosuđa i bogoštovlja 1942., Hrvatski državni sabor 1942. (tijelo čije se članove nije biralo na izborima i koje nije imalo vlast da donosi zakone) i Državno vijeće 1942. – 1945.
Poglavnik je u svojim rukama koncentrirao također i izvršnu vlast. Bio je šef države, a do 1943. je predsjednik vlade i sam imenuje sve ministre. Nakon toga također on imenuje i predsjednika, a koncentrirao je i bitan dio sudbene vlasti.
23. veljače 1942. poglavnik je sazvao Hrvatski državni sabor, reprezentativno tijelo koje nije bilo birano (članovi su imenovani) i nije imalo zakonodavnu vlast. Sastalo se u tri navrata 1942. i nakon toga se nije više sastajalo.

### Upravna organizacija
Nova se država vratila povijesnoj hrvatskoj podjeli na županije, odnosno velike župe, dok je glavni grad Zagreb bio posebna upravna jedinica. U NDH su postojale 22 velike župe (prvotno ih je bilo 10) sa 148 kotara i oko tisuću malih općina. Župe su uglavnom dobile imena po starohrvatskim imenima župa i regija. Tijekom postojanja NDH često su mijenjale granice, sjedišta, pa i nazive. Nova podjela na župe namjeravala je dokinuti upravnu odvojenost prostora nekadašnje Trojednice i BiH, pa su velike župe Livac i Zapolje (sa sjedištem u Novoj Gradiški), Posavlje (sa sjedištem u Brodu), Dubrava (sa sjedištem u Dubrovniku), Hum (sa sjedištem u Mostaru) te Krbava i Psat (sa sjedištem u Bihaću) osim hrvatskih, imale i bosanskohercegovačke kotare. Nakon pada Italije, osnovana je nova župa Sidraga i Ravni kotari, dok je na području Istre i Kvarnera nešto kasnije bila predviđena župa Raša, koja nikad nije uistinu postojala.
Želja za većom integracijom Hrvatske i BiH očitovala se i u namjerama oko proglašenja glavnog grada. Još prije rata, Pavelić je htio imenovati Banju Luku glavnim gradom NDH. Tijekom početnih mjeseci postojanja NDH, planiralo se preseliti potpredsjedništvo vlade i dio državnog aparata iz Zagreba u Banju Luku, kako bi se "ojačao istočni dio države". I kasnije je postojala ideja o Banjoj Luci kao glavnom gradu.

### Pravosuđe
NDH je zadržala pravosudni sustav Kraljevine Jugoslavije, no vraćena su imena sudova iz vremena Austro-Ugarske monarhije. Nadležnost nad pravosuđem imalo je Ministarstvo pravosuđa i bogoštovlja. Postojala su 172 kotarska suda, 19 župskih sudbenih stolova, po jedan upravni i prizivni sud (banski stol) u Zagrebu i Sarajevu, kao i vrhovni sud (Stol sedmorice) u Zagrebu i vrhovni sud u Sarajevu. Ubrzo su uspostavljeni i izvanredni sudovi: prijeki sudovi, narodni sudovi, domobranski prijeki sudovi i ustaški stegovni sudovi. Stalni i pokretni prijeki sudovi su mogli izricati samo smrtne kazne strijeljanjem; izricali su ih i za tako minorne prijestupe poput "izvrgavanja ruglu državnih institucija" ili "držanja letaka kod sebe koji svojim sadržajem vrši promidžbu komunizma", "javno izlaganje poruzi Poglavnika" ili "uvreda Poglavnika". Presuda bi odmah postala i pravomoćna i izvršna jer protiv nje nije bio dopušten nikakav pravni lijek; odnosno, presuda je bila neopoziva. Izvanredni sudovi, uspostavljeni poglavnikovim odredbama, postali su osnova sudstva u NDH, a redovni sudovi (sudovi velikih župa, kotarski sudovi) imali su sekundarnu ulogu. Time je sudbena vlast u NDH još više skoncentrirana u Pavelićevim rukama. 
7. kolovoza 1941. donesen je zakon "o suzbijanju kažnjivih čina protiv države", kojim se utvrđuje kolektivna odgovornost ukućana nepočinitelja za zločine počinitelja. Zakon je izradio Eugen Dido Kvaternik, Ravnatelj za javni red i sigurnost.
Muške kaznionice bile su u Lepoglavi, Hrvatskoj Mitrovici, Staroj Gradiški i Zenici, dok je ženska kaznionica bila u Zagrebu.

### Redarstvo
Ulogu redarstva je obavljalo Hrvatsko Oružništvo, vrsta žandarmerije (ruralne policije). Također je postojala i Ustaška Nadzorna Služba - obavještajna i protuobavještajna organizacija nastala spajanjem Ustaške obavještajne službe i Ureda za sabirne logore 16. kolovoza 1941. Usto, u većim gradovima postojalo je i gradsko redarstvo, koje je nadziralo promet i čuvalo red i mir. I nacistička Njemačka je održavala svoj vlastiti policijski sustav u NDH; zapravo od 1943. godine nadalje pretežni dio policijskih ovlasti preuzima Njemačko redarstvo u Hrvatskoj, pod izravnom kontrolom Njemačke i s njemačkim kao službenim jezikom.

### Oružane snage

#### Hrvatsko domobranstvo
Redovne oružane snage NDH nosile su naziv Hrvatsko domobranstvo. Sastojalo se od kopnene vojske, ratnog zrakoplovstva i ratne mornarice, a pod zapovjedništvom Domobranstva bile su i poluvojne organizacije Narodna zaštita i Državna radna služba, te od 1942. i oružništvo. Vrhunac popunjenosti postignut je 1943., kada je kopnena vojska imala 130.000 pripadnika, a sveukupne oružane snage (zajedno s UV) oko 262.000 pripadnika. No, Domobranstvo nije uspjelo igrati značajniju ulogu tijekom rata zbog niza čimbenika - slabe motivacije, čestog dezerterstva, rivalstva s Ustašama, nekompetentnog, pretežno starijeg časničkog kadra i nedostatka teškog, pogotovo oklopnog naoružanja. Kopnena vojska s klasičnom organizacijom nije mogla primjereno odgovoriti na gerilski, partizanski način ratovanja. U studenom 1944. dolazi do spajanja domobranskih i ustaških postrojbi u jedinstvene Hrvatske oružane snage. 
Procjenjuje se da je ukupno oko 125.000 pripadnika Ustaške vojnice, Domobranstva i posebnih muslimanskih jedinica poginulo tijekom rata i u stradanjima u svibnju 1945. i poraću. Od toga je 65.000 ubijeno tijekom rata, a 60.000 u svibnju 1945. i nakon toga. Od tih 60.000 gotovo 50.000 ih je ubijeno kod Bleiburga i na Križnom putu, a oko 10.000 u događajima kod Viktringa.

#### Ustaška vojnica
Ustaški pokret imao je svoje dobrovoljačke paravojne postrojbe, Ustašku vojnicu. UV je korijene imala u Ustaškoj vojsci osnovanoj u emigraciji. Osnovana je 10. svibnja 1941. te je zamišljena kao skup jedinica raspoređenih po cijelom teritoriju, lako pokretljiva i učinkovita protiv "unutarnjeg neprijatelja". UV je bila pod zapovjedništvom Glavnog ustaškog stana. Na vrhuncu je bila ustrojena u 24 zdruga (brigade). Njeni pripadnici provodili su politiku terora prema manjinama i neistomišljenicima, pogotovo komunistima. Pripadnici UV odgovorni su za brojne ratne zločine i zločine nad civilnim stanovništvom počinjene tijekom rata.

## Nestanak

### Pokušaji prelaska na stranu Saveznika
| Mladen Lorković, MVP (1941.-43.) i MUP (1943.-44.) |  | Mladen Lorković, MVP (1941.-43.) i MUP (1943.-44.) |
| Mladen Lorković, MVP (1941.-43.) i MUP (1943.-44.) |  | Ante Vokić, ministar oružanih snaga 1944.          |

Kapitulacija Italije 8. rujna 1943. temeljito je promijenila situaciju. Partizani su se domogli velike količine talijanskoga oružja te su uz englesku vojnu pomoć, počevši od svibnja 1943., vojno znatno ojačali. Širilo se uvjerenje da će Njemačka izgubiti rat te da radi očuvanja hrvatske države treba prijeći na savezničku stranu. Pavelić je sudjelovao u tom planu, poznatom kao Urota Lorković-Vokić, ali kad mu je postalo jasno da će morati sići s vlasti, te nakon što su za zavjeru saznali Nijemci, zatvorio je Lorkovića, Vokića i njihove suradnike i dao ih smaknuti potkraj travnja 1945. NDH na čelu s Pavelićem ustrajala je na njemačkoj strani do samog kraja rata. Tek nekoliko dana prije ulaska partizana u Zagreb, Pavelić je poslao Vjekoslava Vrančića i Andriju Vrkljana zajedno sa zarobljenim savezničkim zrakoplovcima u misiju u Italiju, kako bi ponudio predaju NDH saveznicima u njihovom glavnom stožeru. No, odmah po slijetanju, Amerikanci su Vrkljana i Vrančića uputili u zarobljenički logor.

HSS je pokušavao uspostaviti zajedničku vojsku partizana, ustaša i domobrana tijekom 2. svjetskog rata koja bi dočekala Saveznike. Na tome radili Vokić, Lorković i domobranski pukovnik Ivan Babić, koji je nekoliko puta išao u inozemstvo, pa i u London za tu svrhu, o čemu postoje dokumenti u Public Record Officeu u Engleskoj. Plan predaje NDH i uspostava suradnje sa Saveznicima dugo je razrađivana. Vokić i Lorković poslali su Babića u Egipat kako bi zatražio od Engleza razgovor s britanskim ministrom vanjskih poslova Anthonyjem Edenom o mogućnostima hrvatske kapitulacije i svrstavanja na savezničku stranu. O zahtjevu postoji pisani trag. Fizički susret nije se dogodio, ali britanski je ministar odgovorio. Odgovor je bio da mora prethodno pitati Staljina za mišljenje, jer ne zna hoće li Staljinu odgovarati da Englezi pregovaraju s Hrvatima. Nakon toga nikad više nije dobio poruku od Edena. Drugi pokušaj povezivanja sa Saveznicima je bio preko partizanske strane. Postojao je dogovor da inženjer Augustin Košutić razgovara s partizanima. No kad je došao zatvorili su ga. U izaslanstvu je bio i Božidar Magovac, a nije poznato je li bio i Pave Pocrnić.
Krnjevićeva i Šubašićeva pismohrana krije još zanimljivosti. Dok je na snazi bio prvobitni plana savezničke invazije koji su dogovarali Churchill i Staljin, ideja je bila da Saveznici otvore treće bojište protiv Njemačke iskrcavanjem na grčkoj i hrvatskoj obali, a tome se suprotstavljao Roosevelt. Ako bi se ostvario taj prvi plan, postojala je opasnost od restauracije velikosrpske hegemonističke monarhije, odnosno povratak kralja i jugoslavenske vlade koju bi dočekao ministar obrane Draža Mihailović, što bi bio kraj svake "nezavisne" i "federalne" Hrvatske i odriješene ruke četnicima. Ban Ivan Šubašić rješenje je vidio u inicijativi da se NDH poveže s partizanskim pokretom. Hrvatska se morala što spremnije pripremiti za moguće iskrcavanje Saveznika između Makarske i Metkovića, pod vjerojatnim zapovjedništvom južnoafričkog feldmaršala Jana Smutsa. Prema ovim izvorima, "domobranski major" Stevo Krajačić posjetio je visokopozicioniranog mornaričkog časnika Gatina, brata Cate Dujšin. Krajačić je izjavio da je došao u ime Vrhovnog štaba i Tita u svezi sa suradnjom. Nakon toga su Augustin Košutić, Božidar Magovac i dr. Pave Pocrnić otišli na partizanski teritorij i uspješno razgovarali. Razgovor je bio o stvaranju jedinstvene vojske Hrvatske, sastavljene od partizana, domobrana i nekompromitiranih ustaša. Veličina te vojske bila bi 500 tisuća vojnika i dočekala bi Saveznike na Jadranu kao jedinstvena sila samostalne antifašističke države. Izvjesno je da je HSS sve činio za spasiti hrvatsku državu. Nakon iskrcavanja na Siciliji, prvo je preko Košutića pregovarao s ministrom unutarnjih poslova Mladenom Lorkovićem o formiranju koalicijske vlade s HSS-om 1943. godine. Uslijedila je 1944. i iskrcavanje na Normandiji. Te je godine Ivan Farolfi pokušao obnoviti "pomirbene" razgovore s partizanima, a s Vokićem i Lorkovićem razmotriti povlačenje ustaša s vlasti. Državni udar bio je planiran i bio bi fingiran. Za to je znao Poglavnik, a tim se udarom na vlast trebao vratiti HSS. Jugokomunistima je to ugrožavalo planove o preuzimanju vlasti. Sovjetska protuofenziva jačala je položaj komunista diljem Europe, pa su o tom planu javili Gestapu. Uslijedila je Hitlerova zapovijed o uklanjanju zavjerenika.
U trećim izvorima hrvatski iseljenici u SAD pisali su ljeta 1943. američkom predsjedniku molbu neka u invazijske postrojbe na hrvatsku jadransku obalu pošalje što je više moguće američkih vojnika hrvatskog i poljskog podrijetla, jer se Srbi prijete osvetom i istrjebljenjem Hrvata i već onda su se razbacivali mitomanskim brojevima o "milijun ubijenih Srba". U isto su vrijeme iseljenici pozivali mlade američke Hrvate neka se javljaju u američku vojsku koja će osloboditi Hrvatsku.

### Konačni slom
Krajem 1944. NDH je kontrolirala samo veće gradove i uski pojas oko najvažnijih cestovnih i željezničkih pravaca. Nakon zauzimanja Knina 4. prosinca 1944. oslobođena je čitava Dalmacija, a snage NOVJ su se polako primicale Lici i Gorskom kotaru. Na istoku zemlje držala se Srijemska bojišnica, koja je bila manje-više stabilna. Vrh NDH stupio je u kontakte s predstavnicima slovenskih domobrana, crnogorske narodne vojske i Draže Mihailovića o stvaranju zajedničkog protukomunističkog bloka, ali ti planovi nisu ostvareni. Kad je vodstvu NDH već postalo jasno da je kraj neminovan, razmišljalo se i odlasku dijela snaga u gerilu, pogotovo na području Like, no od toga se odustalo. Na području NDH gomilale su se njemačke snage s Balkana u povlačenju prema sjeveru i zapadu, a vojni i državni vrh NDH je odlučio povlačiti svoje snage prema zamišljenoj Zvonimirovoj liniji, koja je trebala biti posljednja obrambena linija HOS-a NDH. Linija se od Karlovca protezala prema Dugom Selu, Vrbovcu, Križevcima, Koprivnici i prema Dravi gdje se trebala vezati za položaje njemačke vojske. No, do formiranja ove obrambene linije zapravo nikad nije došlo.
Gospić je oslobođen 4., a Sarajevo 6. travnja. Srijemska bojišnica je konačno probijena 12. travnja 1945. te se oružane snage NDH počinju okupljati oko Zagreba s nejasnim glasinama kako će "udariti protiv komunizma". Tih dana u Zagrebu je bilo oko 150.000 izbjeglica sa svih strana NDH. Nakon što se uvidjelo da je Zagreb nebranjiv zbog nedostatka streljiva i bezizlazne situacije, premda je bilo i ideja o pružanju otpora do kraja, vodstvo NDH donosi odluku o povlačenju prema Austriji, gdje su se vojska i narod koji ju je pratio trebali predati saveznicima, nadajući se da će izbjeći osvetu i predaju Titovim partizanima. Skupa s vojnicima i civilima NDH povlačili su se slovenski domobrani, Kozaci, crnogorski četnici i druge kvislinške skupine. Kako je u međuvremenu propala Vrančićeva misija predaje saveznicima u Bariju, Vlada NDH je raspuštena, te su njeni članovi organizirano napustili Zagreb 4. svibnja prateći vojne snage NDH u njihovom povlačenju prema Austriji. Ranjeni i bolesni pripadnici vojnih snaga nisu evakuirani, nego su ostali na liječenju u zagrebačkim bolnicama: sve te ranjenike i bolesnike su jugoslavenske komunističke snage zarobile i potom ih pobila; popisano je do danas poimenično 4.791 tih pobijenih ranjenika i bolesnika.
Pavelić se, prešavši austrijsku granicu već 8. svibnja navečer, dao u bijeg ne čekajući svoje vojnike. Hrvatske oružane snage u povlačenju engleski vojni predstavnici su odbili primiti na području Austrije, nego su ih prisilili na polaganje oružja i predaju Jugoslavenskoj armiji 15. svibnja 1945. na granici u Bleiburgu. Neki partizanski izvori navode da je zarobljeno oko 92.000 pripadnika HOS-a. Posljednji džep otpora oko Odžaka u Bosanskoj Posavini s oko 450 vojnika slomljen je tek 25. svibnja.
Nakon predaje kod Bleiburga počinje tzv. križni put zarobljenih vojnika i civila. Dogodila su se mnoga masovna smaknuća, no i danas je neutvrđen konačni broj žrtava, koji se uglavnom procjenjuje na oko 50.000.

## Ratni gubitci
Hrvatski Demograf Vladimir Žerjavić je 1992. iznio demografske podatke i procijenio kako je ukupni broj poginulih na budućem teritoriju SR Hrvatske tijekom II. svjetskog rata i poraća bio nešto veći od 270 tisuća, a na budućem području SR BiH nešto veći od 316 tisuća, u što su uključeni i poginuli na strani sila Osovine. Prema Žerjavićevim demografskim izračunima i procjenama na teritoriju NDH je tijekom rata i poraća ubijeno 322.000 Srba, od čega je zbog ustaškog terora život izgubilo 78.000 civila - više od 50.000 je pobijeno u Koncentracijskom logoru Jasenovac, a još 20.000 srpskih civila život je izgubilo od bolesti u zbjegovima. Osim velikog broja Srba, tijekom rata živote u NDH izgubilo je i 192.000 Hrvata, 75.000 Muslimana, 26.000 Židova i 16.000 Roma.
Ratni gubitci stanovništva u NDH - oko sedmine ukupnog broja žitelja - su bili znatno veći nego oni osmerostruko mnogoljudnije Italije (457.000 mrtvih) ili Ujedinjenog kraljevstva (450.700 poginulih, također sa stanovništvom od oko 48 milijuna), dakle zemalja s iznimno važnim ulogama u II. svjetskom ratu. Posljedica višegodišnjeg ratovanja na području NDH je smrt oko jedne desetine stanovništva, velikim dijelom u genocidnoj politici NDH vlasti nad Židovima, Srbima i Romima, četničkim pokoljima Muslimana i Hrvata, te ratnim zločinima protiv ratnih zarobljenika i civila (približno pola ubijenih su bili civili).
Ustaše su tijekom rata, prema procjenama Vladimira Žerjavića sačinjenima prema podacima o popisima stanovništva i podatcima dostupnima iz različitih zbornika o povijesti NOB-a dostupnima početkom 1990.-ih godina pobili više hrvatskih civila (17.000), nego partizani (14.000), i više muslimanskih i hrvatskih civila zajedno (24.000) od. partizana (16.000). Kad k tome dodamo 19.000 Židova i 16.000 Roma istrijebljenih od ustaša, Žerjavić procjenjuje da su ustaše odgovorne za 165.000 civilnih žrtvi, to jest 50% svih civilnih žrtvi u NDH (327.000).
Vlasti NDH su tijekom svoje vladavine provele holokaust nad Židovima (30.000 žrtava, ili 80% Židova u NDH, od kojih se za 6.200 zna da su poslani u njemačke logore, a za ostale se smatra da su istrijebljeni u logorima NDH), te porajmosu nad Romima (prema okvirnim procjenama, 25.000 žrtava ili blizu 100% prijeratne romske populacije). Ipak, najveći broj žrtava ustaškog režima bili su Srbi, nad kojima je proveden genocid i kojih je po raznim procjenama ubijeno više od 300.000.
Od ukupnog broja civilnih žrtava srpske narodnosti smata se da su veliki dio pobili pripadnici okupatorskih postrojbi njemačke vojske (otprilike četvrtina pobijenih Srba u NDH), Italije (oko 15 tisuća), a oko 34 tisuća Srba civila bili su kolateralne žrtve sukoba između vojnih postrojbi. Vladimir Žerjavić procjenjuje da su ustaše pobile oko 50 tisuća Srba u koncentracijskim logorima i oko 28 tisuća na raznim drugim mjestima.
Hrvatski povjesničar i emigrant Jere Jareb ocjenjuje da "politika uništenja Srba nije bila samo Pavelićeva politika, nego i Ustaškog pokreta." Povjesničar Jozo Tomasevich, navodi da su masovna ustaška ubojstva Srba počela već krajem travnja 1941. godine, ali su se dodatno naveliko povećala lipnja 1941., nakon sastanka Hitler-Pavelić, kada su ustaške vlasti ukinule sve prepreke za progon Srba, te je veliki broj Srba ubijen u kaznenim i divljačkim ekspedicijama od strane ustaških oružanih jedinica ili su strpani u NDH koncentracijske logore, gdje su mučeni i ubijani.
Žestoko su proganjani i svi politički protivnici režima a posebno komunisti. Pogotovo nakon što je u lipnju 1941. raskinuto savezništvo SSSR-a i Njemačke i započela njemačka invazija na Sovjetski Savez. Kao reakcija na politiku terora ustaškog režima i de facto okupaciju proklamiranih saveznika, Njemačke i Italije, na području NDH se ubrzo razvio Narodnooslobodilački pokret pod vodstvom KPJ.
Njemački historičar Alexander Korb 2010. god. ocjenjuje da su zločini snaga NDH, te osobito divljih ustaša (pristalice ustaškog pokreta koji nisu bili podvrgnuti zapovijedanju unutar regularnih vojnih postrojbi) protiv Srba bili izrazito masovni, ali da se povijesnim istraživanjima nije ustanovilo je li ta masovnost zločina plod plana režima NDH, ili pak ishod konfuznih ratnih događaja.
U desetljećima komunizma su u čak 3 navrata -1946., 1950. i 1964. godine - bile popisivane žrtve rata, ali su rezultati sva tri (javno izvršena) popisa bili držani u tajnosti. Donekle su poznati rezultati tih popisa za žrtve na strani "antifašista", a žrtve na strani "narodnih neprijatelja" su konstantno prikrivane. U popisu iz 1946. godine, kada je sjećanje na rat bilo najživlje, popisano je na području današnje Republike Hrvatske 132.098 žrtava na antifašističkoj strani.

### Povijesni revizionizam
U pogledu popisa iz 1950. godine, Mate Rupić citira kako je na sastanku Sekcije za prikupljanje historijskih dokumenata na području Narodne Republike Hrvatske održanom 10. listopada 1950. godine Franica Padovan, sekretar te sekcije i tajnik Zemaljske komisije za popis žrtava izvijestila o utvrđenom broju palih antifašističkih boraca i žrtava fašizma: "(...) Broj žrtava još uvijek se svodi na 150.000, a ne nikako na više, i cifru od 300.000 koju smo predvidjeli nikako ne možemo ostvariti." Kod ponovljenog popisa iz 1964. godine se poginulima na antifašističkoj strani pridodalo poginule u savezničkim bombardiranjima, te je po svemu bilo nekih dodatnih omekšavanja kriterija za popisivanje žrtava, pa se uspjelo doći do 186 tisuća žrtava na antifašističkoj strani. Osim što je bila donijeta generalna odluka o pribrojavanja "antifašističkoj strani" svih poginulih zbog savezničkih bombardiranja, može se uočiti da je veliki broj imena tih žrtava bombardiranja pripisan među žrtve Sabirnog logora Jasenovac, gdje se kod popisivanja 1964. uvrstilo i razne umrle u logorima za izbjeglice koje su u Egiptu i Južnoj Italiji držali saveznici, za koje se zna da su ih zapravo ubile ubila njemačka i talijanska vojska, žrtve četničkih pokolja, partizane poginule u bitkama na Neretvi i Sutjesci, pa i one koji su poginuli kao domobrani i ustaše. Općenito je pitanje ratnih žrtava bilo u vrijeme komunističke Jugoslavije predmetom namjerne nečasne manipulacije, u kojoj se poginule dijelilo na "podobne" i "nepodobne".
Mate Rupić piše 2001. godine da je Jugoslavija bila " jedna od rijetkih država na svijetu koja je napravila najmanje tri popisa žrtava Drugog svjetskog rata. Prvi je napravljen 1946. godine, drugi 1950., a treći 1964. godine. Ni jedan popis nije službeno objavljen, rezultati su držani u tajnosti, a arhivsko gradivo, koncentrirano u Arhivu Jugoslavije, bilo je nedostupno istraživačima. Donekle su poznati rezultati tih popisa, naravno samo za žrtve na strani 'antifašista', a žrtve na strani 'narodnih neprijatelja' uredno su prikrivane... Popis iz 1950. godine obavljen je u Hrvatskoj (kao i u ostalim republikama bivše Jugoslavije) u organizaciji Saveza boraca NOR-a. Stoga čudi da mnogi koji su se u svojim znanstvenim djelima bavili problemom žrtava, a bili su i sami članovi popisnih komisija, čak visoko pozicionirani u Savezu boraca, 'ne znaju' za te podatke... Sačuvani spisi Komisije za popis žrtava NOR-a iz 1950. godine pokazuju da su podaci o broju žrtava gotovo identični podacima do kojih je došla Komisija za ratne štete iz 1946. te Komisija za popis žrtava Drugog svjetskog rata iz 1964. godine... Nedostaju pojedinačni obrasci za popisivanje žrtava... Popunjeni obrasci žrtava iskorišteni su kao osnova za popis 1964. godine. Kao i drugo arhivsko gradivo Komisije iz 1964. godine i ti su pojedinačni formulari žrtava iz 1950. i 1946. godine povučeni u pismohranu Savezne komisije u Beograd i nedostupni su istraživačima iz Hrvatske. Nadamo se da će nam uskoro biti dostupni i omogućiti daljnja istraživanja i rješavanja otvorenih pitanja kao što su Žrtve Jasenovca te drugih logora u NDH i izvan nje."
Hrvatski intelektualac Bruno Bušić je na temelju popisa stanovništva provedenih 1931. i 1950., procjena kompetentnih demografa, te njemu već krajem 1960.-ih godina dostupnih podataka popisa sačinjenoga od strane jugoslavenskih vlasti 1964. godine za potrebe reparacije ratnih šteta od SR Njemačke - u kojima su jugoslavenske vlasti odlučile da se neće popisati “svi oni koji su u tijeku Narodnooslobodilačke borbe izgubili život na strani okupatora ili domaćih izdajnika bilo na koji način (kao borci, pomagači, simpatizeri)“ - iznio da broj poginulih na području u SR Hrvatske na "antifašističkoj" strani, koje su odabrale popisati komunističke vlasti, njih ukupno 185.327, valja uvećati za daljnjih 219 tisuća pobijenih vojnika i civila na "neprijateljskoj" strani. Slično je bilo i na području BiH, gdje se uz 171.000 "antifašističkih" žrtava može procijeniti 236 tisuća  "neprijateljskih" žrtava među vojnicima i civilima. Tim brojkama treba pribrojati veliki broj tijekom rata i poraća iseljenih stanovnika, osobito najveći dio Folksdojčera. Općenitu ispravnost podataka koje je predstavio Bruno Bušić, potvrđuje i dodatnim informacijama dopunjuje 1993. godine povjesničar Mihael Sobolevski, koji se suvremenom poviješću Hrvatske i Jugoslavije bavio od sredine 1960.-ih godina, te je znao koje informacije je komunistička historiografija zaobilazila prezentirati. Međutim je točno utvrđivanje podataka ostalo vrlo teškim zbog nedostupnosti izvornog materijala iz popisa koji su provođeni za vrijeme komunističkog režima, koji su arhivirani u Beogradu, te su ostali nedostupni znanstvenicima iz Hrvatske.
Demograf Stjepan Šterc ukazuje kako se u stanovništvu Jugoslavije - kada se izuzmu područja preuzeta nakon II. svjetskog rata od Italije - broj rimokatolika smanjio od popisa stanovništva iz 1931. do popisa stanovništva 1948. god. za 18 tisuća, dok se zahvaljujući prirodnom prirastu u isto vrijeme povećao broj pravoslavaca za 998 tisuća, a broj muslimana za 216 tisuća; takvi podatci samo manjim dijelom proizlaze iz manjeg prirodnog prirasta kod rimokatolika. Većim dijelom dadu se pripisati ovaj relativni i apsolutni pad broja rimokatolika etničkom čišćenju Folksdojčera na čitavom području SFRJ i, zacijelo, drugim demografskim gubitcima zbog komunističkog terora u poraću, koji je u velikom dijelu bio motiviran htijenjem da se kod Hrvata zatre bilo kakva težnja za svojom državom.
1991. je bila osnovana Komisija za utvrđivanje ratnih i poratnih žrtava Republike Hrvatske, pod vodstvom Vice Vukojevića, koji je izjavio da je svrha komisije bila popisati žrtve koje nisu bile na prijašnjim popisima, tj. prije svega hrvatske žrtve partizana. Povjesničar Vladimir Geiger navodi 2013. godine da je komisija „s pristranom podjelom ljudskih gubitaka na poželjne i nepoželjne, popisala je tek 2.238 žrtava logora Jasenovac i samo 293 židovske žrtve na području Hrvatske ukupno… [Komisija] u kroatocentričnom i selektivnom pristupu i popisu iskazuje zanemarive brojke ljudskih gubitaka ostalih nacionalnosti / etničkih skupina izuzev Hrvata." Komisija je izvijestila da su ukupne hrvatske žrtve partizana, glavni cilj popisa, tijekom cijelog rata i poraća brojale 37.881, od kojih 7.404 civilnih, dok su svi ostali bili pripadnici NDH vojske. Nasuprot tome što je sam Tuđman nazvao "Bleiburškim mitom", uz "paroksizme uveličavanja" žrtvi na 500.000 i više, komisija je utvrdila sve ukupno 13.300 žrtava Bleiburga i Križnog puta, od kojih 11.000 članovi NDH vojske, te 2.200 ostalih i neidentificiranih.  Vladimir Geiger smatra taj nedovršeni popis dalekim od istine, te navodi da "ukupni stvarni gubici vezani uz slučaj Bleiburg mogli bi, prema uglavnom prihvaćenim i mogućim statističkim izračunima, iznositi najmanje oko 70.000 do 80.000, a gubici Hrvata oko 50 000 do 55.000". Vice Vukojević, koji je imao važan doprinos u radu Komisije, iznio je 2015. godine da je Komisija iz političkih razloga raspuštena 2000. god prije nego što je završila radom, a da ona kod svojega rada nije osporavala podatke Zemaljske komisije koja je prema nalogu komunističkih vlasti bila 1945. godine povela popis žrtava rata, nego je popisivala one žrtve koje 1945. godine nisu bile popisivane; tj. uglavnom žrtve na strani NDH, koje su komunističke vlasti bile zabranile popisivati. Popisan je i manji broj žrtava na antifašističkoj strani koje nisu bile popisane od komunističkih vlasti - tako i nekoliko stotina Židova koje se nisu nalazili na popisima iz razdoblja neposredno nakon II. svjetskog rata.
Geiger također piše kako je početkom 2000-ih uslijedilo sustavno umanjivanje srpskih i židovskih žrtava ustaša, uz "nastup pojedinaca i skupina koji uporno zastupaju svoje osebujno manirističko viđenje NDH i logora Jasenovac te ustraju u tome da broj žrtava logora Jasenovac...ne može biti veći od četveroznamenkastog ....Najsustavnije poricanje i(li) znatno umanjivanje ustaških zločina počinjenih u logoru Jasenovac zastupljeno je ponajprije u javnim istupima i pisanjima povjesničara i povjesničara-amatera Mladena Ivezića, Vladimira Mrkocija, Vladimira Horvata, Stipe Pilića, Blanke Matković, Igora Vukića, Josipa Pečarića, Stjepana Razuma i Romana Leljaka. No i hrvatska historiografija i publicistika slijeva uporna je u svojim starim i općepoznatim tvrdnjama, u čemu su zdušno potpomognuti mnogobrojnim svjetonazorski istovjetnim medijima, uključujući i najutjecajnije državne." Geiger posebno ističe Leljaka, za koga navodi da uspješno „prodaje maglu” ponajprije Hrvatskom tjedniku i Glasu Koncila "te da posebno mjesto imaju njegovi precizno izmišljeni brojevi jasenovačkih logoraša i žrtava logora Jasenovac.  Takvo stanje u hrvatskoj historiografiji koristi dio intelektualaca i političara iz Republike Srbije, koji su preuzeli "megalomanske" brojeve o pobijenim Srbima u NDH, ukazuje Vladimir Geiger 2020. godine.
Demograf Stjepan Šterc ukazuje 2017. godine da je prema podatcima popisa stanovništva bilo 1931. u okviru današnjih granica Hrvatske 633.256 pravoslavnog stanovništva u Hrvatskoj (oko 633.000 Srba), a u Bosni i Hercegovini daljnjih 1.028.139 pravoslavaca. Popis stanovništva 1948. godine utvrđuje u Hrvatskoj 543.795 osoba srpske etničke pripadnosti (dakle, 89.205 manje nego u popisu 1931.), a u Bosni i Hercegovini 1.136.116 (dakle za 136.116 više nego u popisu 1931.); na razini čitave Jugoslavije povećan je u tih 17 godina broj Srba za 14,7%, u BiH za 13,6 posto, dok je u Hrvatskoj umanjen za 14,1 posto: Šterc ukazuje na migracije unutar samog područja Jugoslavije u tom 17-godišnjem razdoblju, kao vjerojatni razlog stanovitog pada udjela Srba u ukupnom stanovništvu na području Hrvatske i BiH (tj. u granicama NDH), te zaključuje da su vrlo dubiozni izračuni da su Srbi na tom području stradavali u nekom većem udjelu, u odnosu na stanovništvo drugih etničkih pripadnosti.  Doista, Srbi s područja koje je 1941. – 1945. god bilo obuhvaćeno granicama NDH, sudjelovali su nakon 1945. godine u kolonizaciji Vojvodine, gdje su etnički Srbi zamijenili približno 400.000 Folksdojčera koji su odande organizirano protjerani. 
| Srbi        | Hrvatska | Bosna i Hercegovina | Istočni Srijem | Ukupno                  |
| ----------- | -------- | ------------------- | -------------- | ----------------------- |
| Popis 1931. | 633.000  | 1.028.139           | 210.000        | 1.871.000               |
| Popis 1948. | 543.795  | 1.136.116           | nepoznato      | 1.672.000 (bez Srijema) |

## Naslijeđe

### SFRJ
Dio istaknutih časnika i političara (Mile Budak, Vilko Begić, Slavko Kvaternik, Fedor Dragojlov, Vladimir Laxa, Ljubo Miloš, Slavko Štancer) osuđen je i smaknut nakon rata, dok su neki nestali u kaosu na Bleiburgu. Ante Pavelić i dio istaknutijih vođa uspio je pobjeći. Neki su istaknuti članovi vodstva NDH kasnije izručeni Jugoslaviji, poput Andrije Artukovića, dok su neki progonjeni ili ubijeni od strane agenata UDBA-e zbog svoje ratne prošlosti, poput Vjekoslava Luburića. U poraću su smaknuti i mnogi svećenici i civili. Civili koji su surađivali s režimom, kao i većina unovačenih pripadnika Domobranstva, u SFRJ su bili smatrani građanima drugog reda. Usto se nakon rata pojavio i kratkotrajni gerilski oružani protukomunistički pokret, sastavljen uglavnom od simpatizera NDH, poznat pod zajedničkim nazivom "križari".
Zbog početne podrške NDH i pasivnog držanja velikog dijela stanovništva u prvim godinama rata (tako da su Srbi činili i do 80% pripadnika NOVJ na području Hrvatske 1942.), Hrvatima je u razdoblju Druge Jugoslavije nametana hipoteka ustaštva i genocidnosti, iako su Hrvati dali razmjerno najviše boraca Narodnooslobodilačkoj vojsci u drugoj polovici rata. Hrvatska strana je u Jugoslaviji često nosila teret Pavelićevog režima. To je znatno slabilo pregovarački položaj Hrvatske u Jugoslaviji, te je dovelo do dugotrajnog razdoblja tzv. hrvatske šutnje, prekinute nakratko tek 1971. Hrvatskim proljećem, dijelom pokrenutim i da se skine nametnuti teret ustaštva.
Stvoren je mit o Jasenovcu. Jugoslavija je podatke o broju žrtava tijekom rata proglasila državnom tajnom, što je omogućilo kasnije manipulacije, tako da će "povjesničari" u službi velikosrpske agresije tijekom zadnjih godina zajedničke države govoriti o milijun ili više ubijenih Srba na području NDH. Radovan Bulajić, na primjer, govori o 1.110.929 ubijenih Srba, dok su drugi govorili i o 1.000.000 ubijenih Srba samo u Jasenovcu, a ukupno i do čak 2 milijuna. Nakon osamostaljenja Hrvatske provedena su istraživanja i mjerenja i dobio se broj koji varira do 81 tisuću ljudi u Jasenovcu i oko 15 tisuća ljudi u Staroj Gradiški.  

### Iseljeništvo
Najčešća ruta bijega ustaških dužnosnika i simpatizera NDH bila je preko Italije, Portugala i Španjolske u zemlje Južne Amerike (vidi: štakorski kanali). U političkoj emigraciji mnogi su bivši dužnosnici ili simpatizeri NDH nastavili s političkim i kulturnim radom u svrhu okupljanja Hrvata i očuvanja ideje neovisne hrvatske države (primjerice, Vinko Nikolić). Pavelić je osnovao i vladu NDH u izbjeglištvu. Neke iseljeničke udruge nastavile su s veličanjem NDH u svojim aktivnostima i dugo nakon rata.
Dok je bio guverner Kalifornije, Ronald Reagan (kasnije predsjednik Sjedinjenih Američkih Država), dana 4. travnja 1968. potpisao je Proklamaciju u kojoj je 10. travnja proglasio Danom hrvatske nezavisnosti u toj saveznoj američkoj državi. Jedan original ovoga dokumenta, Proklamacije o 10. travnju kao Danu hrvatske nezavisnosti, čuva se u Državnome arhivu Kalifornije, a drugi u hrvatskoj zajednici.

### Samostalna Hrvatska
Republika Hrvatska je u izvorišnim osnovama svog prvog Ustava jasno naznačila da svoju državnost u vremenu Drugog svjetskog rata temelji na narodnooslobodilačkoj borbi i odlukama ZAVNOH-a o stvaranju Federalne Države Hrvatske, a nasuprot proglašenju NDH. No, zločini ustaškog režima i njegova bespogovorna odanost Trećem Reichu ostavili su dubok trag u međunarodnoj javnosti. Često su Hrvati u cijelosti poistovjećivani s ustašama i fašizmom, što je izuzetno štetilo kasnijim naporima za ostvarivanje hrvatske nezavisnosti. Strani tisak te pojedini dužnosnici često nisu bili skloni hrvatskoj strani upravo zbog ustaštva koje se izjednačavalo s idejom neovisne Hrvatske. Tako, primjerice, New York Times prilikom zamjene zvijezde petokrake na hrvatskoj zastavi šahiranim grbom govori o povratku ustaških simbola. Isti list je od kolovoza 1993. do lipnja 1994. spominjao ustaše u najmanje devet članaka u kontekstu suvremene Hrvatske i Domovinskog rata.
Tijekom Domovinskog rata, Predsjedništvo HSP-a objavilo je 13. lipnja 1991. u Ljubuškom Lipanjsku povelju o obnovi i uspostavi Nezavisne Države Hrvatske na cjelokupnom povijesnom i etničkom prostoru. Povelja nije imala nikakvog utjecaja na daljnja politička zbivanja u Hrvatskoj i BiH. Neke postrojbe HOS-a, paravojnog krila HSP-a, za vrijeme rata su nosile imena ustaških časnika.

### Pitanje pravnog sljedništva
Vlasti komunističke Jugoslavije su odbijale priznati državnopravni status Nezavisne Države Hrvatske, te su propise i pojedinačne akte tijela NDH prepoznavale isključivo kao akte “pomagača okupatora“, koji svoju pravnu snagu crpe iz prerogativa koje strani okupatori imaju na području kojega su vojno zauzeli. 
Godine 1946. donijet je Zakon o nevažnosti pravnih propisa donijetih prije 6. travnja 1941. godine i za vrijeme neprijateljske okupacije, kojim se pravne akte NDH (i drugih marionetskih država nastalih nakon poraza Kraljevine Jugoslavije) proglašavaju “nepostojećima“; odluke sudova u građanskopravnim i kaznenopravnim stvarima iz razdoblja od travnja 1941. do kraja rata 1945. godine priznaju valjanima, a odluke upravnih tijela se priznalo valjanima jedino ako se odnose na građanskopravne odnose (to se odnosilo na upise osobnih stanja u matične knjige i sl.).
Jugoslavija nije priznavala pravno sljedništvo u pogledu nikakvih međunarodnopravnih odnosa u koje je ulazila Nezavisna Država Hrvatska - iako je naplatila visoki dug koji je Njemačka imala prema tadašnjoj NDH (preko pola milijarde tadašnjih maraka) - a takvo pravno sljedništvo ne priznaje danas ni Republika Hrvatska.
Zastupnica u Europskom parlamentu Alessandra Mussolini (unuka Benita Mussolinija) je u svojem kratkom govoru pred plenarnom sjednicom tog tijela 10. veljače 2015. god. dotaknula pitanje Rimskih ugovora, “koji formalno više ne vrijede i koje bi pitanje Vijeće Europe trebalo danas ponovo otvoriti“ - ostavljajući nam da mislimo govori li ona to o Rimskim ugovorima iz 1941. godine, kojima je NDH bila predala Italiji većinu teritorija uz hrvatsku obalu Jadrana, nastanjenog skoro isključivo Hrvatima.